# Internationale gotiek
De internationale gotiek was een kunstuiting in de schilder- en beeldhouwkunst uit de bredere periode van de gotiek, die zich ontwikkelde aan het eind van de 14e en het begin van de 15e eeuw in onder meer Bourgondië, Bohemen, Frankrijk en Italië. De stijl staat ook wel bekend als internationale stijl of hoofse stijl ook wel de Kunst om 1400 of schöne Stil genaamd en deed zich voor in de West-Europese kunst tussen ruwweg 1380 en 1430. In het Duitse taalgebied staat de stroming ook bekend als de 'zachte' of 'weke' stijl.
Opmerkelijk in deze stijl is de zachte en ritmische lijnvoering, de slanke proporties van de afgebeelde figuren en de geraffineerde weergave van de plooien in stoffen en kleding. De stijl kenmerkt zich door een nieuwe, meer realistische en gedetailleerde benadering van de natuur. Er is sprake van idealisering van de figuren en de afgebeelde landschappen en gebouwen en een ontwikkeling van het gebruik van perspectief. Ook doet zich een kentering voor van puur-Bijbelse onderwerpen naar meer wereldlijke onderwerpen, een voorbode van de renaissance.

## Introductie
De naam internationale gotiek werd geïntroduceerd op het einde van de 19e eeuw door Louis Courajod. Hij had het over een universele gotiek waarmee de schilderkunst van de middeleeuwen werd afgesloten. De naam internationale gotiek beschrijft het fenomeen beter dan de andere namen zoals hoofse stijl of weke stijl of het tardogotico uit het Italiaans, omdat hij benadrukt dat de stijl in gans het toenmalige Europa aanwezig was, maar ook dat hij ontstaan was door uitwisseling van ideeën en technieken over gans Europa.
De stijl ontstaat in de periode dat de grote instellingen en structuren van de middeleeuwen in verval zijn, denk maar aan het schisma van het Westen, het verval van de feodaliteit en de teloorgang van de ridderlegers zoals we zien bij de Guldensporenslag en in de eerste veldslagen van de Honderdjarige Oorlog. Maar de luxe aan de grote hoven van Dijon, Praag, Milaan en Parijs neemt nog toe. De internationale gotiek is een kunstvorm van en voor het hof. Het hofceremonieel en het leven aan het hof reflecteert zich in een schilderstijl die aristocratisch, irreëel (alleszins niet de dagelijkse realiteit weerspiegelend), elegant, oppervlakkig en kleurrijk is. De stedelijke burgerij, de nieuwe economische macht, concurreert met de hoven en de aristocratie in de verwerving van kunstwerken. Die kunstwerken zijn in deze periode dikwijls letterlijk kleinoden: diptieken, draagbare retabels, tapijten, handschriften en miniaturen. Deze kleine objecten kunnen gemakkelijk getransporteerd worden en circuleren door gans Europa waardoor de gemeenschappelijke stijl ontstaat en wordt verspreid.
Hierna volgt een gedetailleerde beschrijving van de verschillende regio’s waar kunstenaars actief waren in de internationale gotische stijl, maar we beperken ons hierbij tot de schilder- en miniatuurkunst.

## Avignon

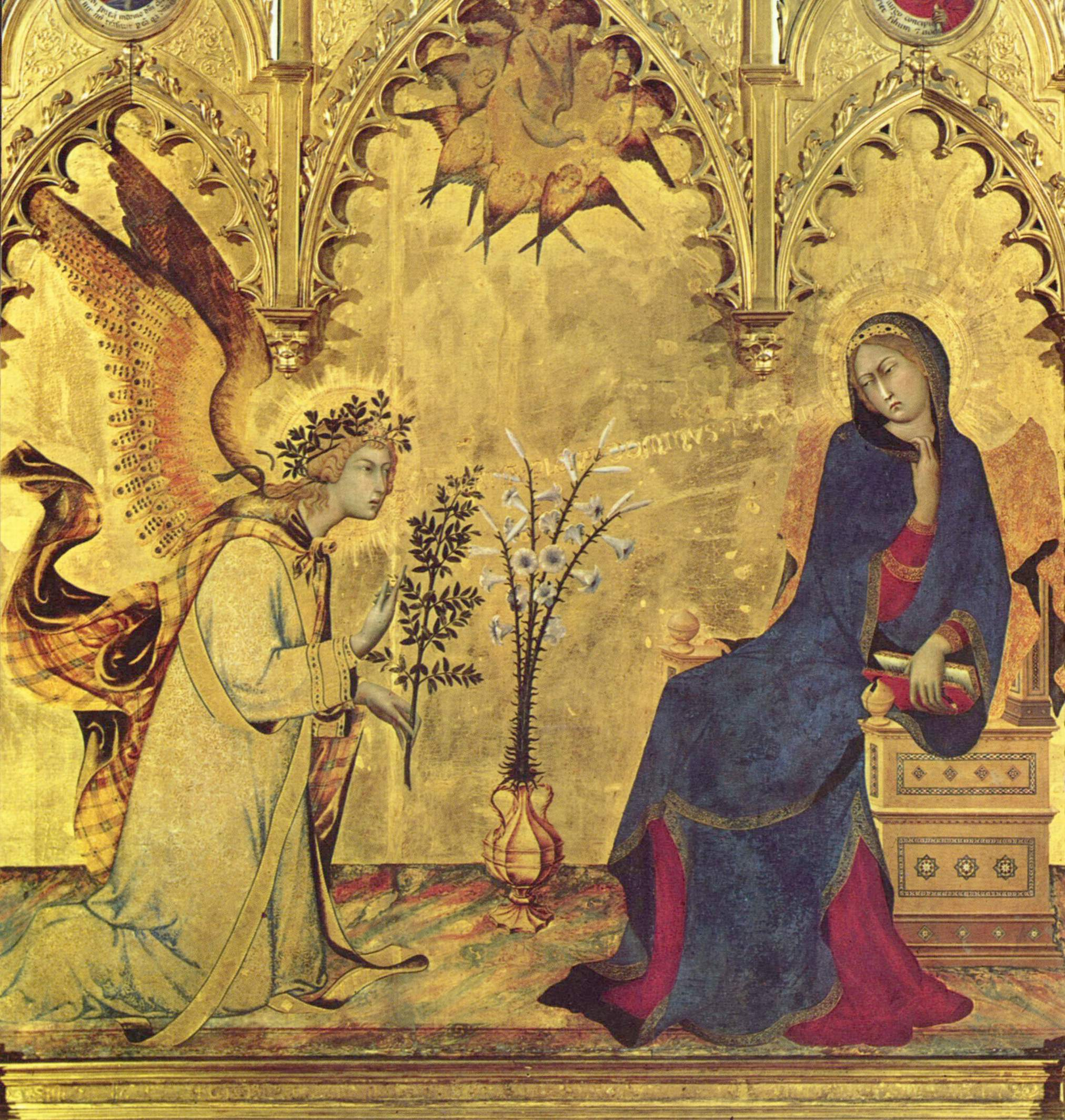
Detail van de Annunciatie Triptiek van Simone Martini (1333), Uffizi.

De aanwezigheid van het pauselijk hof in Avignon tijdens de Babylonische ballingschap der pausen van 1309-1376 creëerde in Avignon een klimaat dat uitermate gunstig was voor de culturele uitwisseling tussen artiesten van gans Europa. Vanuit Avignon werd de Italiaanse kunst bekend in de rest van Europa. Simone Martini en zijn leerling Matteo Giovannetti maakten paneelschilderingen en fresco’s in opdracht van het pauselijk hof. Aan de decoratie van het Pausenpaleis werkten kunstenaars uit gans Europa mee. Martini, was een leerling van Memmo di Filippuccio en van Duccio di Buoninsegna. Naast zijn leermeesters was hij ook beïnvloed door Giotto maar even goed door de Franse kunst. Martini’s stijl wordt getypeerd door het gebruik van zachte, gestileerde en vloeiende vormen en hoofse elegantie, elementen die hij waarschijnlijk van Franse voorbeelden uit de miniatuurschilderkunst heeft overgenomen. Omwille van deze mix van Italiaanse en Franse stijlelementen wordt hij beschouwd als een van de grondleggers van de internationale gotiek. Franse miniaturisten zoals Jacquemart de Hesdin (eigenlijk afkomstig uit Vlaanderen) hebben geput uit het werk van de Italiaanse meesters, zijn kruisdraging in het Louvre refereert duidelijk aan de polyptiek van Orsini, een werk van Martini.
Galerij Avignon

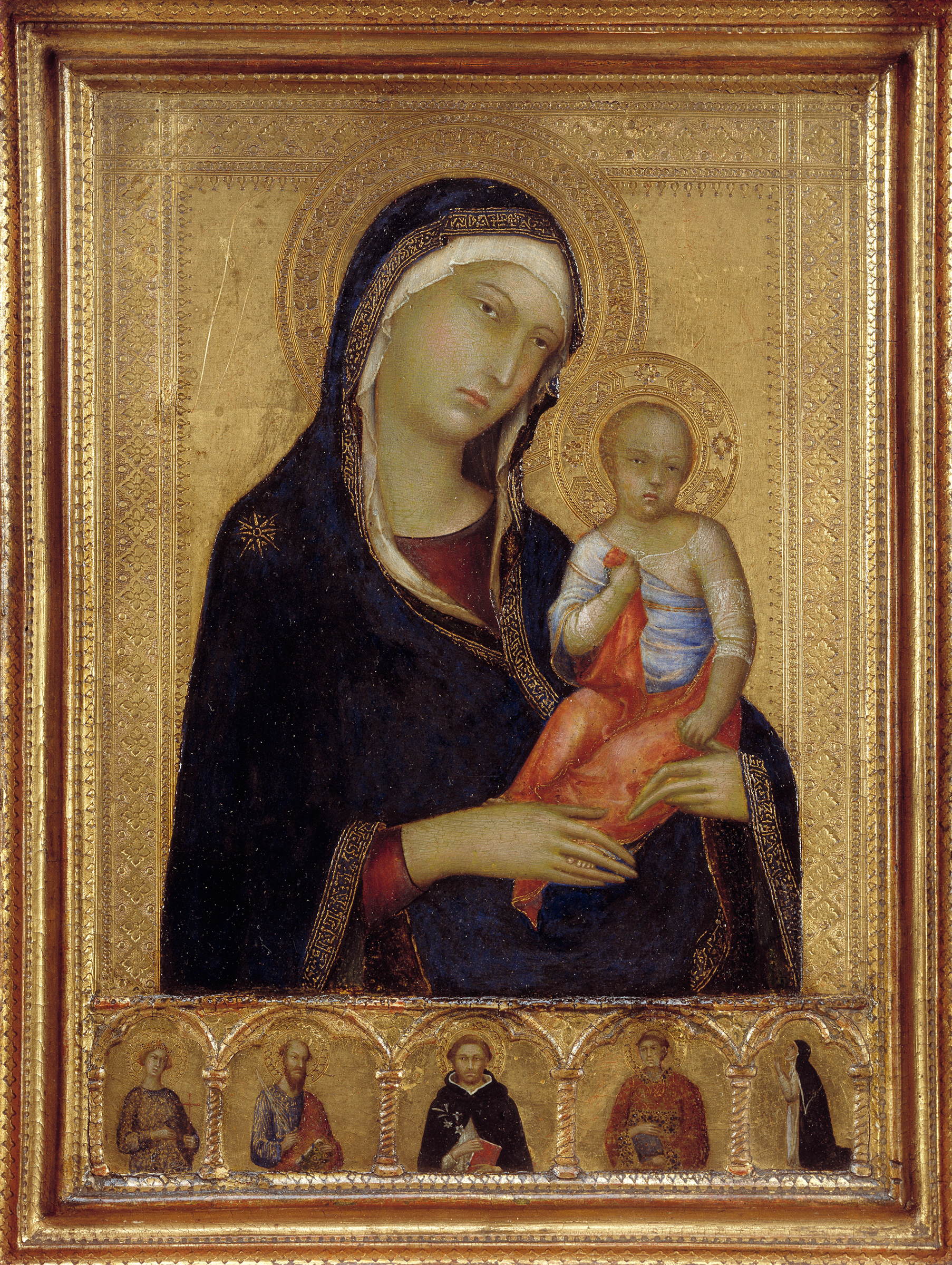
Simone Martini, Heilige Maagd met Kind
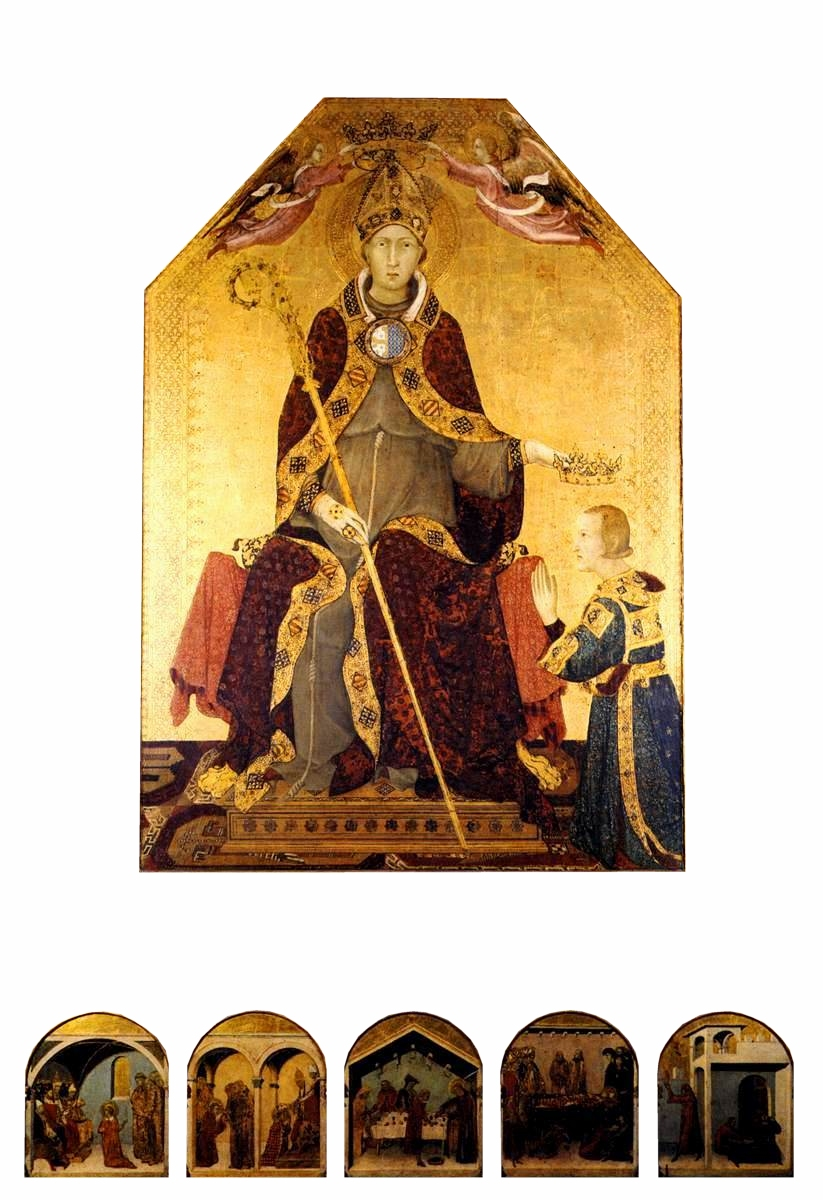
Simone Martini, Kroning van Robert d’Anjou
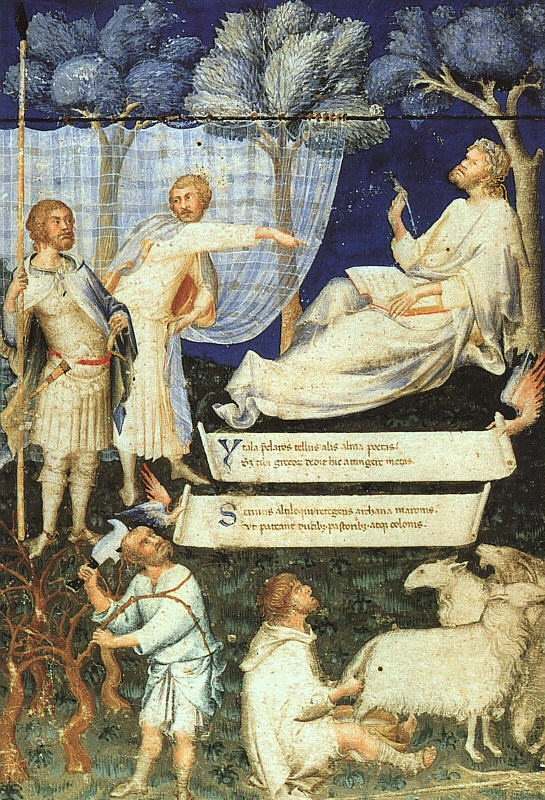
Simone Martini, Virgillius van Petrarcha, titelpagina
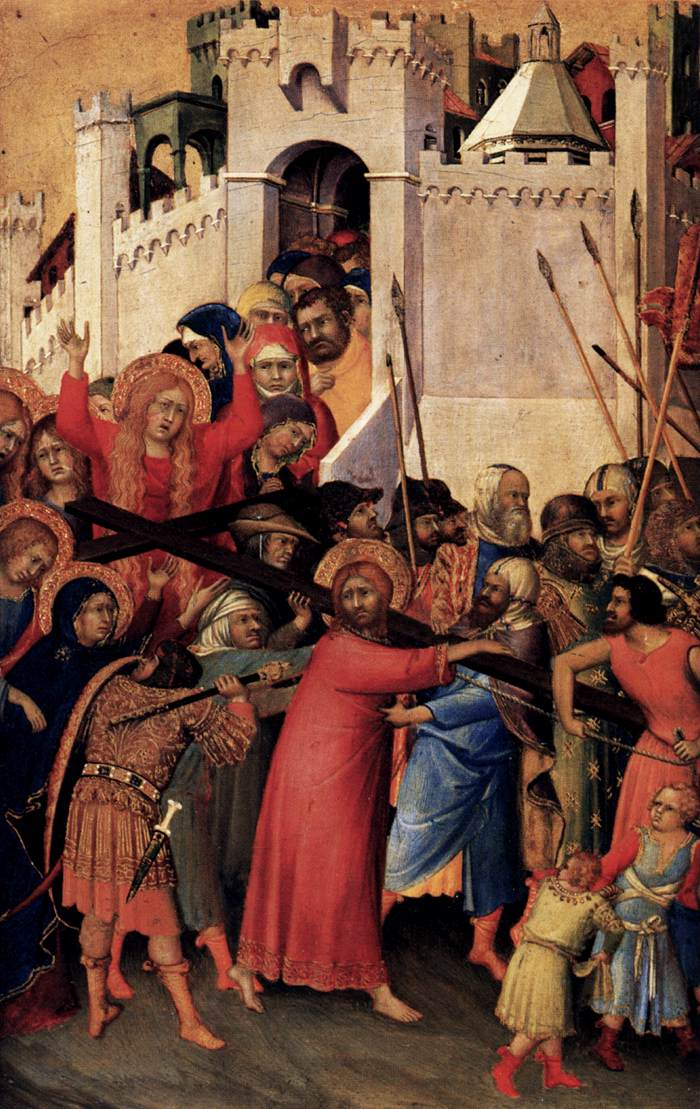
Simone Martini, Kruisdraging uit de Orsini polyptiek
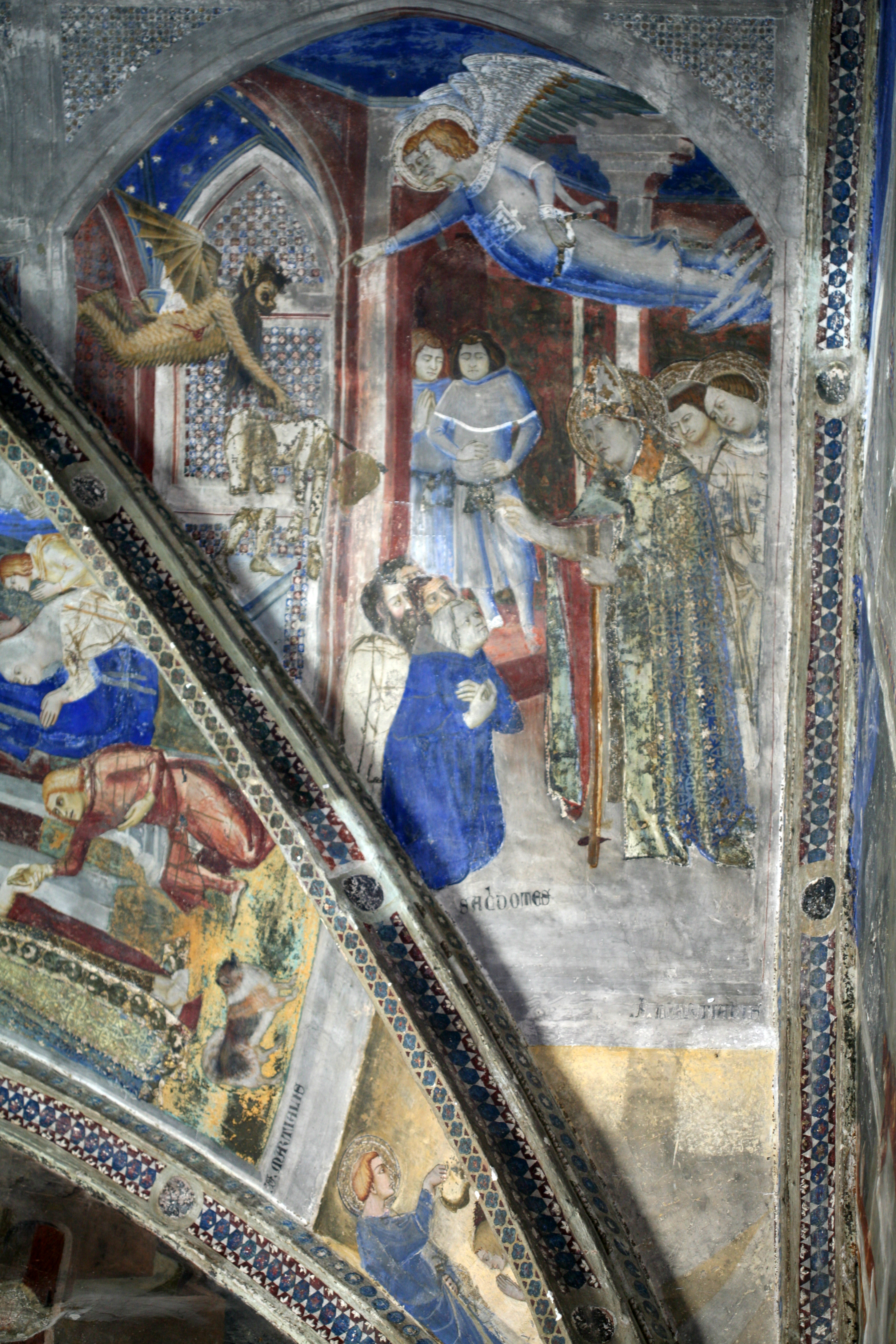
Matteo Giovanetti, Mirakel te Ahun, westelijk gewelf in de kapel van de Heilige Martial
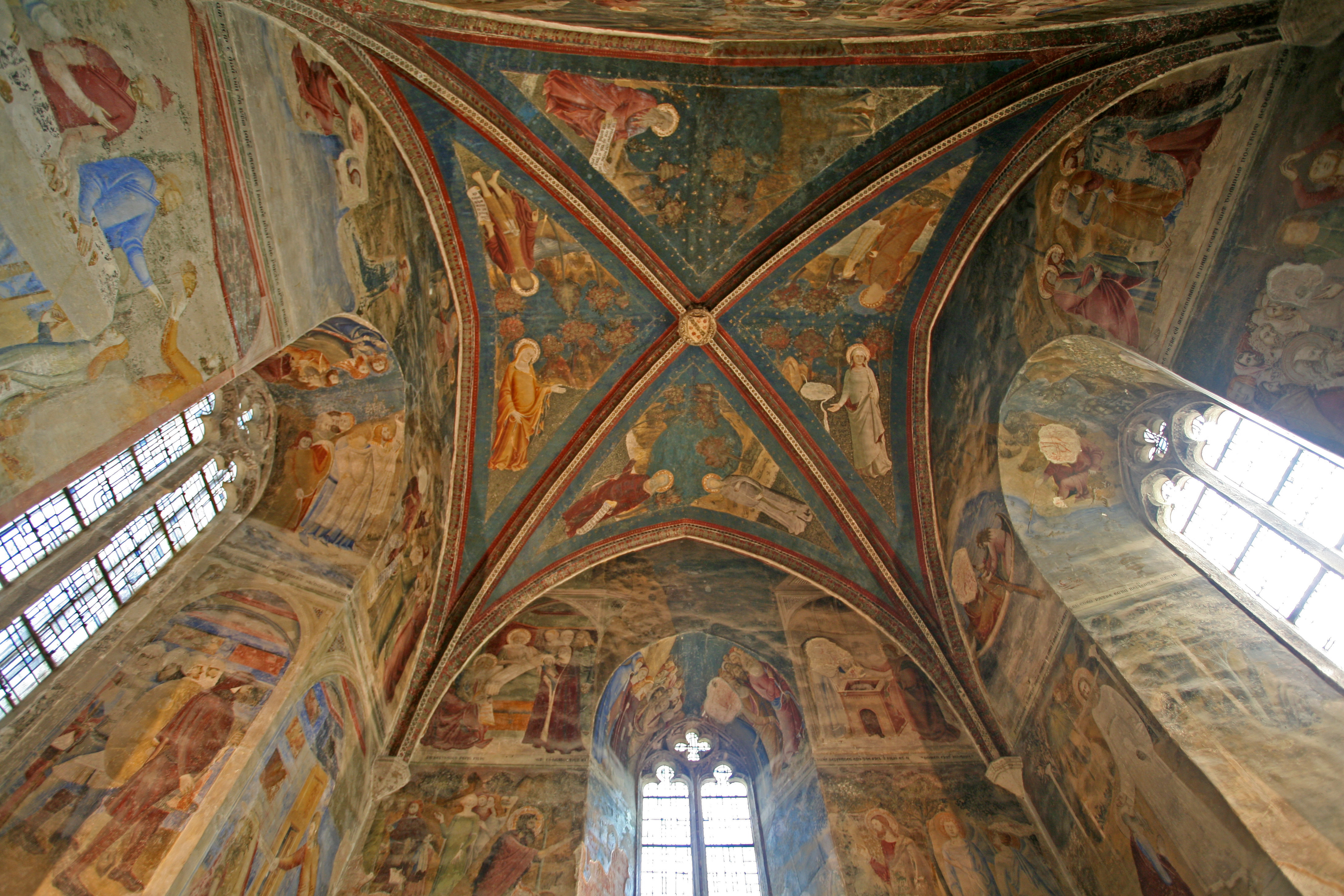
Matteo Giovanetti, Kapel St. Jan, © J.M. Rosier

## Praag

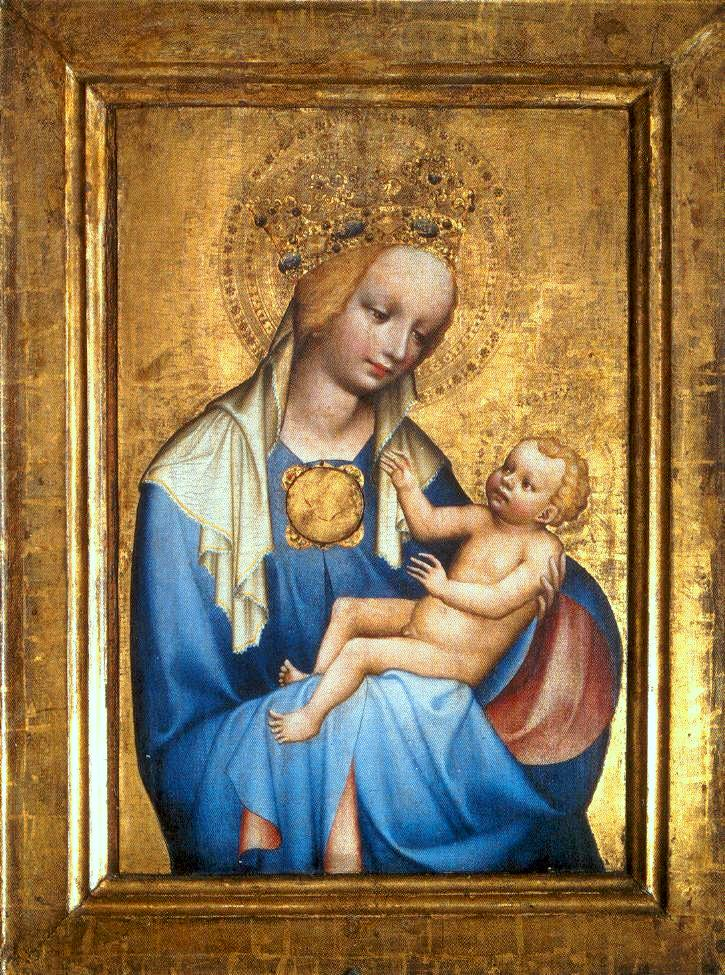
Meester van het Trebon retabel, Madonna van Roudnice

Na Avignon vinden we vroege getuigen van de internationale gotiek in Praag. Keizer Karel IV was opgevoed aan het Franse hof en gehuwd met Blanca van Valois, de halfzuster van de Franse koning. Zijn leermeester was de latere paus Clemens VI. Karel was een geletterd man en sprak vijf talen, Latijn, Tsjechisch, Duits, Frans en Italiaans. Hij maakte van Praag de hoofdstad van het keizerrijk en gaf een enorme impuls aan cultuur en kunst, onder meer aan de verluchting van handschriften.
Een van de vroegste werken uit Praag die de internationale gotiek aankondigen waren de fresco’s en paneelschilderingen die gemaakt werden door Magister Theodoricus van Praag, hofschilder bij Karel IV, voor de kapel van het Heilig Kruis in het kasteel van Karlštejn 20 km ten westen van Praag. We vinden de stijl ook aangekondigd in de Liber Viaticus, een reisbrevier, tussen 1360 en 1364 gemaakt voor Johannes van Neumarkt, de kanselier van de keizer. Later zien we de internationale gotiek opduiken in de miniaturen gemaakt voor Wenceslaus van Bohemen en zijn hof, onder meer in de zogenoemde Wenceslas Bijbel en het Martyrologium van Usuard. Het hoogtepunt van deze korte glansperiode van Praag vormt het werk van de Meester van het retabel van Trebon.
Galerij Praag

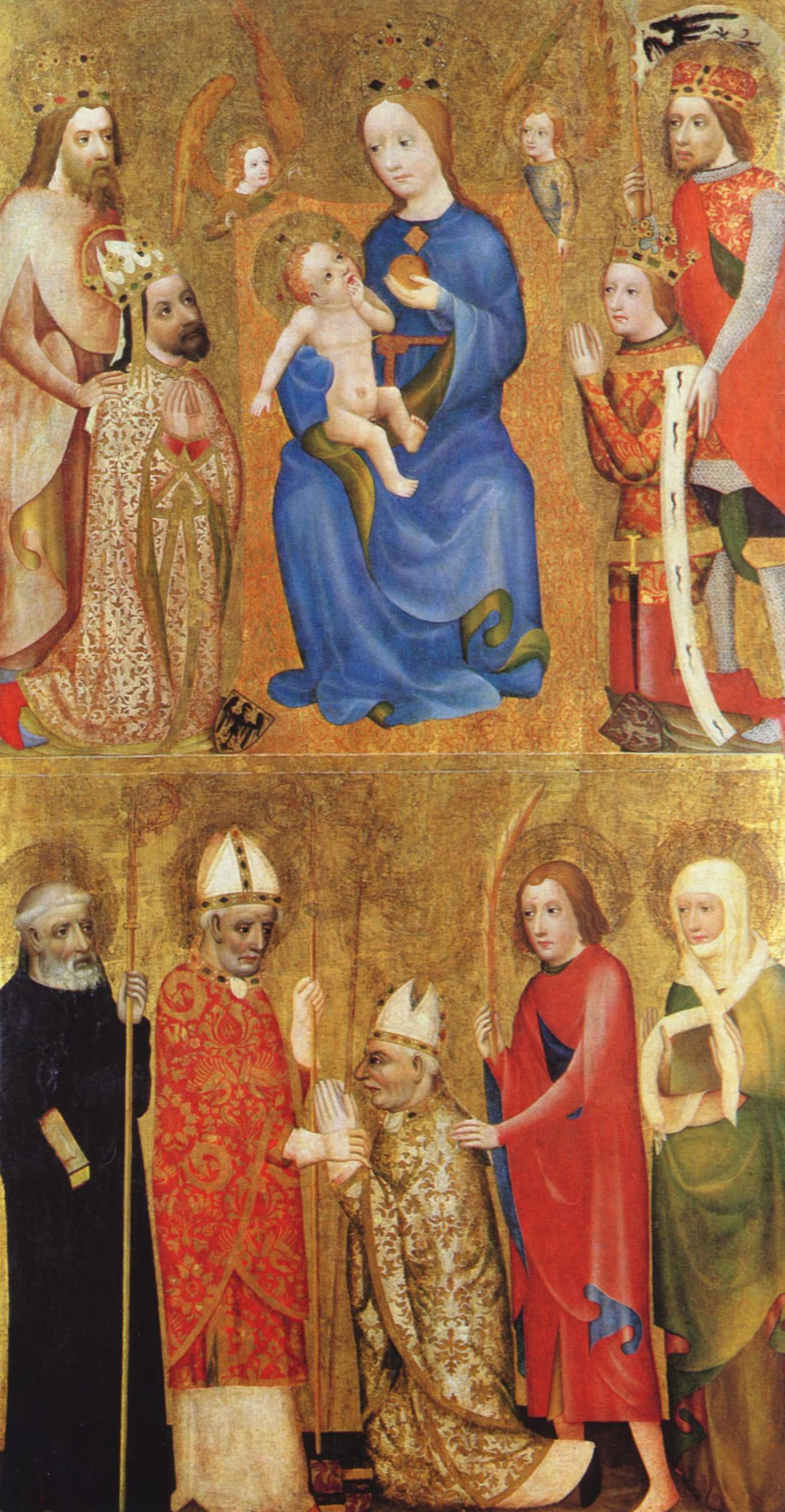
Magister Theodoricus, Keizer Karel IV (boven links) en zijn zoon (rechts) voor de Heilige Maagd, Bohemen. (detail)
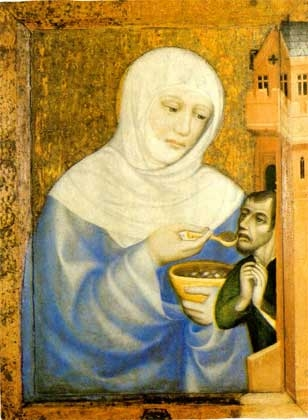
Magister Theodoricus, St. Elisabeth
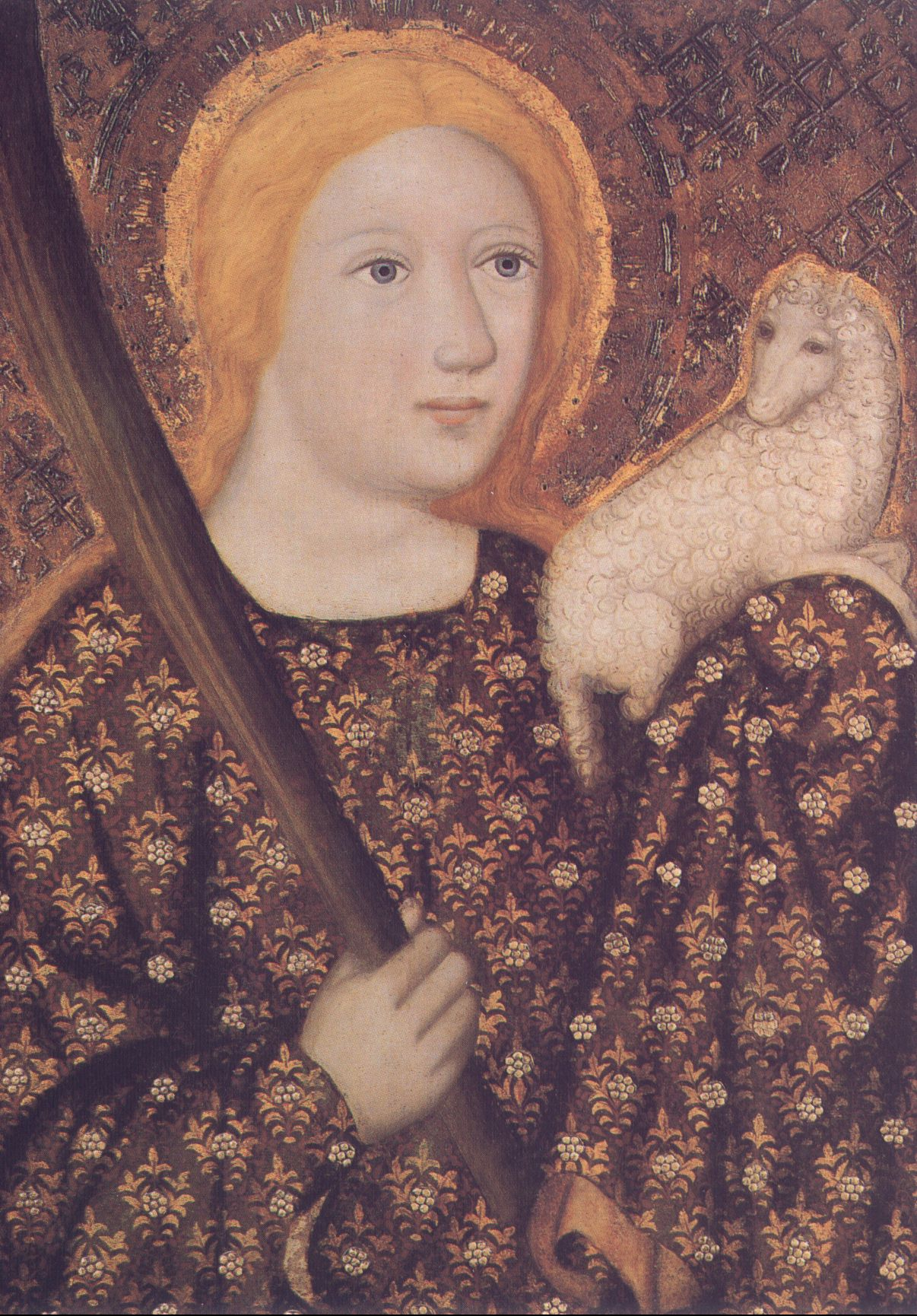
Magister Theodoricus, St. Agnes
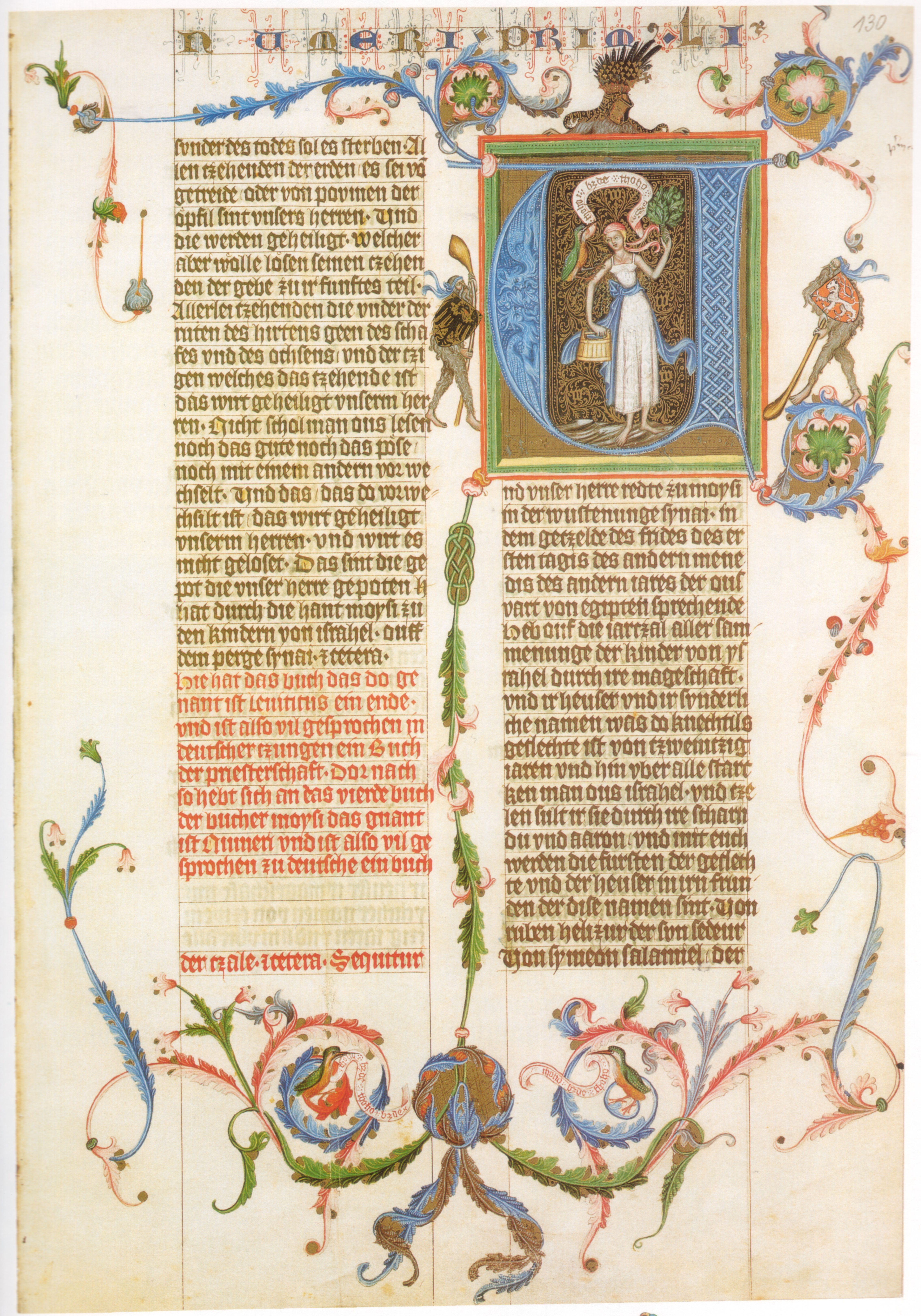
Wenceslas Bijbel
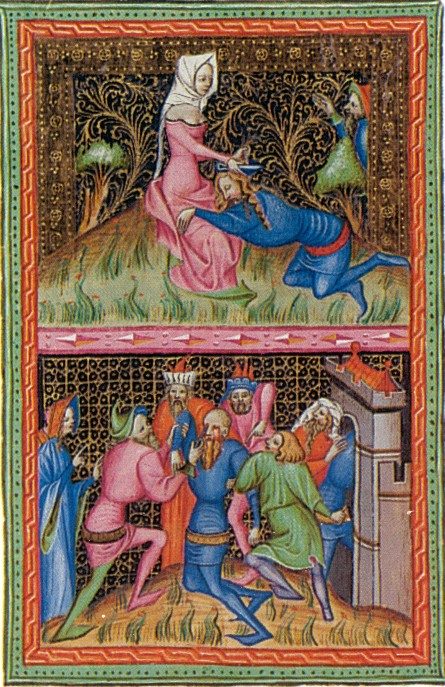
Wenceslas Bijbel, Samson en Delila
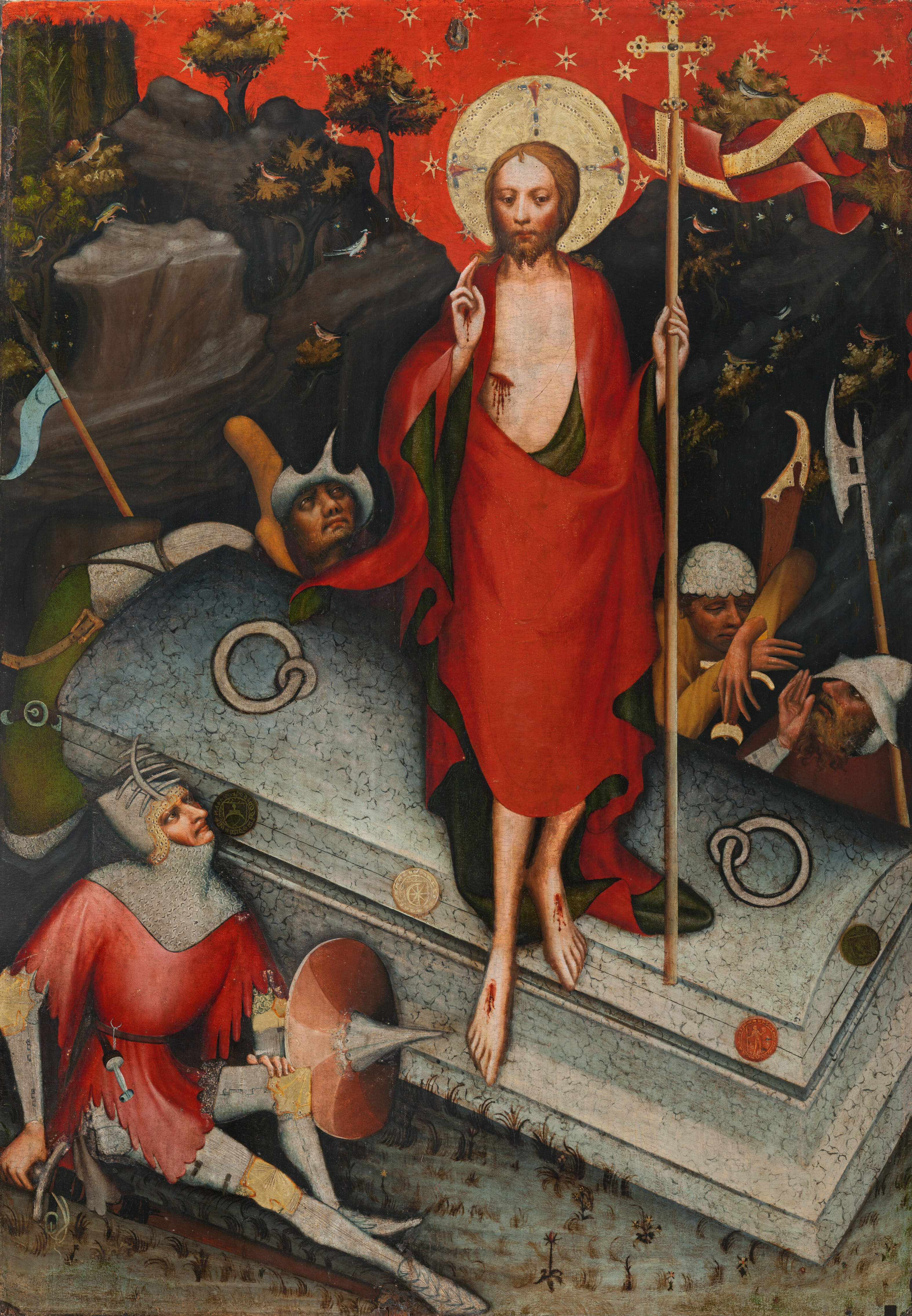
Meester van het Trebon retabel, Verrijzenis van Christus
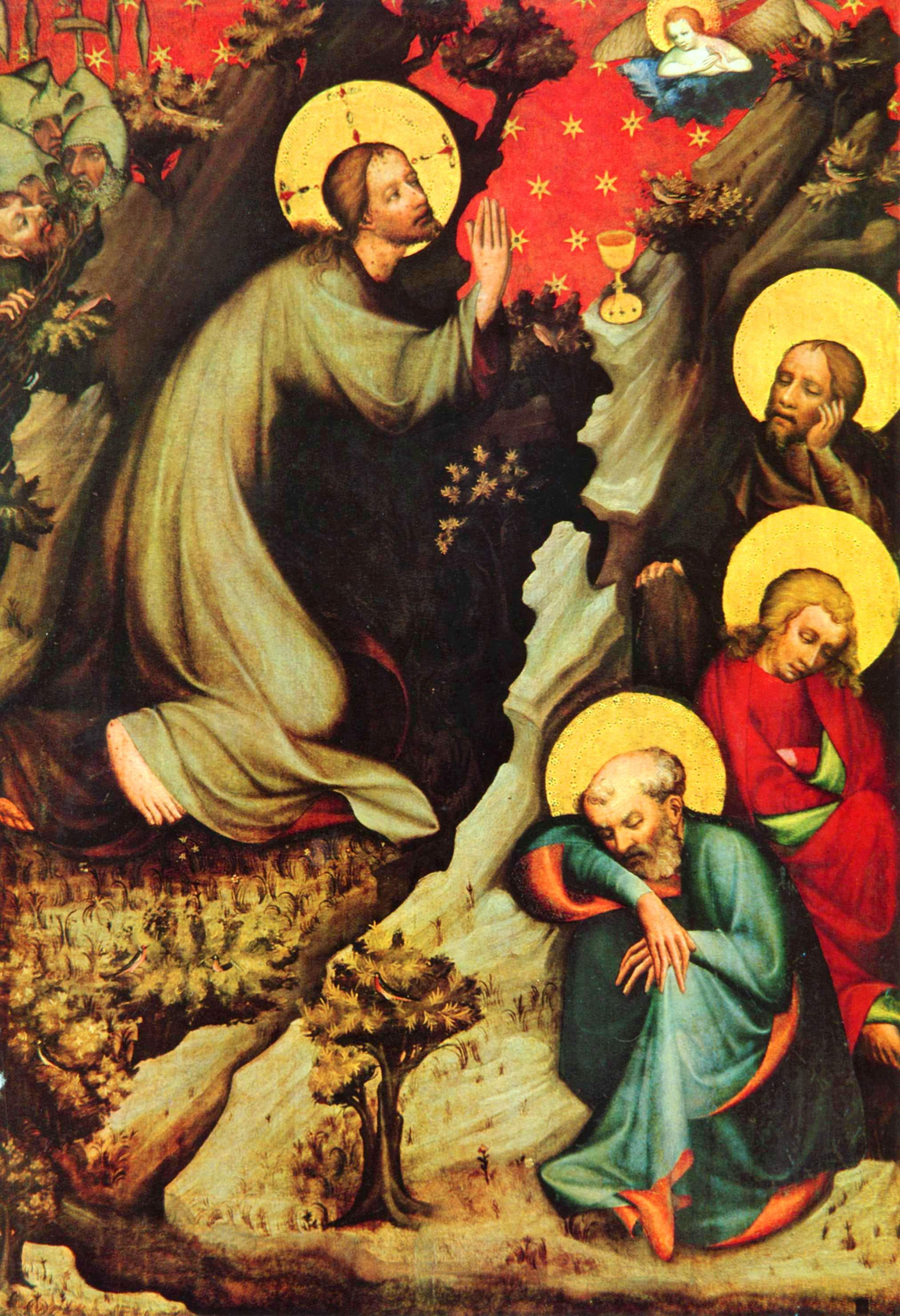
Meester van het Trebon retabel, De wake in de Olijfhof

## Frankrijk en Vlaanderen

### Frankrijk

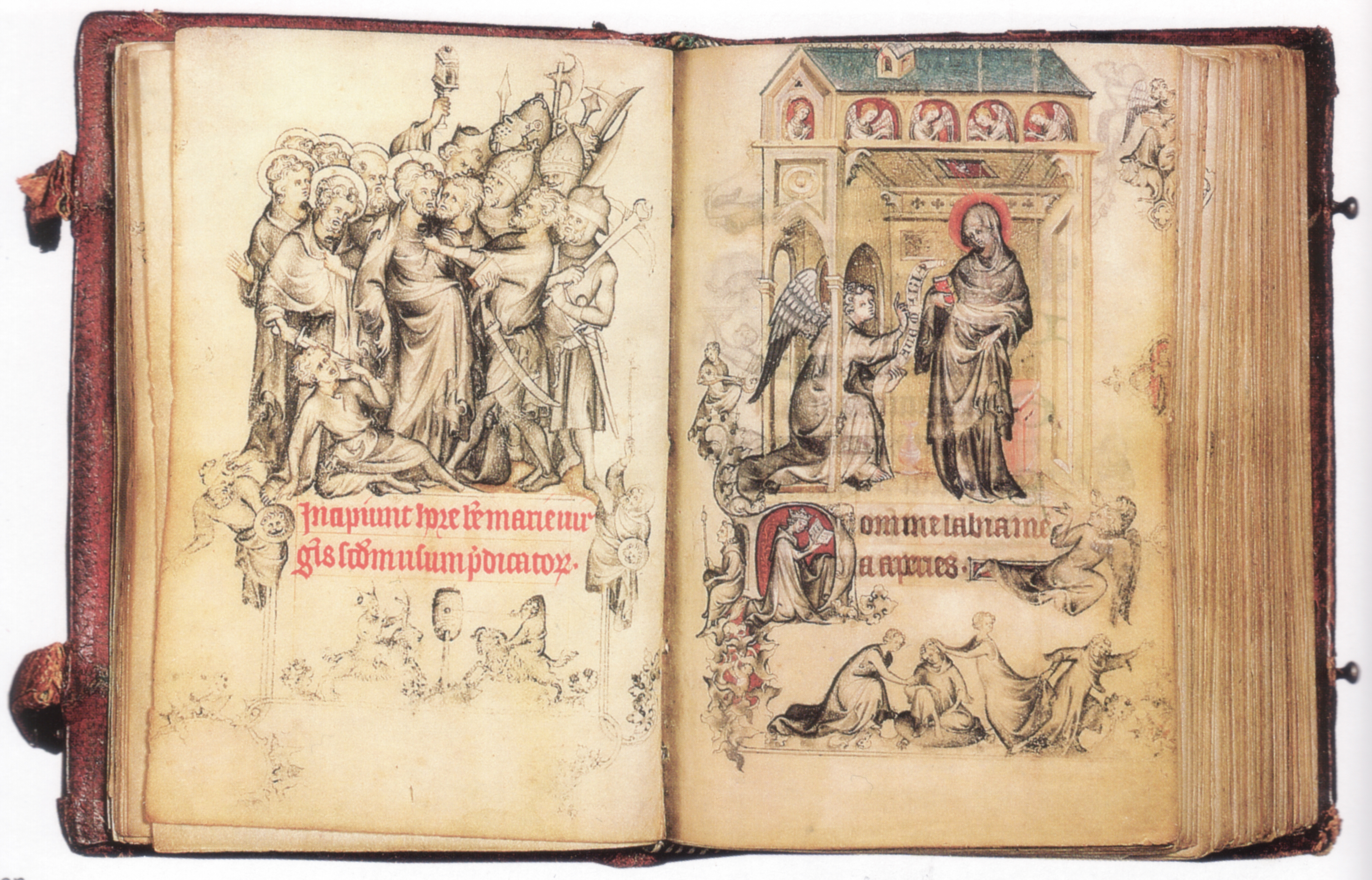
Jean Pucelle, Getijden van Jeanne d'Évreux (c.1324-1328), De gevangenneming van Christus en de Annunciatie, New York, The Metropolitan Museum of Art, The Cloisters, vergelijk met de annunciatie van Duccio di Bouninsegna in de galerij.

Frankrijk is de bakermat van de hoofse gotiek. Reeds in het Psautier de Saint Louis vinden we prachtige voorbeelden hiervan. Bijvoorbeeld op folio 9 verso zien we Lot die met zijn vrouw en dochters vlucht uit Sodoma. We zien hier al duidelijk de lange, slanke, geïdealiseerde figuren die zo typisch zijn voor de internationale gotiek. Ook Jean Pucelle kunnen we als een voorloper van de internationale gotiek beschouwen, hij kende de verwezenlijkingen van het Italiaanse trecento. Hij bezocht waarschijnlijk Italië omstreeks 1320. Hij kende duidelijk het werk van de Sienese schilder Duccio di Buoninsegna. Onder meer de miniaturen van de annunciatie (zie afbeelding hierbij), de kruisiging en de graflegging in het getijdenboek van Jeanne d'Évreux, hebben een gelijkaardige compositie als de taferelen in de Maesta van Duccio, gemaakt in 1311 voor de Duomo van Siena. Pucelle introduceerde een naturalistische tendens in de miniatuurkunst van de vroege 14e eeuw, door het afbeelden van meer levensechte figuren die hun emoties tonen. De scènes krijgen een levensechte soms dramatische enscenering. Pucelle introduceert ook het dieptegevoel in zijn miniaturen. Maar ook al neemt Pucelle de verworvenheden van het Italiaanse trecento over, zoals het perspectief van het interieur in de annunciatie miniatuur, het is niet gewoon kopiëren wat hij doet. Hij integreert de vernieuwingen met zijn eigen gotiek. Zo blijft hij de nadruk leggen op de elegantie in kleding, op de gracieuze houding (de S-curve in zijn figuren) en de verfijnde gebaren van zijn personages. Ook Jean le Noir die in Parijs werkt tussen 1331 en 1380 is met zijn hoofse stijl een voorloper van de internationale gotiek. De Meester van het parement van Narbonne door verschillende kunsthistorici geassocieerd met Jean d'Orléans, is een Franse schilder en miniaturist die werkt in de internationale gotische stijl. Hij was hofschilder van Karel V van Frankrijk en was bijzonder veelzijdig, hij schildert zowel met olieverf of tempera op paneel, op zijde (het altaardoek van Narbonne) als in handschriften maar ook op meubels en andere voorwerpen. Hij schildert fresco's en decoreert kamers in de paleizen van de koning.
Galerij Frankrijk

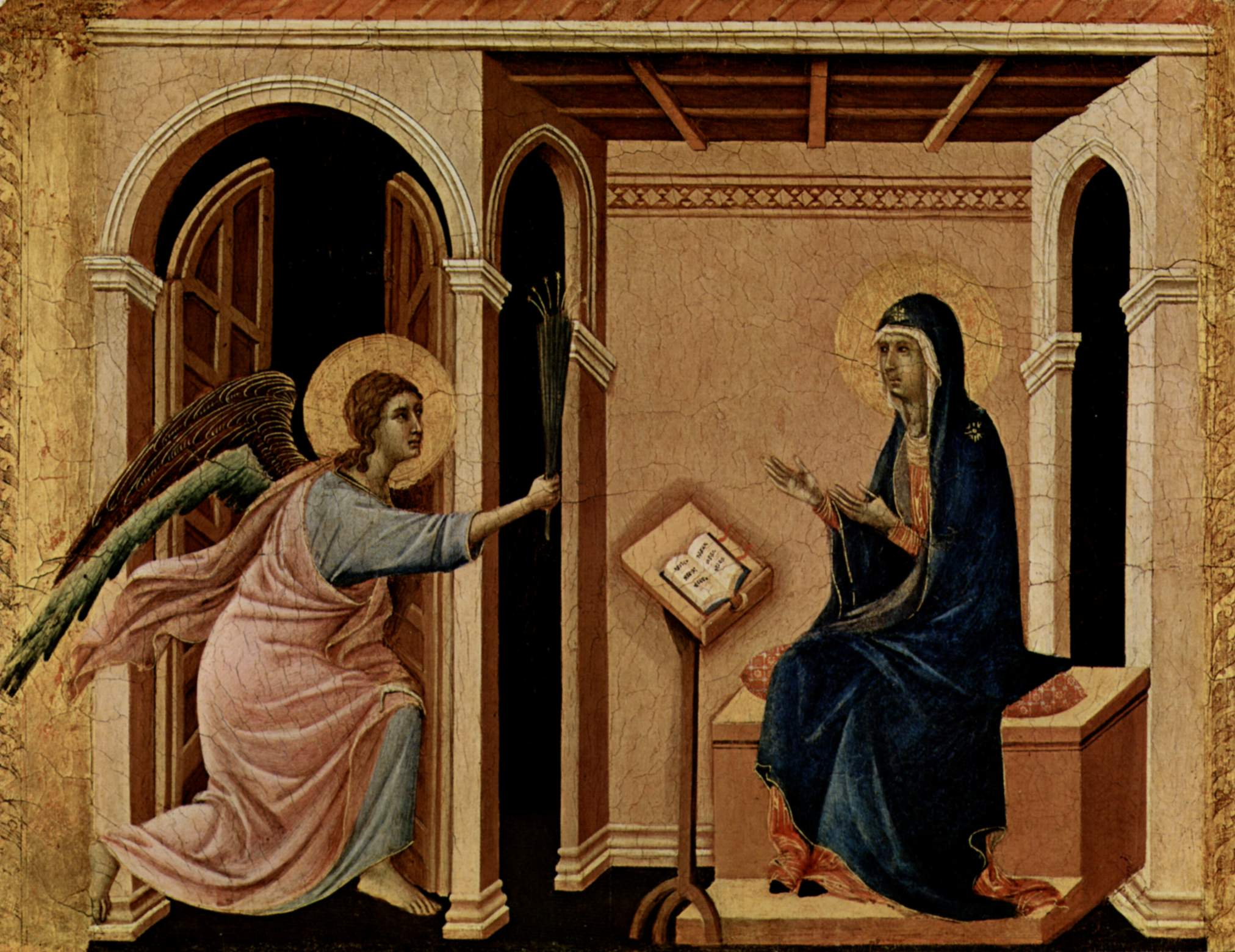
Duccio di Buoninsegna, Annunciatie
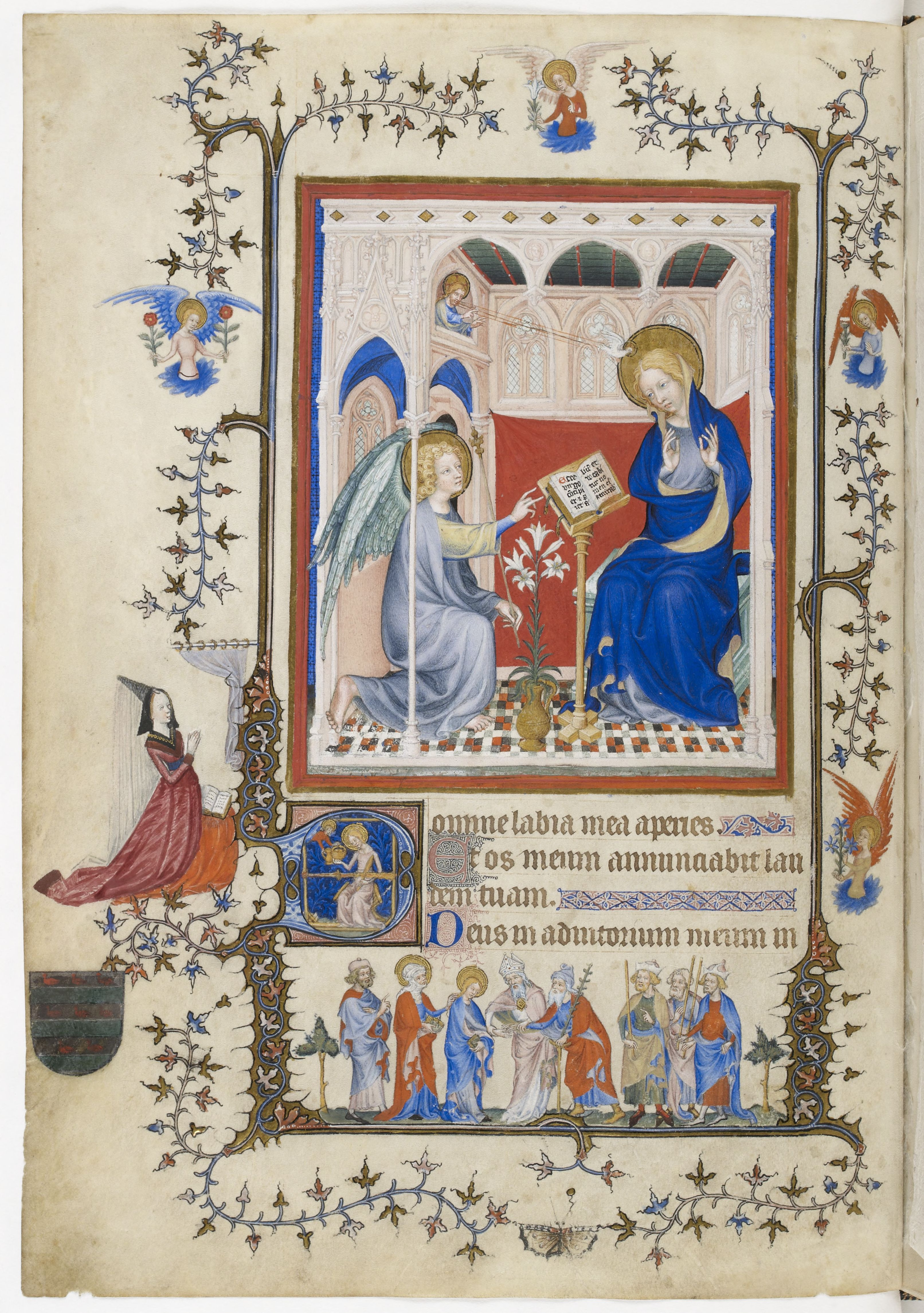
Très belles heures de Notre-Dame, Meester van het parement van Narbonne, Annunciatie
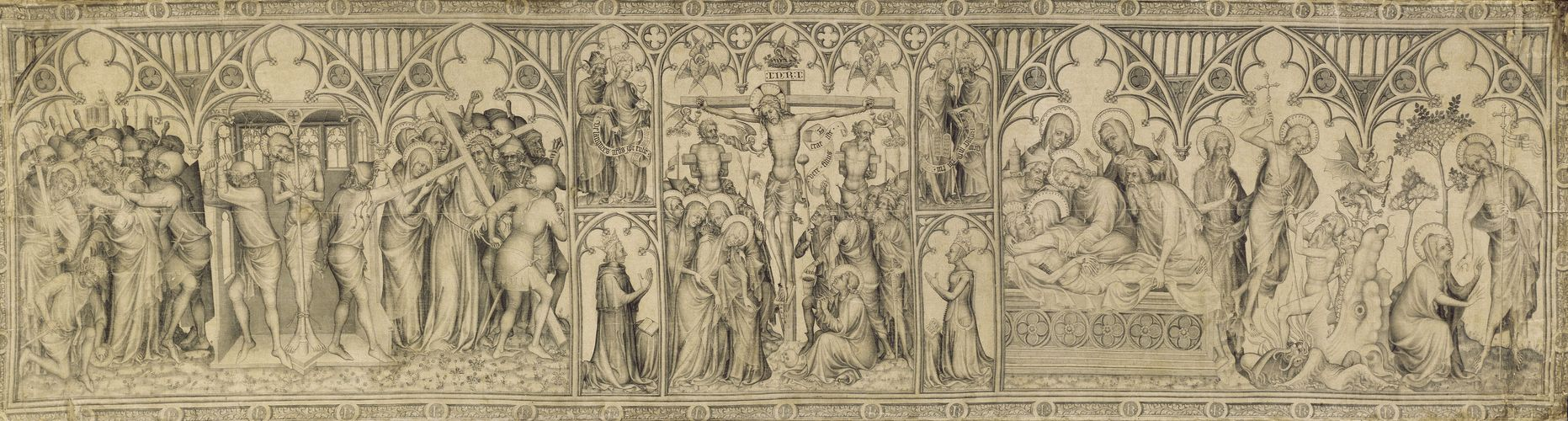
Parement van Narbonne, Louvre, MI1121

### Buitenlanders in Frankrijk

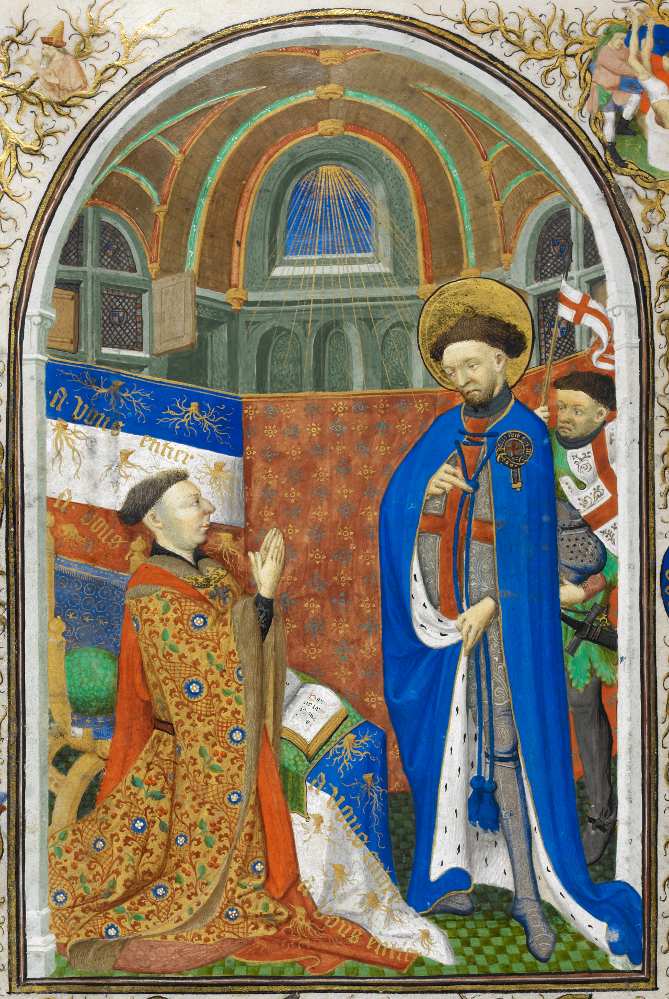
Bedford meester, Portret van John van Lancaster, 1e hertog van Bedford in gebed tot St. Joris

Er zijn dan ook enkele grote kunstenaars waarvan de nationaliteit niet met zekerheid kan worden vastgesteld die in deze periode in Parijs prachtig werk tot stand brengen. Zo is er de "Bedford meester", de noodnaam van de artiest die een getijdenboek verluchtte, het Bedford-getijdenboek, dat omstreeks 1423 eigendom was van hertog Jan van Bedford (John van Lancaster) en zijn vrouw Anna van Bourgondië (1404-1432). Sommigen identificeren de Bedford meester met Haincelin van Haguenau, een miniaturist uit de Elzas, wiens aanwezigheid in Parijs tussen 1403 en 1425 gedocumenteerd is, maar zeker niet alle kunsthistorici zijn het daarmee eens. Haincelin werkte trouwens voor de dauphin Lodewijk van Guyenne een van de mogelijke opdrachtgevers voor het boek. Een tweede artiest waarvan de nationaliteit niet met zekerheid is vastgelegd is de Rohan meester, genoemd naar de Grandes Heures de Rohan in de Bibliothèque nationale de France bewaard als M.S. Latin 9471. Slechts drie van de miniaturen in het handschrift zijn van zijn hand maar hij komt hieruit naar voor als een groot meester. De Rohan meester schildert emoties, de miniatuur in de galerij hierbij is daarvan een prachtig voorbeeld. Omdat deze expressiviteit zeker niet karakteristiek was voor de Parijse boekverluchting van die tijd wordt aangenomen dat de Rohan meester uit het buitenland kwam. De Nederlanden, Duitsland, de Provence of Catalonië worden vooropgesteld
Galerij buitenlanders in Frankrijk

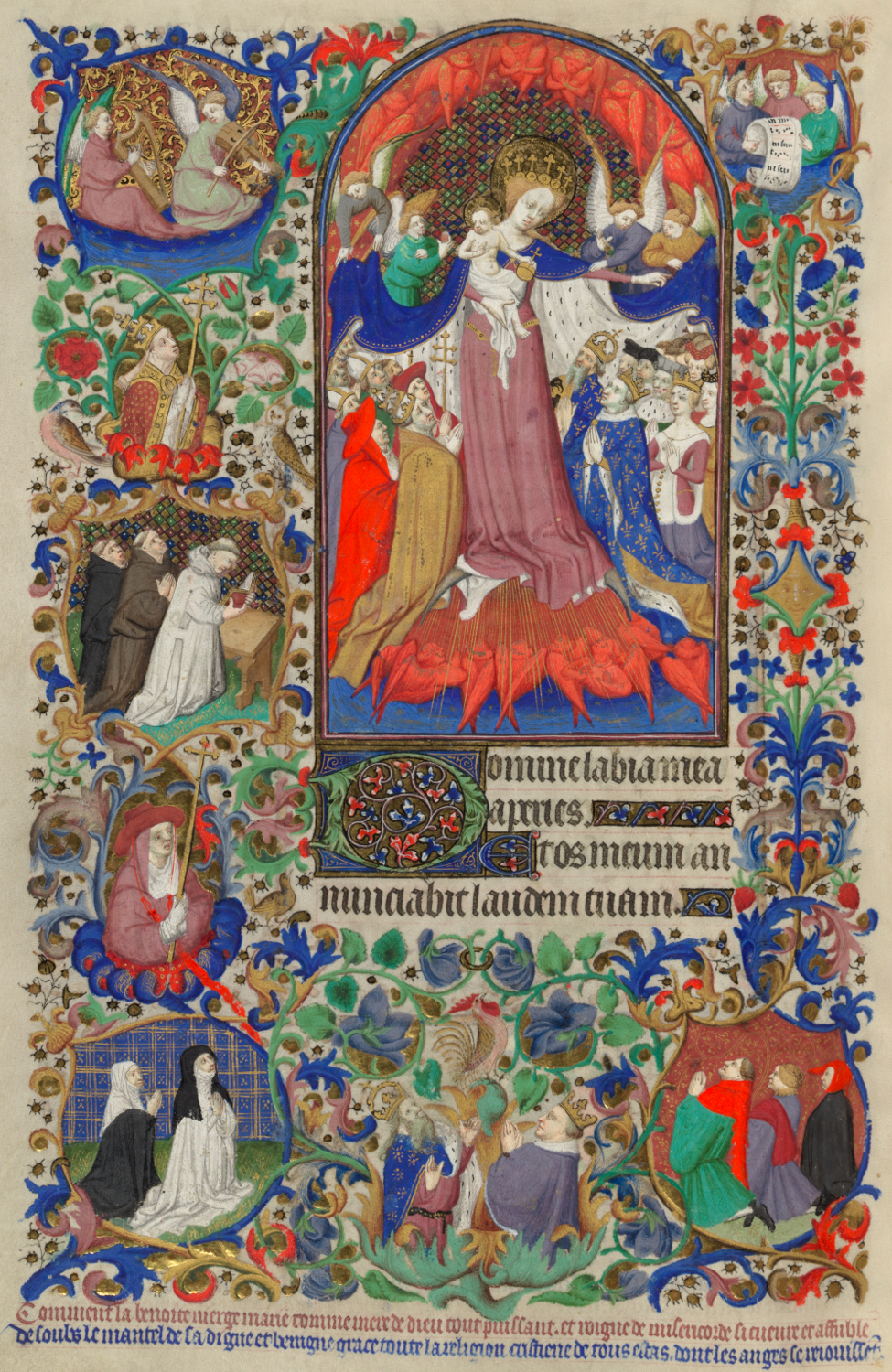
De Bedford meester, Maagd Maria met Kind die met haar mantel diegenen die haar aanroepen beschermt.
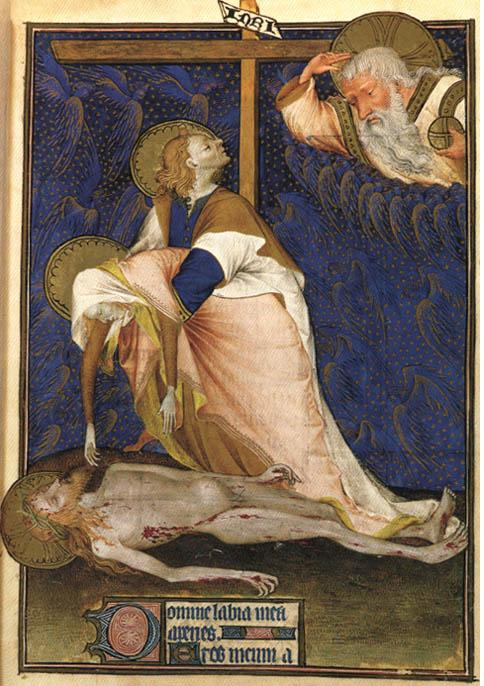
Rohan meester, Maria beweent haar zoon

### Schilders uit de Bourgondische Nederlanden in Frankrijk

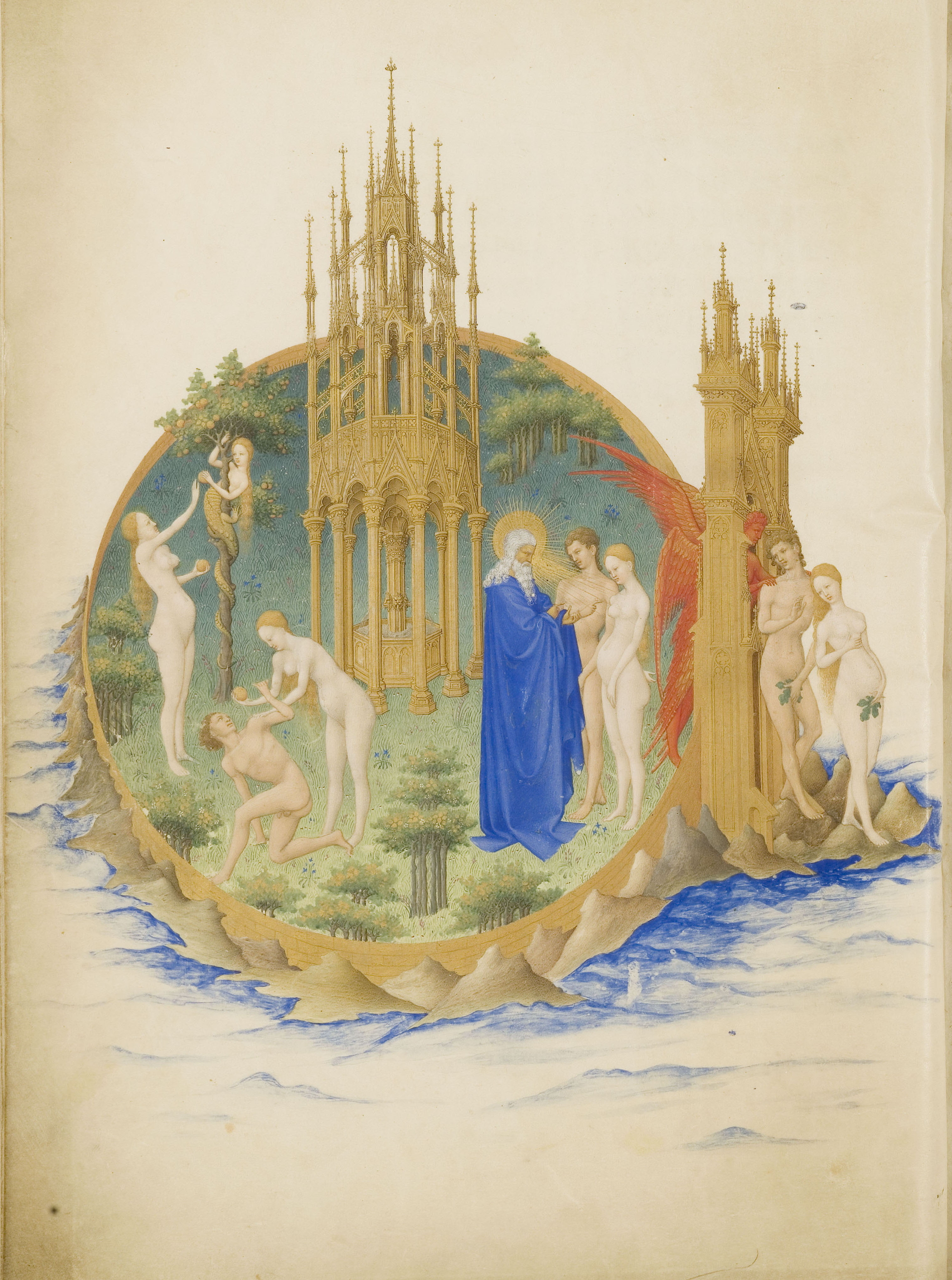
De zondeval uit het getijdenboek Très Riches Heures du Duc de Berry

In de periode van 1350-1420 evolueert de beeldende kunst in Vlaanderen naar meer realisme. Deze stijl wordt het "pre-eyckiaans realisme" genoemd omdat hij voorafgaat aan de uitgesproken realistische stijl van Jan van Eyck. Met dit realisme wordt niet bedoeld dat de afbeeldingen de realiteit perfect weergeven. De vrouwelijke figuren worden nog steeds geïdealiseerd weergegeven maar de mannelijke figuren krijgen individuele reële gezichten. Ook de beweging en de houding wordt veel natuurlijker uitgebeeld (men verlaat de stereotiepe S-houding) en de gezichten worden expressief. Men gaat meer gebruikmaken van kleurgradaties, van licht en schaduw, om de afbeeldingen meer diepte en plasticiteit te geven.
Vanaf de tweede helft van de 14e eeuw zien we meer en meer artiesten uit Vlaanderen, Henegouwen, Luik, Limburg, Gelderland en Holland naar Frankrijk trekken, eerst onder Jan II van Frankrijk en daarna onder zijn zoon Karel V, om te werken voor het koninklijk hof of voor de broers van Karel V: Filips de Stoute, Jan van Berry en Lodewijk I van Anjou. Zij zullen de Parijse hoofse stijl, besteld door hun opdrachtgevers, integreren met het Vlaamse realisme en op die manier hun versie van de internationale gotiek creëren die eigenlijk analoog is aan de Italiaanse versie die ontstond uit de Franse hoofse stijl en het Italiaanse realisme.
Een vroege vertegenwoordiger van deze Vlaamse kunstenaars is de "Meester van Le Remède de Fortune" (1350-1360) zo genoemd naar een werk van de hand van Guillaume de Machaut dat hij verlucht heeft. Hij schildert voor het eerst landschappen die er natuurlijk uitzien met echte planten en dieren. Tussen 1355 en 1380 is de meester van de Bijbel van Jean de Sy de toonaangevende verluchter in Parijs. Het zou hier om meerdere verluchters gaan die afkomstig waren uit Vlaanderen of Brabant. Van Jan Boudolf (ook Jean Bondol of Jean de Bruges genoemd) kennen we een gesigneerde presentatie miniatuur in een historie-Bijbel die door Jean de Vaudetar aan de koning werd geschonken. De ruimtelijke structuur die in deze miniatuur ontstaat door het gebruik van de arcade waarachter het baldakijn is opgehangen zal school maken. Na hem zullen talloze miniaturisten en paneelschilders deze diafragmaboog overnemen. Zeer bekend van Boudolf is ook Apocalyps van Angers, de reeks tapijten die hij ontwierp in opdracht van Lodewijk van Anjou.
Jean de Beaumetz een Artesisch schilder uit de omgeving van Atrecht maakte met zijn atelier 24 panelen voor de chartreuse van Champmol het kartuizerklooster bij Dijon dat door Filips de Stoute gesticht werd met de bedoeling het te gebruiken als begraafplaats voor zijn dynastie. 
Jan Maelwael uit het hertogdom Gelre werkte aan het hof van Filips de Stoute. Maelwael was een oom van de befaamde gebroeders Van Limburg, de kinderen van zijn oudere zus. Maelwael werkte in 1397 in Parijs voor Isabella van Beieren en vervolgens als hofschilder voor Filips de Stoute, voornamelijk in Champmol. Ook de Ieperse Melchior Broederlam werkte voor de hertog aan een retabel voor Champmol. 
André Beauneveu was afkomstig uit het Henegouwse Valencijn; hij was in de eerste plaats een gerenommeerd beeldhouwer maar zou ook geschilderd hebben en actief geweest zijn als miniaturist. Van hem zouden de miniaturen in grisaille zijn in het psalter van Jean de Berry. Beauneveu werkte zowel in Vlaanderen voor Lodewijk van Male aan de Gravenkapel in Kortrijk, als in Frankrijk voor Karel V, voor Yolande van Dampierre en voor Jan van Berry. 
Jacquemart de Hesdin was afkomstig uit de streek van Atrecht en werkte voor Jan van Berry aan een aantal getijdenboeken. Bekend is zijn kruisdraging in het Louvre, geïnspireerd door een werk van Simone Martini maar meer expressief uitgewerkt. Jacquemart was een van de belangrijkste Vlaamse artiesten in Frankrijk uit de periode voor de gebroeders Van Limburg. 
Een ander baanbrekend kunstenaar kennen we onder de noodnaam van Boucicaut-meester naar een handschrift dat hij in ca. 1405 heeft verlucht voor Jean le Maingre, maréchal de Boucicaut. Hij is de uitvinder van het luchtperspectief waarbij de hemel geleidelijk lichter wordt naar de horizon toe, wat meer dieptegevoel geeft en eigenlijk afgeleid was uit observatie van de realiteit. Hij zal ook het landschap anders gaan behandelen, zijn personages staan in het landschap en niet meer ervoor. De Boucicaut meester kent de Toscaanse schilderkunst en krijgt zelf bestellingen uit Italië van de Visconti’s en van de familie Trenta uit Lucca. De Boucicaut meester wordt tegenwoordig dikwijls geassocieerd met de Bruggeling Jacob Coene
We besluiten deze reeks met de gebroeders Van Limburg, afkomstig uit Nijmegen, de neven van Jan Maelwael. Ze waren eerst in dienst bij Filips de Stoute en werkten later voor Jan van Berry. Zij zijn de eerste kunstenaars uit de Nederlanden die een vrij realistisch landschap schilderen (zie de aanbidding der wijzen in de galerij en vergelijk met de vlucht naar Egypte van de Boucicaut-meester). Hun werk behoort ongetwijfeld tot de hoogtepunten van wat de internationale gotiek ons heeft nagelaten.
Door het uitbreken van de Honderdjarige Oorlog, de strijd tussen de Bourgondiërs en de Armagnacs en de grote economische bloei in Vlaanderen zal het centrum van de miniatuurkunst en van de schilderkunst zich naar Vlaanderen verplaatsen waar het "Vlaamse realisme", de stijl van de "Vlaamse primitieven" weldra zal doorbreken. We zien dan een omgekeerde beweging ontstaan met Franse kunstenaars die zich in Vlaanderen komen vestigen bijvoorbeeld Philippe de Mazerolles. Frankrijk blijft nog lang onder de gotische traditie verder werken.
Galerij van de kunstenaars uit de Nederlanden 

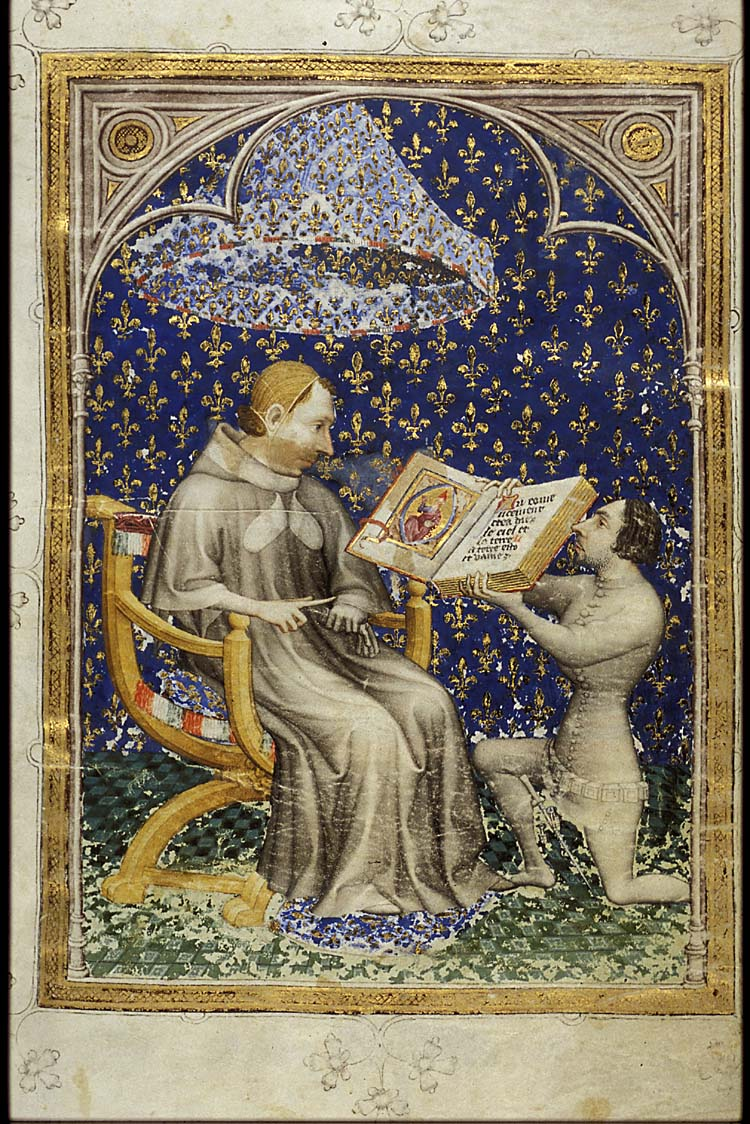
Jan Boudolf, Jean de Vaudetar presenteert zijn historie-Bijbel aan Karel V
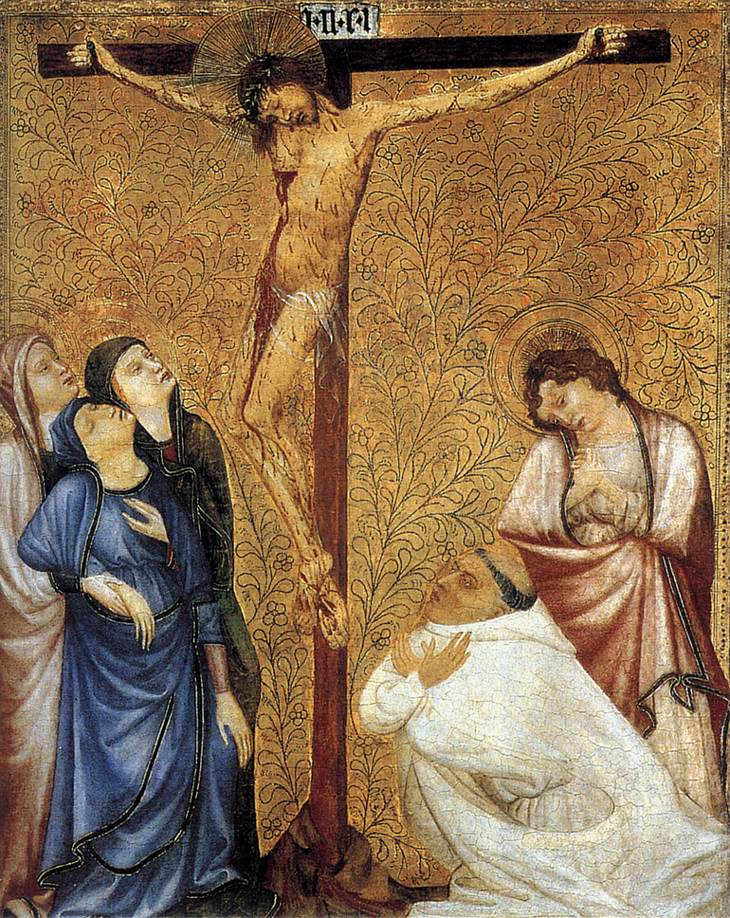
Jean de Baumetz, Kruisiging
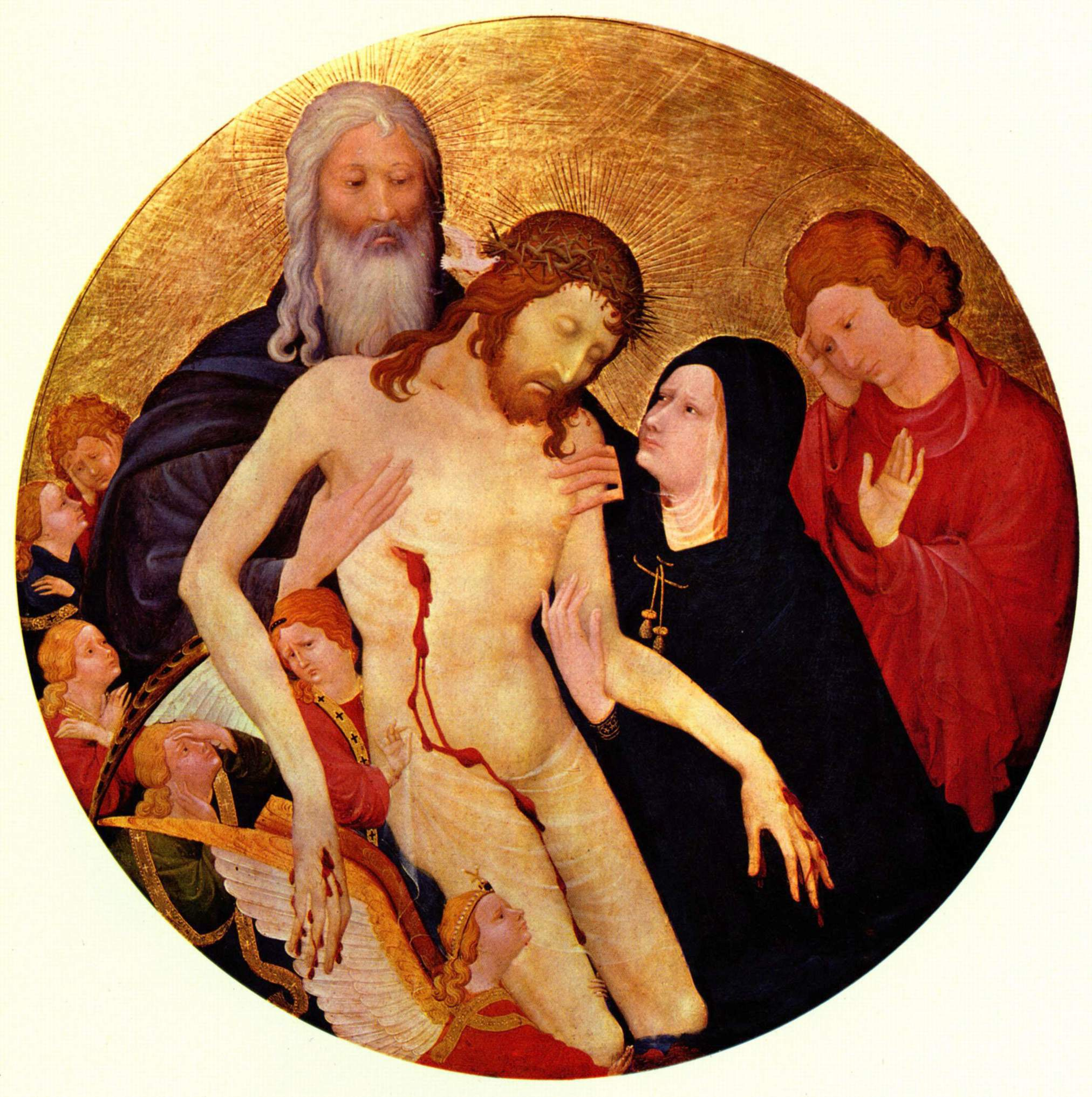
Jan Malwael, Piëta
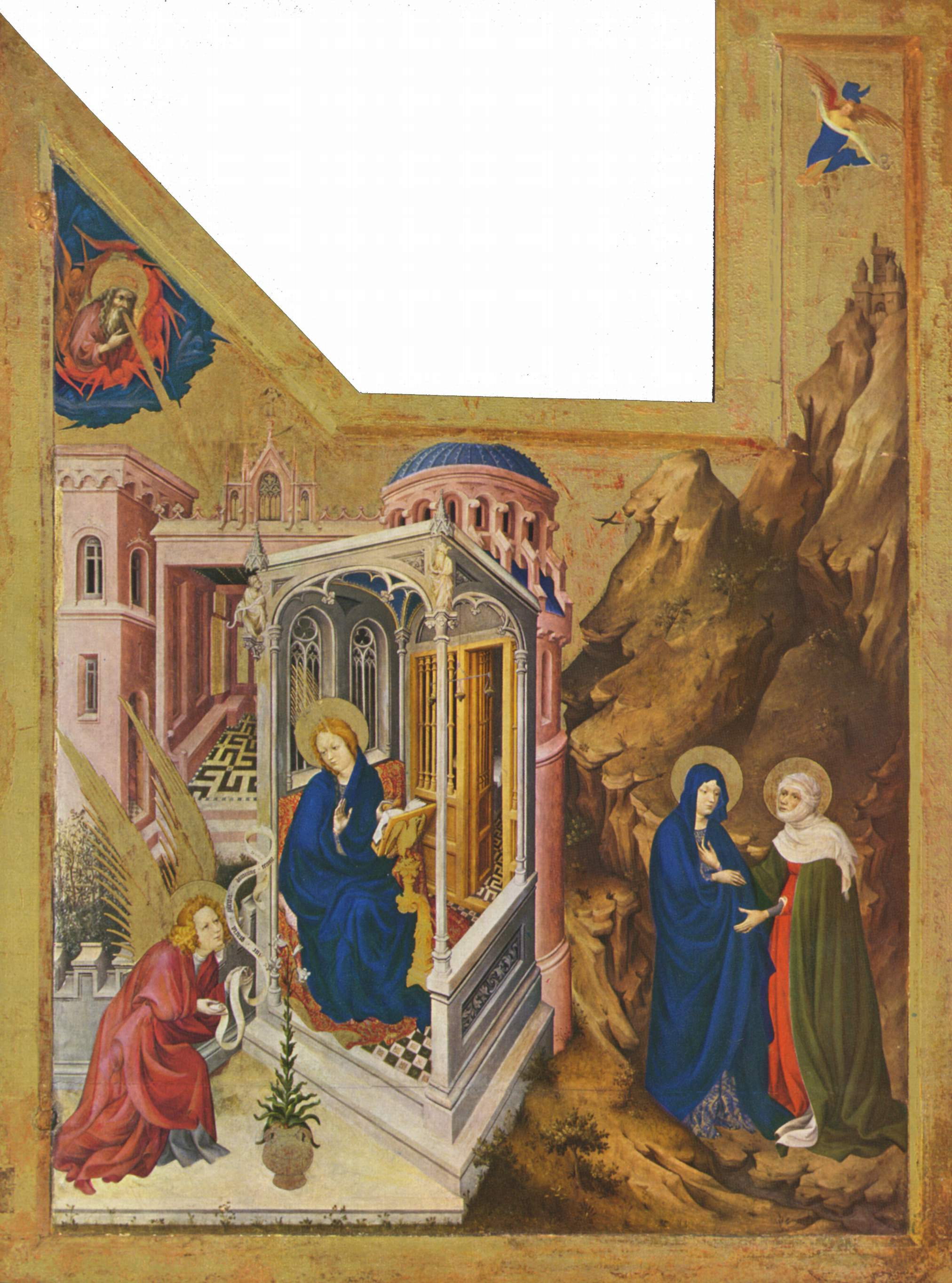
Melchior Broederlam, Retabel van Champmol, Annunciatie en visitatie
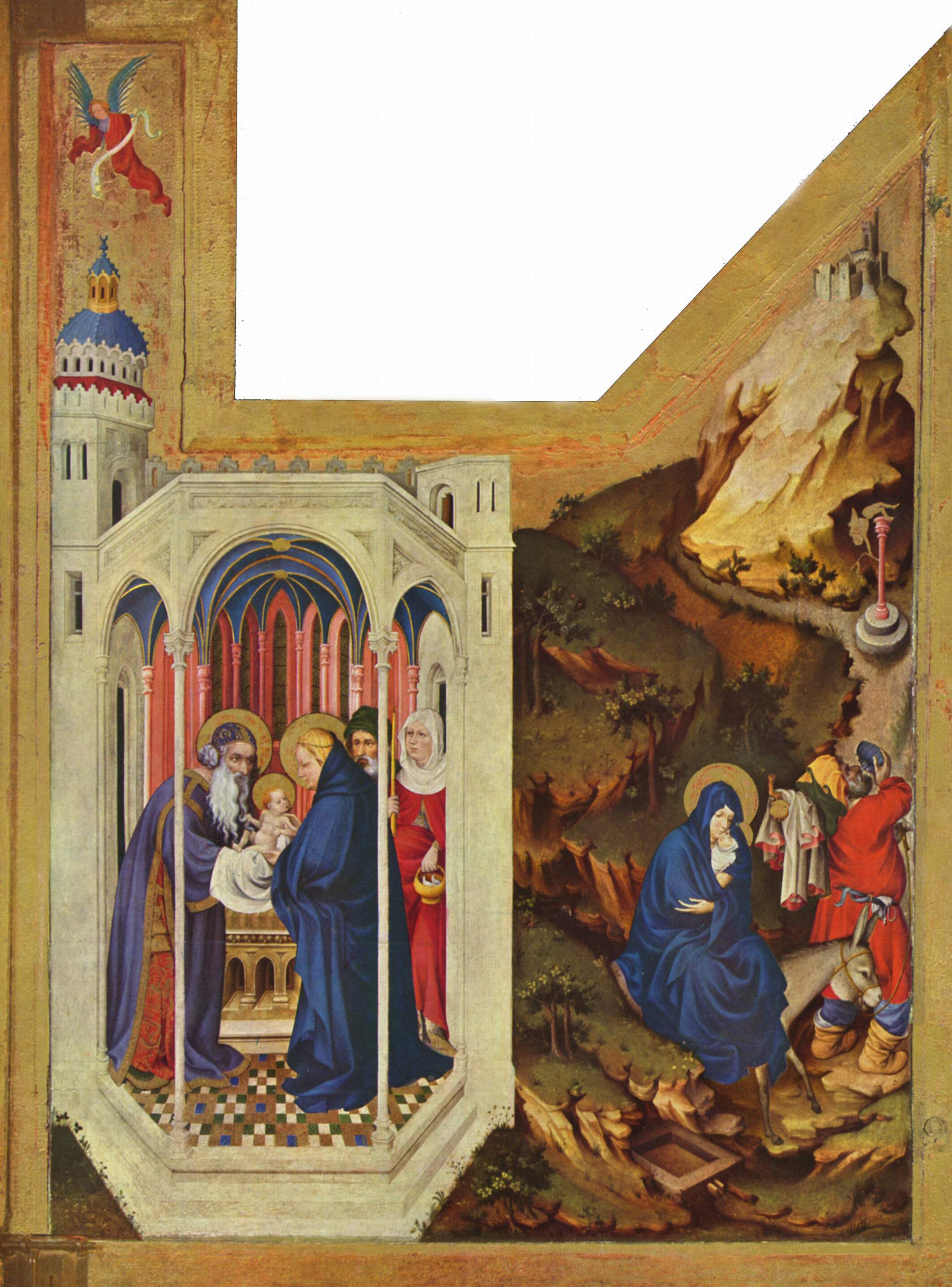
Melchior Broederlam, Retabel van Champmol, Opdracht in de tempel en vlucht naar Egypte
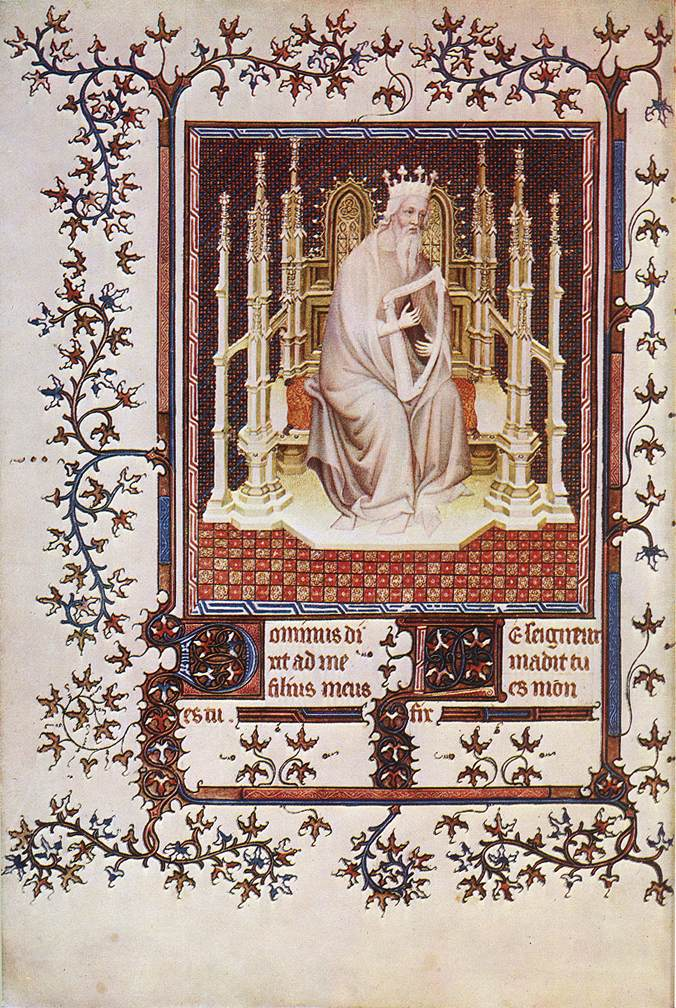
André Beaneveu, Koning David
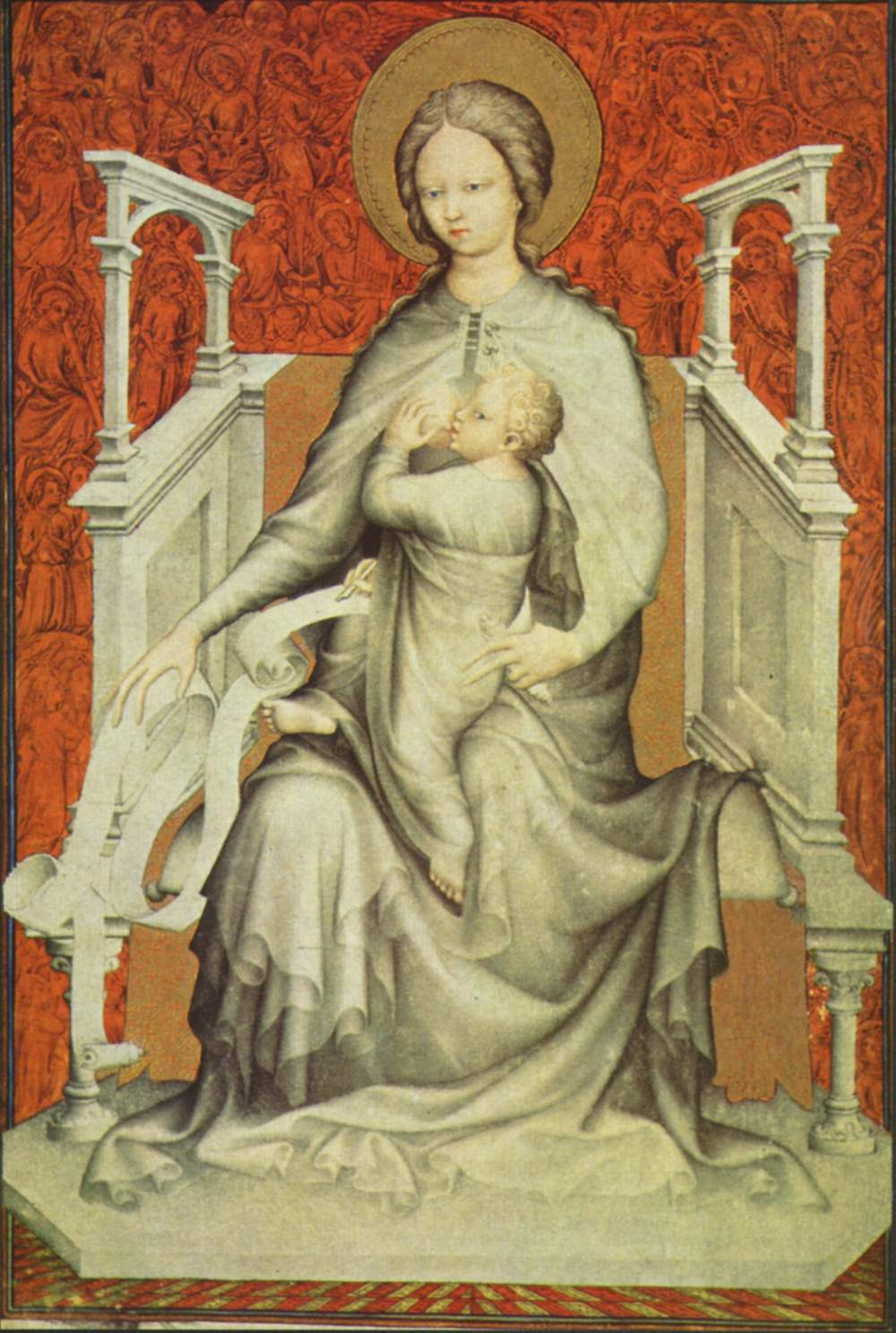
Toegeschreven aan André Beauneveu maar ook aan Jacquemart de Hesdin, Madonna met kind uit le Très belles heures de Notre-Dame.
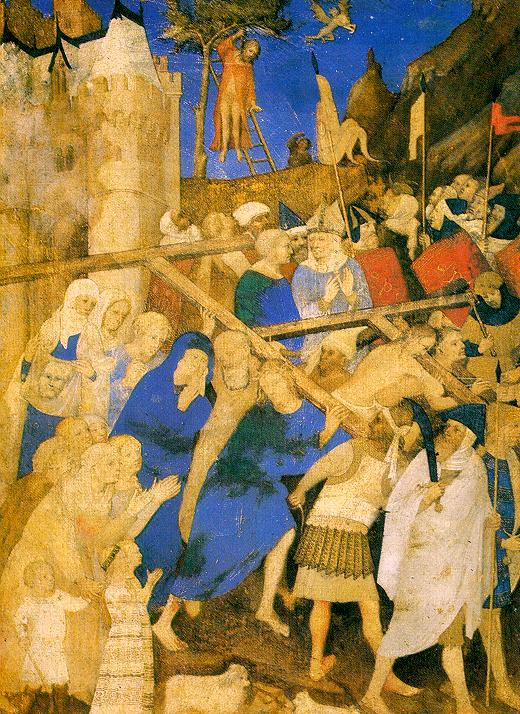
Jacquemart de Hesdin, Kruisdraging zie ook de kruisdraging door Simone Martini bij de galerij van Avignon.
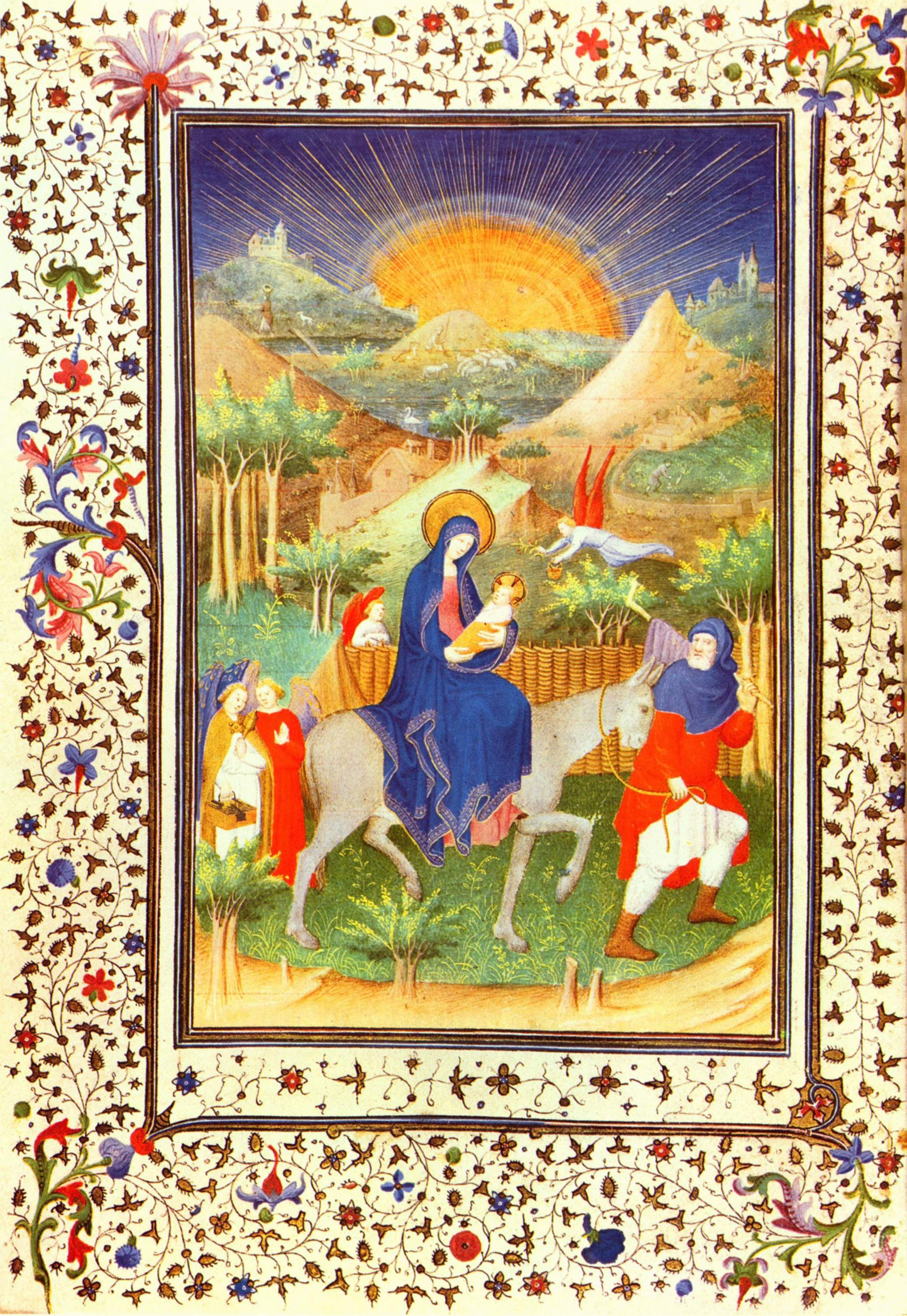
Boucicaut meester, De vlucht naar Egypte, Getijdenboek van maarschalk Boucicaut.
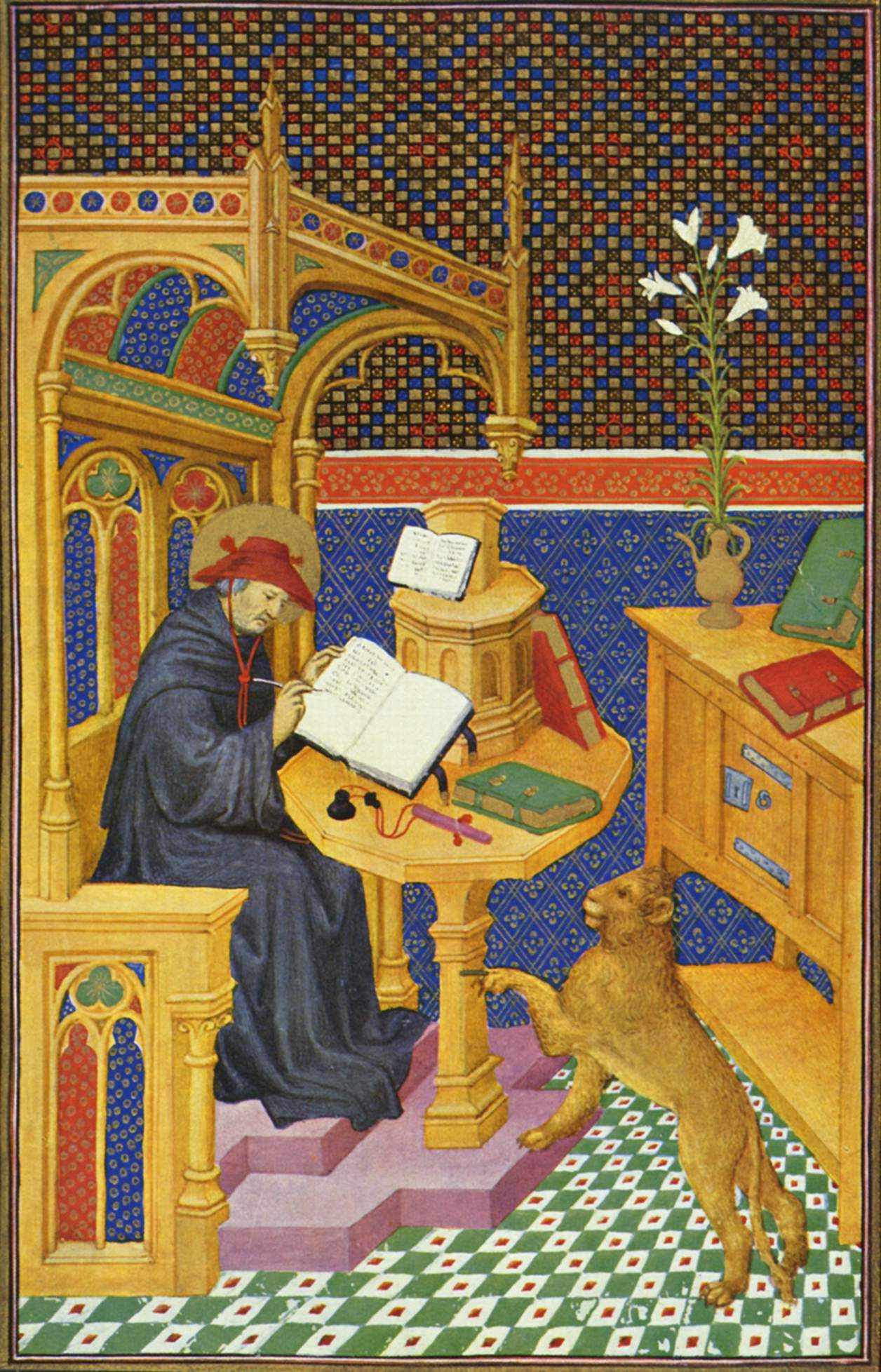
Boucicaut meester, heilige Hiëronymus
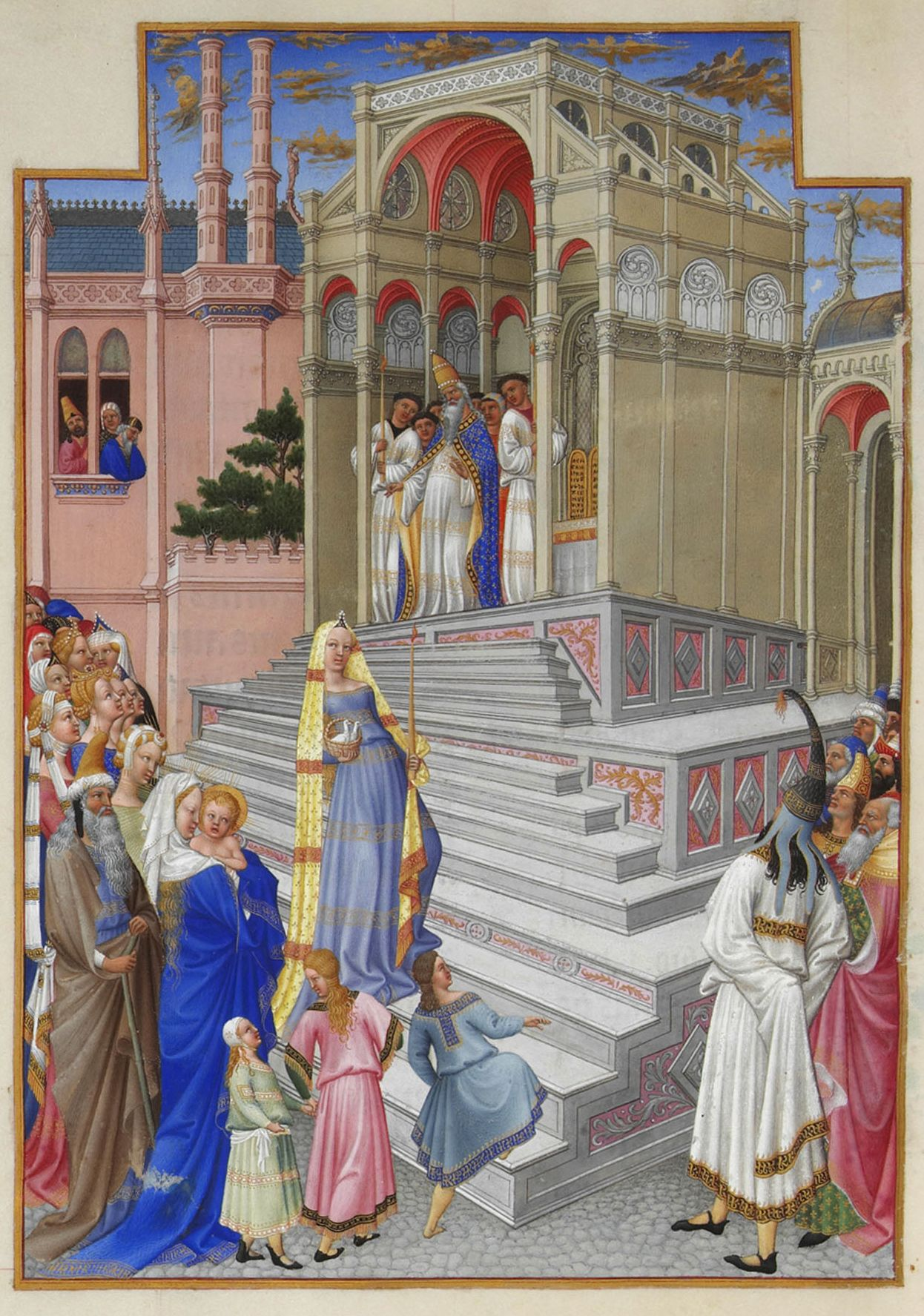
Gebroeders van Limburg, Les très riches heures, Opdracht in de tempel (1410-1416) = vergelijk met Taddeo Gaddi
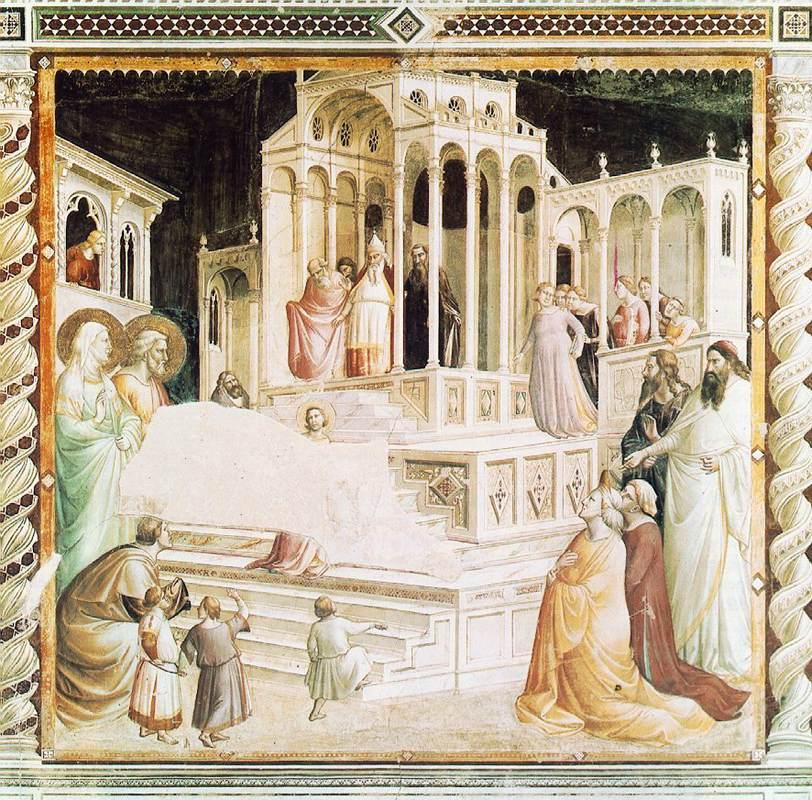
Tadeo Gaddi, Capella Baroncelli in the Santa Croce in Firenze, Presentatie van Maria in de tempel (1327-1330)
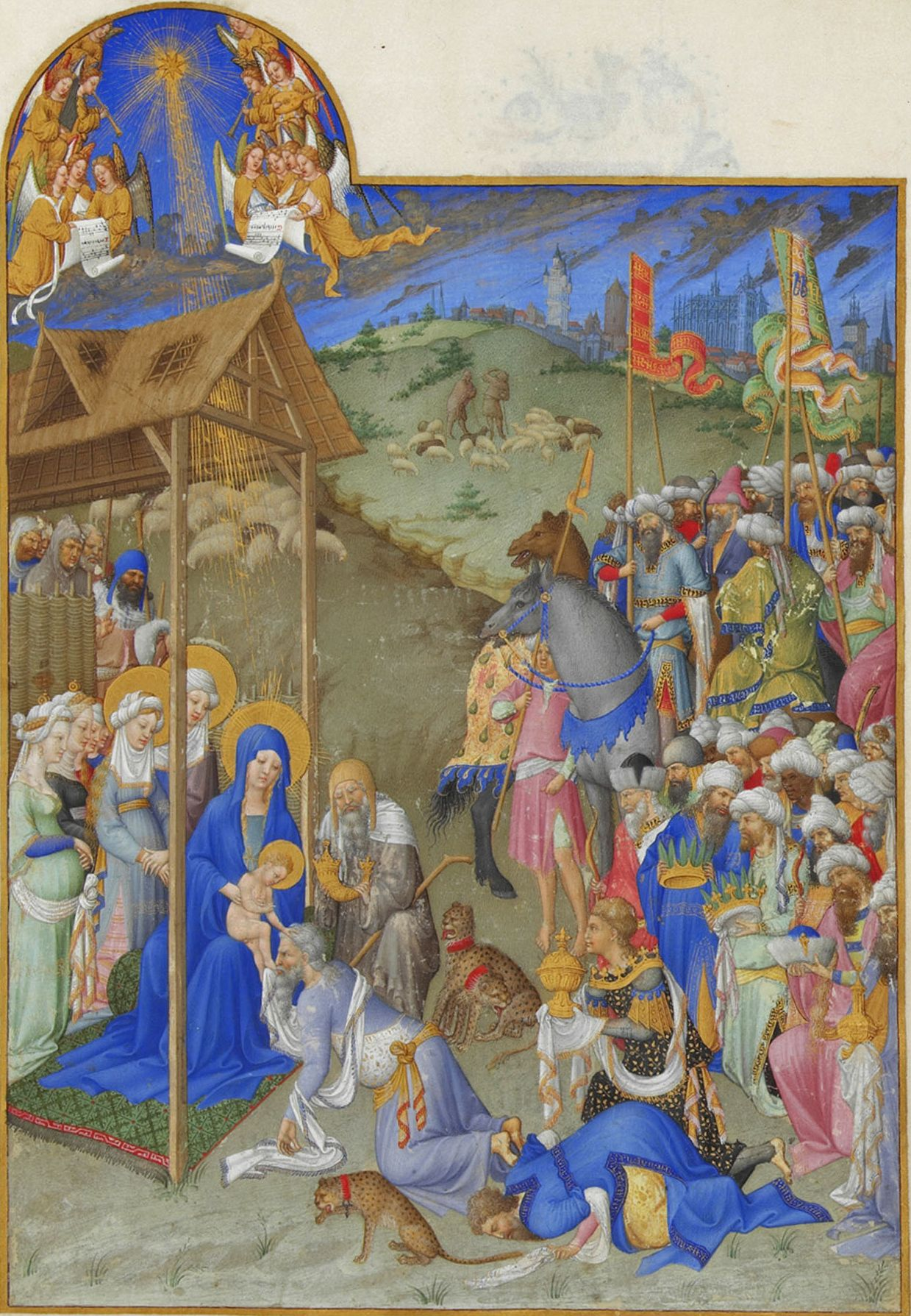
Gebroeders van Limburg, Les très riches heures, Aanbidding der wijzen

## Engeland
Engeland heeft zeer nauwe contacten met het vasteland. De hoge Engelse adel is eigenlijk voor een deel van Franse afkomst en de kunstartikelen uit Frankrijk en Vlaanderen vinden vlot hun weg naar Engeland. Dus ook in Engeland zal deze internationale gotiek doorbreken en een mooi voorbeeld ervan is het Wilton Diptiek, maar het is eigenlijk typerend voor de internationale gotiek, dat de kunsthistorici er niet in slagen om met zekerheid het land van herkomst vast te leggen. Het zou Engeland kunnen zijn, maar evengoed Frankrijk of misschien kwam het paneel uit Bohemen met Anna van Bohemen de bruid van Richard II van Engeland.
Galerij Engeland 

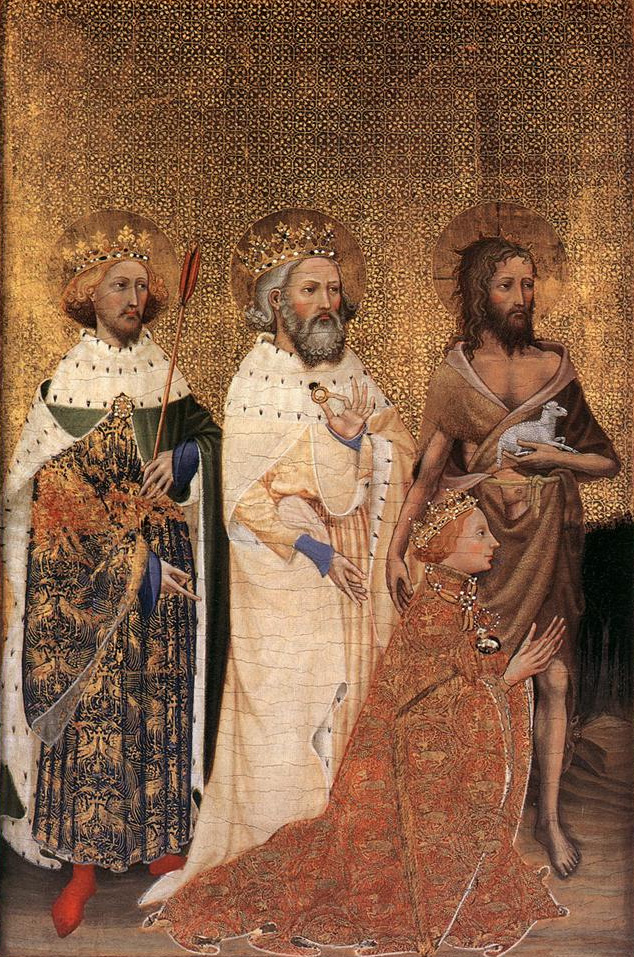
Linkerpaneel van de Wilton diptiek, Richard II van Engeland met zijn patroonheiligen
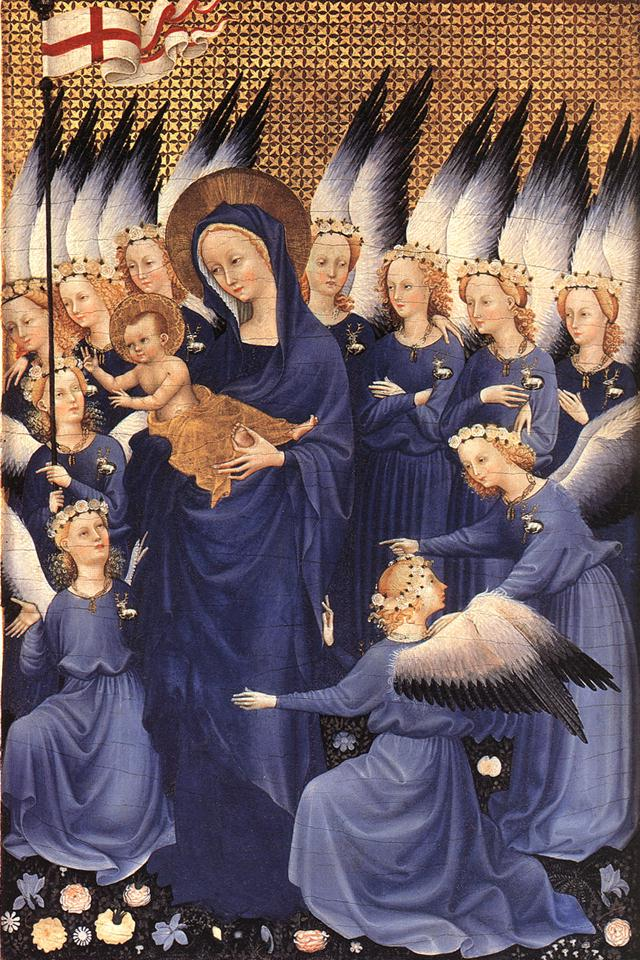
Rechterpaneel van de Wilton diptiek, Heilige Maagd met het Kind en engelenkoor

## Duitsland

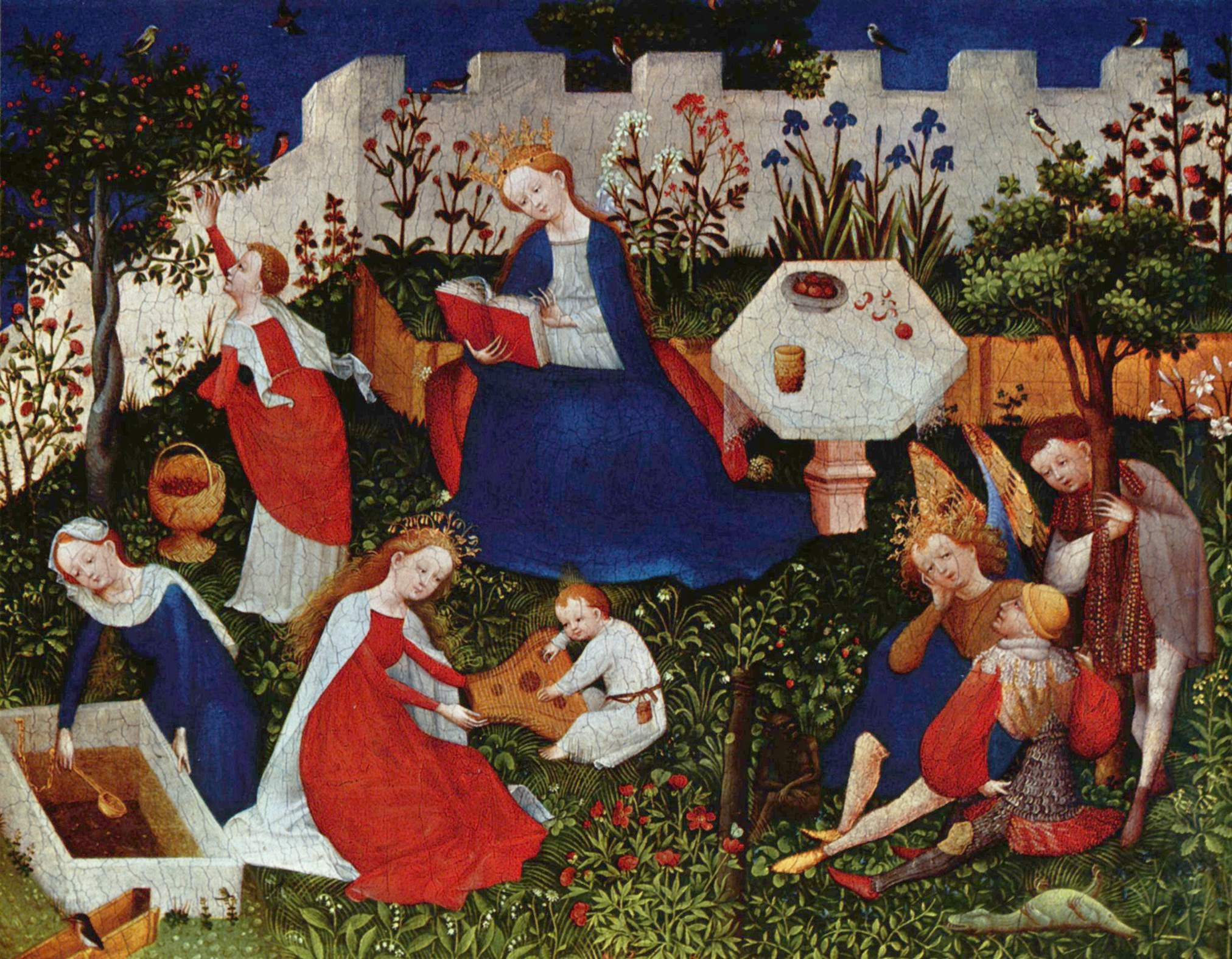
Meester van het paradijstuintje, een "Hortus Conclusus" met Maria en heiligen die haar gezelschap houden

In tegenstelling tot Engeland en Frankrijk is Duitsland nog geen eenheidsstaat. Het land is onderverdeeld in deelstaatjes, hertogdommen en prinsdommen, die niet van een centraal gezag afhankelijk zijn. Er zijn ook de talrijke keizerlijke steden die relatief onafhankelijk kunnen optreden. In de Rijnstreek, van het Bodenmeer via Bazel-Stad langs het Zwarte Woud en zo verder langs de grens met de Bourgondische Nederlanden, ontwikkelt zich de "weke" of "mooie" stijl, de Duitse variant van de internationale gotiek. Een van de belangrijkste plaatsen in de ontwikkeling is Keulen. Er ontstaat een stijl met delicate soepele figuren in een decor van mooie, fantastische tuinen. Een exponent van deze dromerige beelden is Stephan Lochner, een artiest afkomstig van de Bodensee(?) maar werkzaam in Keulen. Hij zou mogelijk gestudeerd hebben bij Robert Campin alias de meester van Flémalle een van de belangrijke Vlaamse Primitieven Anderen houden het erbij dat zijn werk sterk beïnvloed is door de kunst van de Vlaamse primitieven. Lochner had een grote invloed op de schilderkunst in het Rijnlandse en Westfalen. Een andere belangrijke vertegenwoordiger van deze stijl is Conrad von Soest die in Dortmund werkte. Hij was in zijn tijd een bekend kunstenaar en zijn stijl vond navolging tot in centraal Duitsland. Zelf lijkt hij vooral beïnvloed te zijn geweest door de kunst uit Vlaanderen en Noord-Frankrijk.
Ook aan de Bovenrijn, de streek tussen Konstanz en Straatsburg heeft de internationale gotiek gebloeid en een prachtig voorbeeld is het "Paradiesgärtleins" (paradijstuintje) van een tot nog toe onbekende meester. Uit die streek kennen we ook Hermann Schadeberg of Hemann von Basel, aan hem wordt het werk de "Kruisiging met de dominicaan" toegeschreven.
Galerij Duitsland 

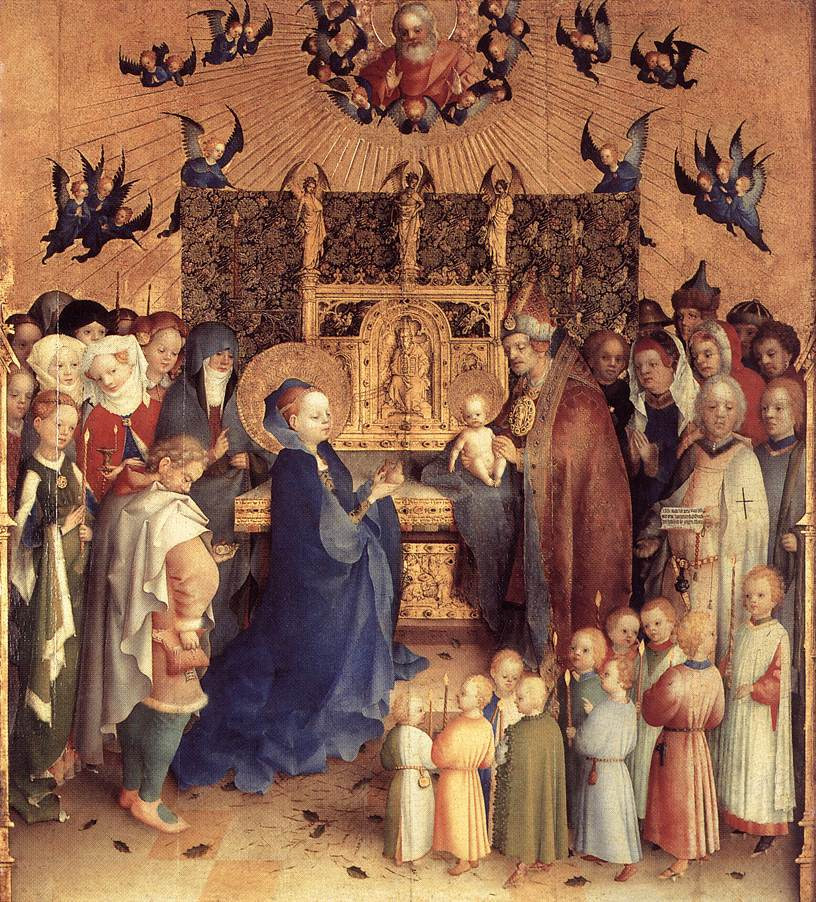
Stephan Lochner, presentatie van Jezus in de tempel.
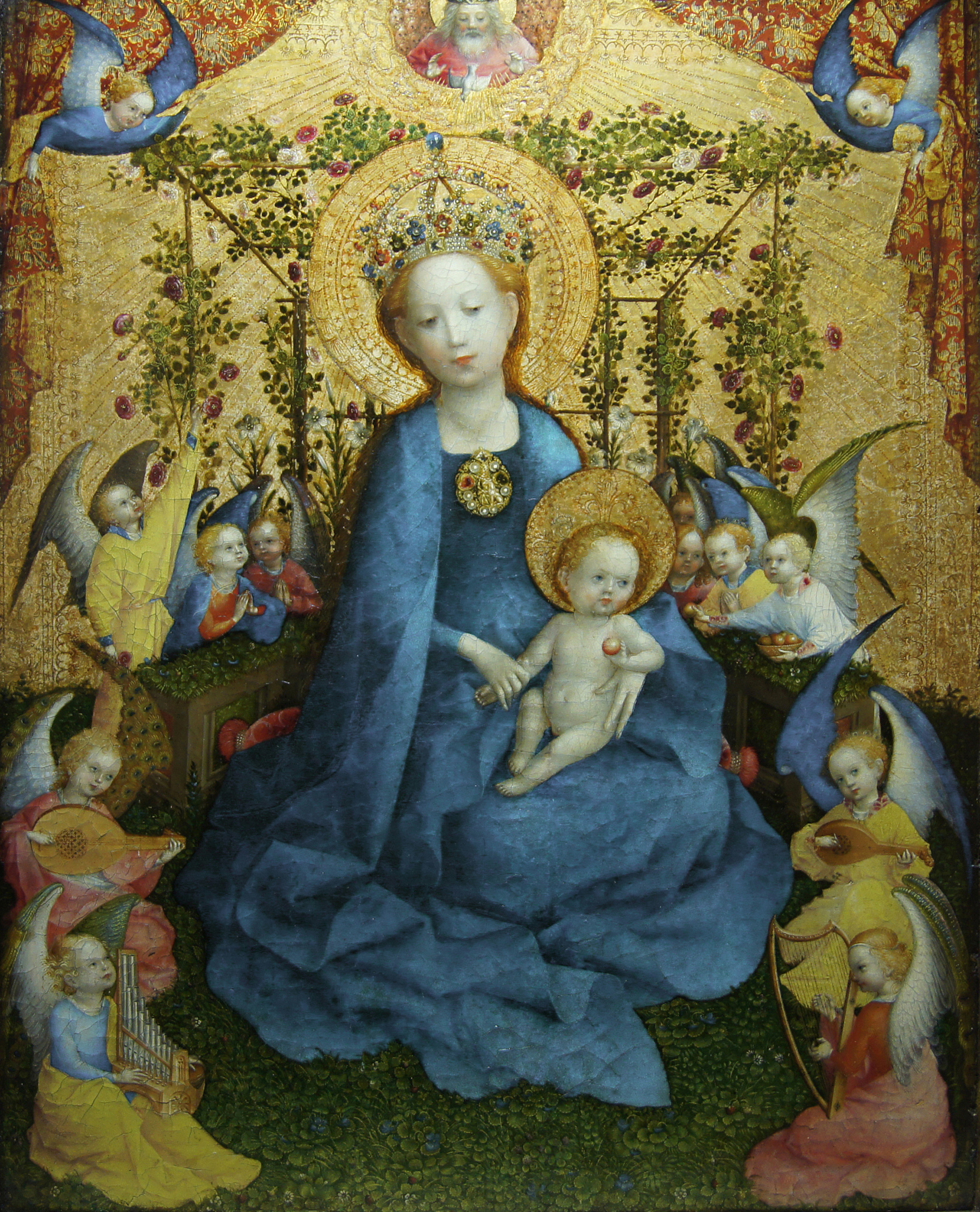
Stephan Lochner, Madonna van de rozenstruik.
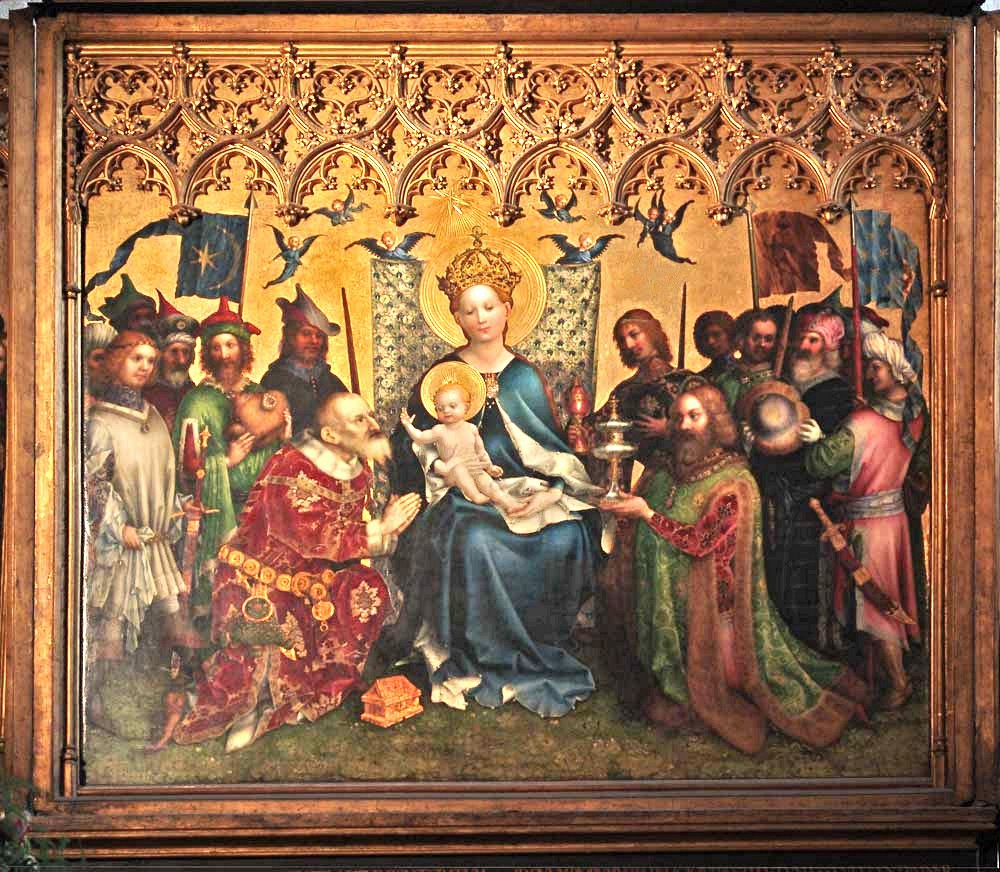
Stephan Lochner, Aanbidding der wijzen, middenpaneel
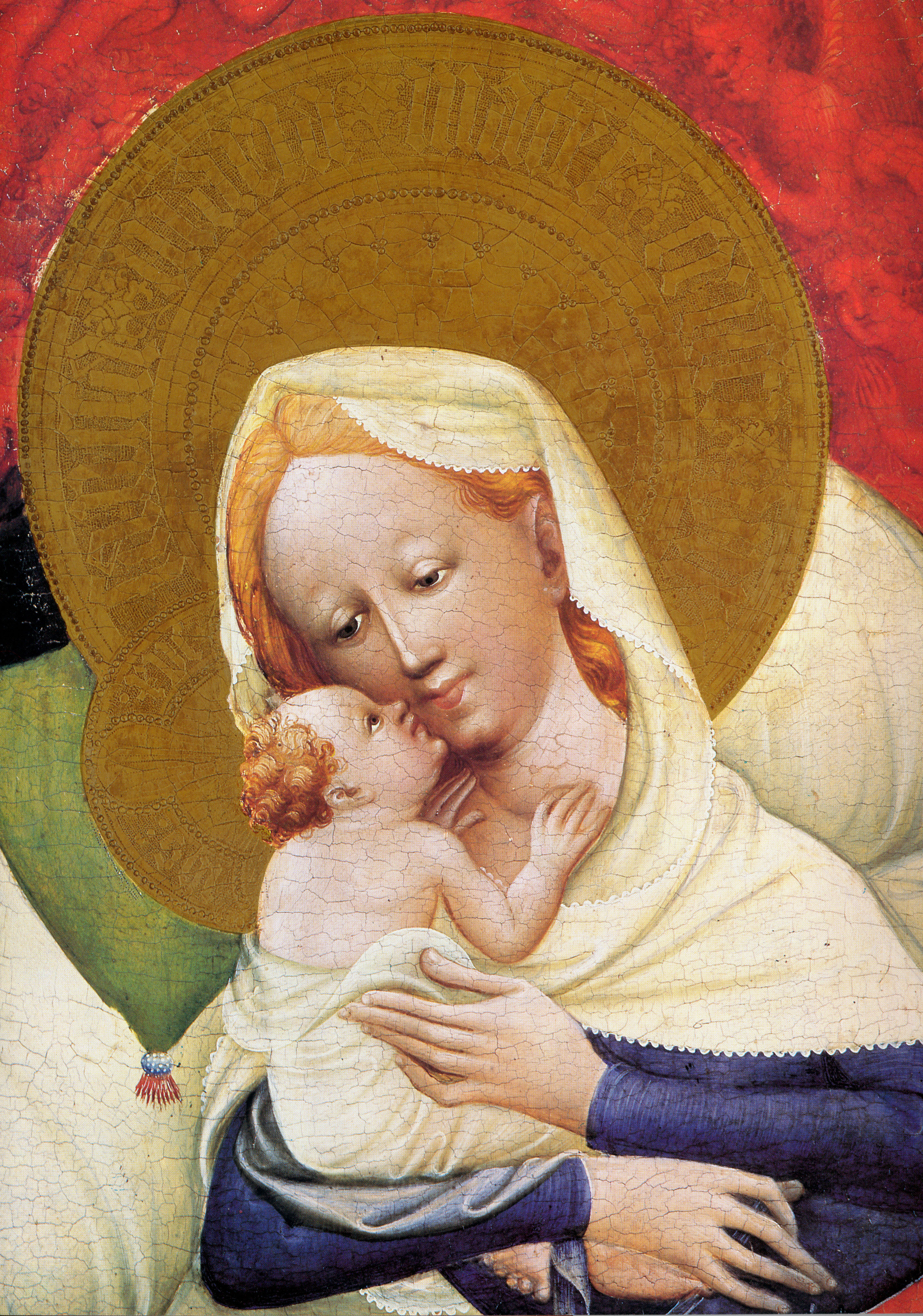
Conrad von Soest, Detail uit het linkerpaneel van Maria-altaarstuk uit de Marienkerke in Dortmund.
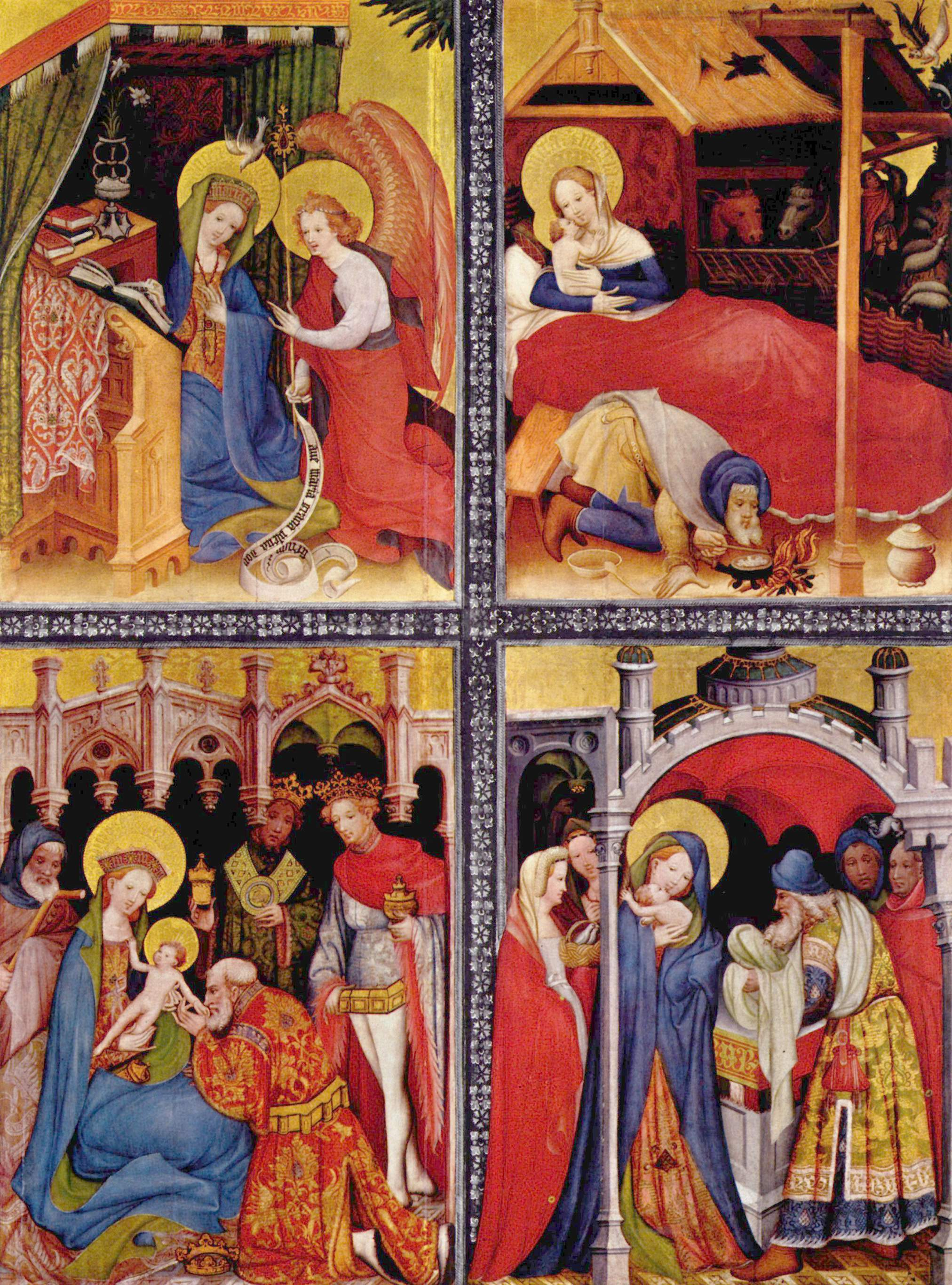
Conrad von Soest, Passieretabel van Bad Wildungen.
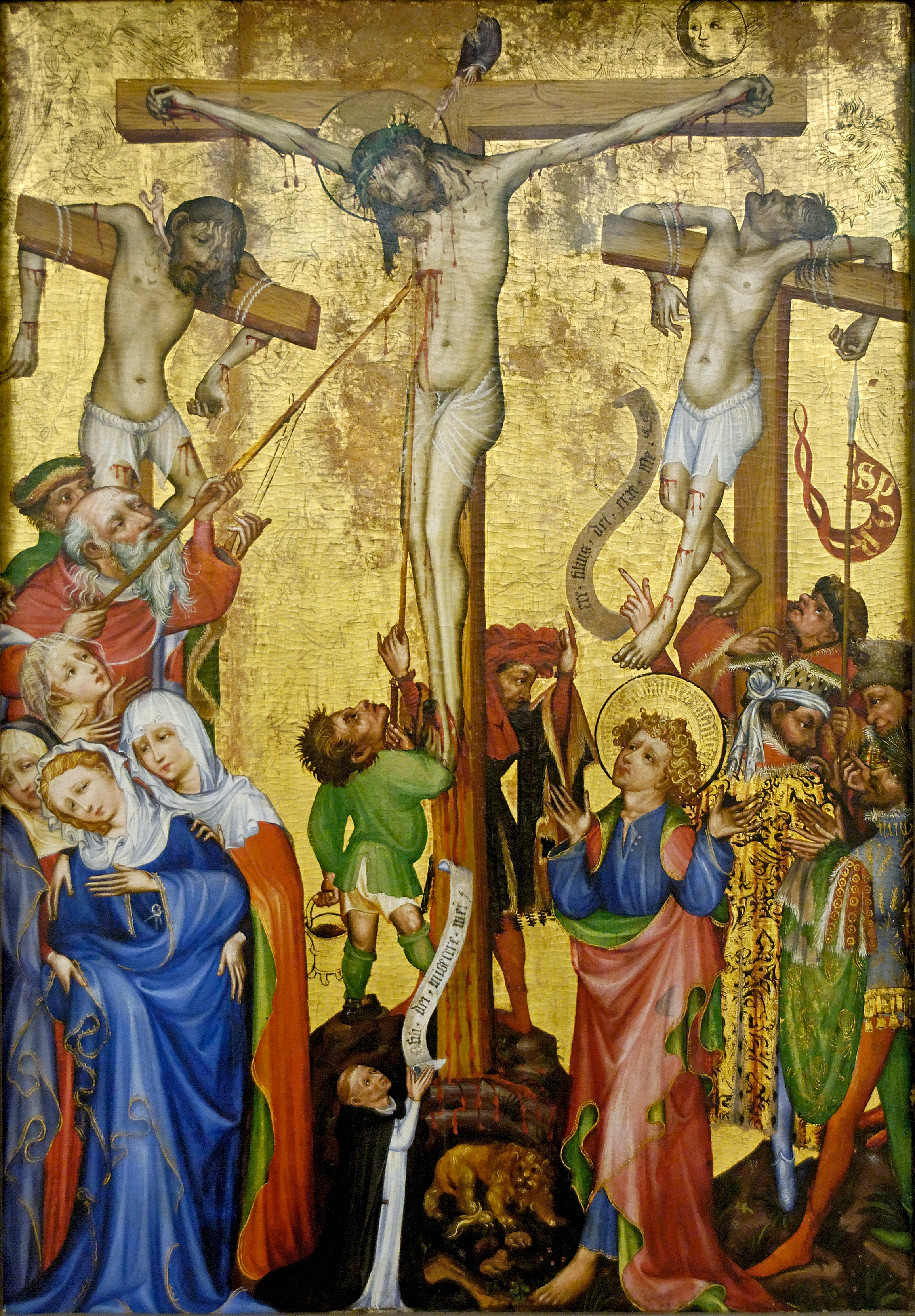
Hermann Schadeberg (Hermann von Basel), Kruisiging met de dominicaan.

## Italië
Italië was nog veel minder dan Duitsland een eenheidsstaat te noemen in die dagen, maar kunstenaars konden zich tamelijk vrij over het ganse schiereiland bewegen en op die manier nieuwe ideeën verspreiden en technieken en stijlen leren kennen en uitwisselen. Op die manier konden artiesten zoals Pisanello, Michelino da Besozzo en Gentile da Fabriano en nog vele anderen de stijl uitdragen, maar slechts enkele regio’s droegen substantieel bij in de vorming en de ontwikkeling van de stijl namelijk Lombardije, Venetië en Verona. In Florence moest de internationale gotiek concurreren met de ontluikende renaissancestijl, maar er was evenwel een groep van vermogende opdrachtgevers, zowel wereldlijke als geestelijke, die de gotische stijl prefereerden.

### Lombardije

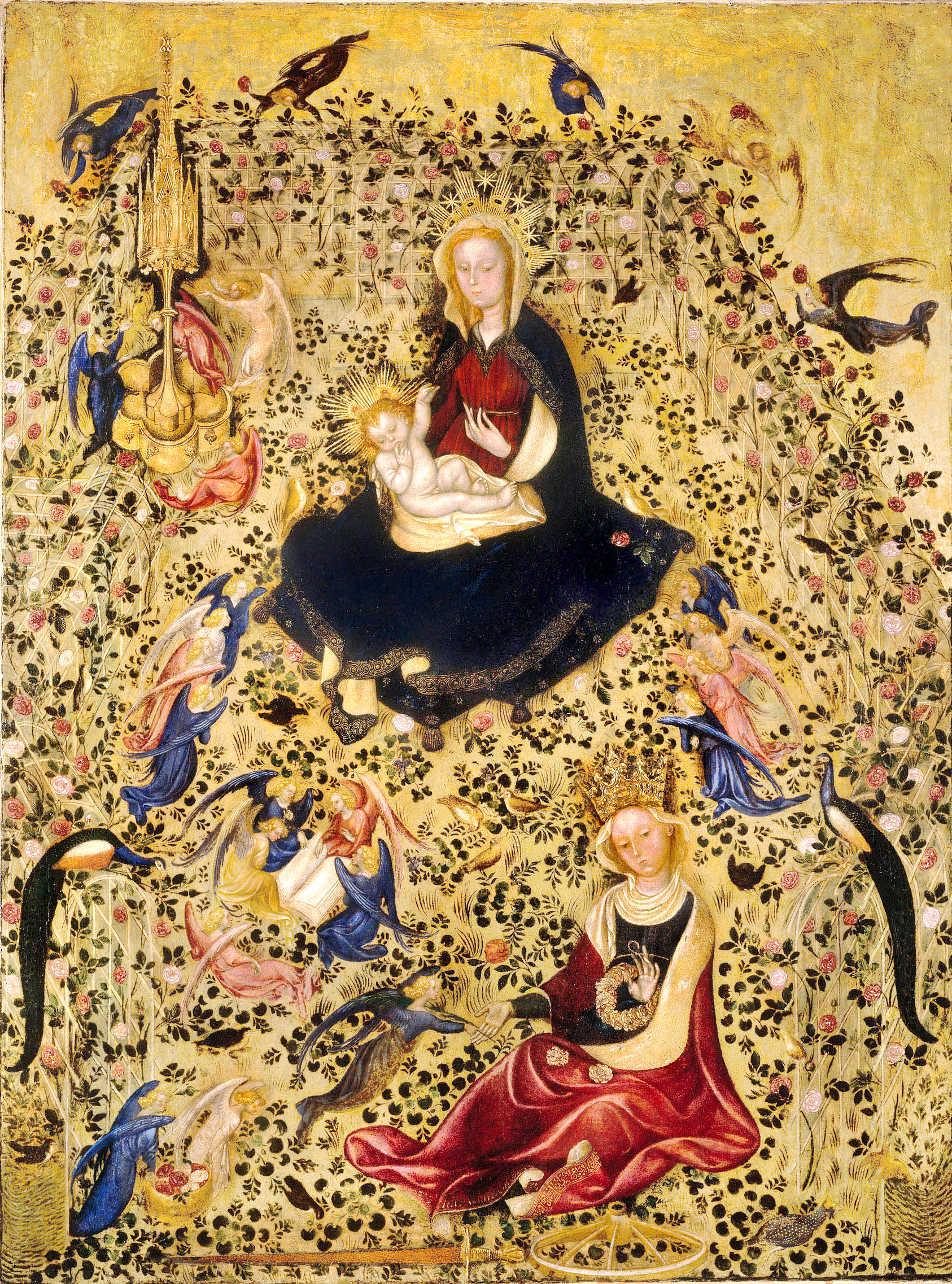
Michelino da Besozzo of Stefano da Verona, Madonna in de rozengaard, tempera op paneel, na 1420.

Lombardije wat ongetwijfeld de eerste regio in Italië waar de internationale gotiek voet aan de grond kreeg. Gian Galeazzo Visconti, aan de macht van 1374-1402, probeerde zijn macht te vestigen in Noord-Italië met het oog op de vestiging van een monarchie naar Frans model; hij onderhield trouwens goede contacten met het Franse koningshuis. De contacten die Gian Galeazzo onderhield met Frankrijk verzekerden de kennis van de Franse kunst in Lombardije. De aanwezigheid van Jean d’Arbois, hofschilder van Filips de Stoute, en van Jacob Coene (alias de Boucicaut meester) is gedocumenteerd. Ook de bouwwerf van de kathedraal van Milaan, waarvoor Visconti Franse, Duitse en Vlaamse meesters aantrok, werd een plaats voor confrontatie en versmelting van alle stijlen door die meesters meegebracht. Onder de architecten die meewerkten aan de kathedraal vinden we Jacob Coene uit Brugge terug.
Omstreeks 1380 geeft Gian Galeazzo Visconti opdracht voor een belangrijk aantal manuscripten voor de bibliotheek van Pavia. De artiesten die daar werkzaam waren maakten een geraffineerde synthese van het chromatisme van Giotto en de hoofse en ridderlijke thema’s uit Frankrijk. Voorbeelden daarvan zijn te vinden in de Guiron le courtois en de Lancelot du lac nu in de BnF in Parijs. Sommigen menen in deze Guiron Meester Jean d'Arbois te herkennen. Een van de handschriften die in opdracht van Visconti werden gemaakt is een getijdenboek verlucht door Giovannino de' Grassi en gekend als het Visconti getijdenboek (Firenze, Biblioteca Nazionale, Ms. Banco Rari 397 en Landau Finaly 220), waarin we de typische elegante, vloeiende lijnvoering van de internationale gotiek terugvinden. De verluchting werd na de dood van Giovannino de’Grassi afgewerkt door Belbello da Pavia. Van dezelfde miniaturist (Giovannino de' Grassi) kennen we ook een modellenboek dat nu bewaard wordt in de Biblioteca Civica in Bergamo. Zijn stijl sluit duidelijk aan bij de internationale gotiek. 
De kunstenaar die het meest representatief is voor de internationale gotische stijl in Lombardije is Michelino da Besozzo, actief van 1388 to ca. 1430. Bij zijn mooiste werken hoort ongetwijfeld het getijdenboek dat Offizolo Bodmer genoemd wordt (New York, Pierpont Morgan Library, Ms. 944), dat een pracht voorbeeld is van internationale gotiek en gemaakt werd in de eerste decade van de 15e eeuw. Michelino is een meester van de vloeiende lijnen, de zachte kleuren, de mooi geritmeerde figuren, dat alles versierd met naturalistische details naar het leven getekend. De stijl van Michelino werd gedurende lange tijd doorgegeven, zelfs in 1444 werden de fresco’s in de Capella di Teodolina in de Duomo van Monza, door de gebroeders Zavatarri nog in zijn stijl geschilderd.
Galerij Lombardije 

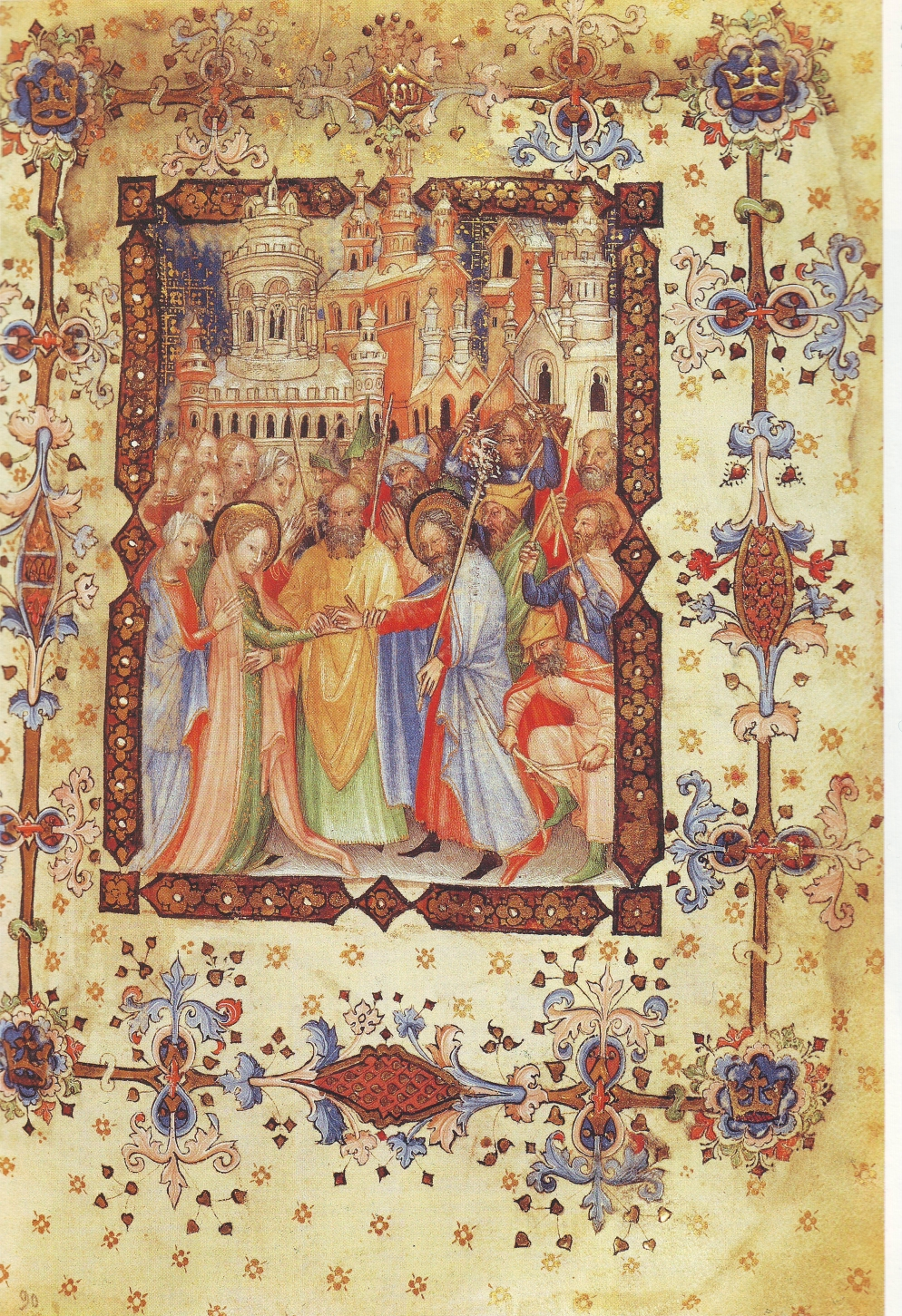
Giovannino de Grassi, Huwelijk van de H. Maagd
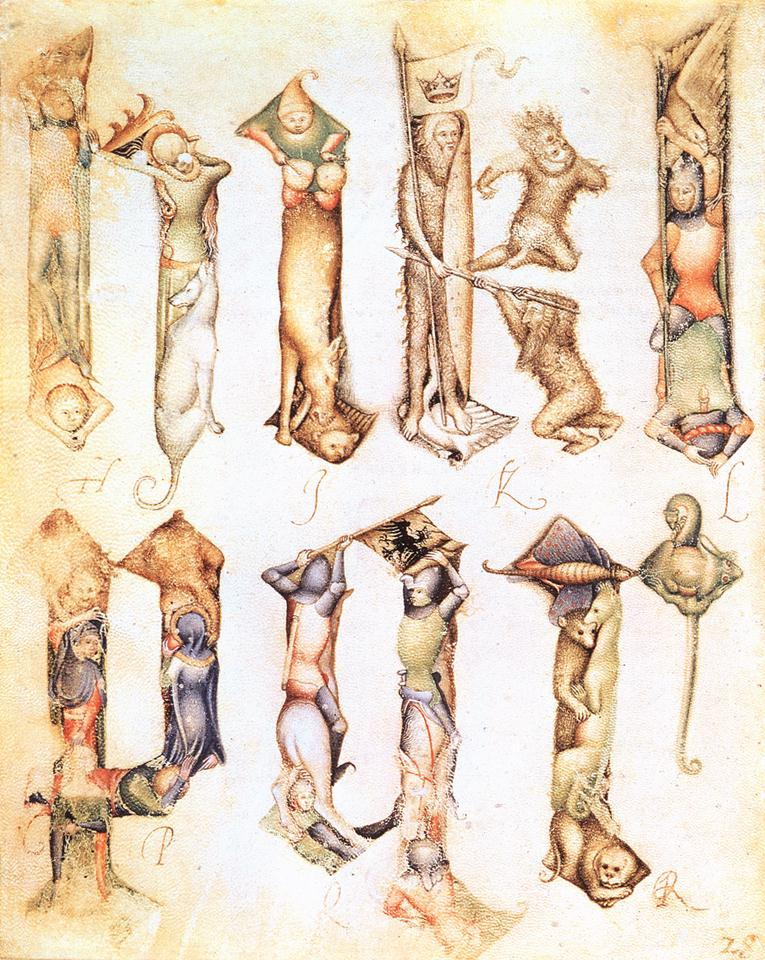
Giovannino de Grassi, Gotische letters uit zijn modellenboek
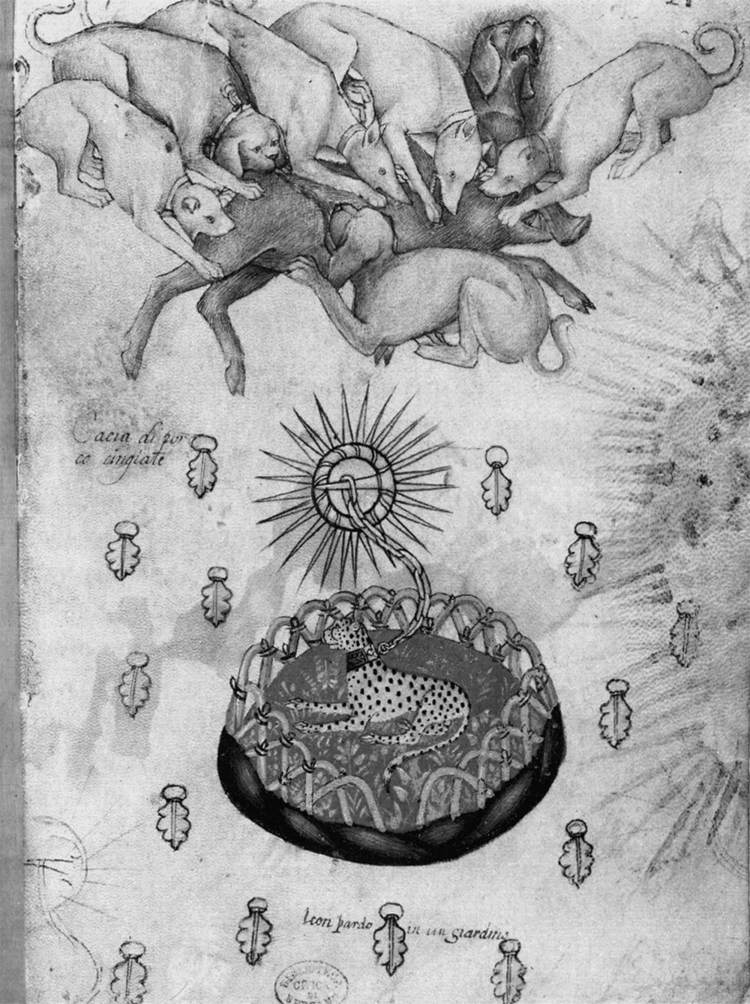
Giovannino de Grassi, Schets uit zijn modellenboek
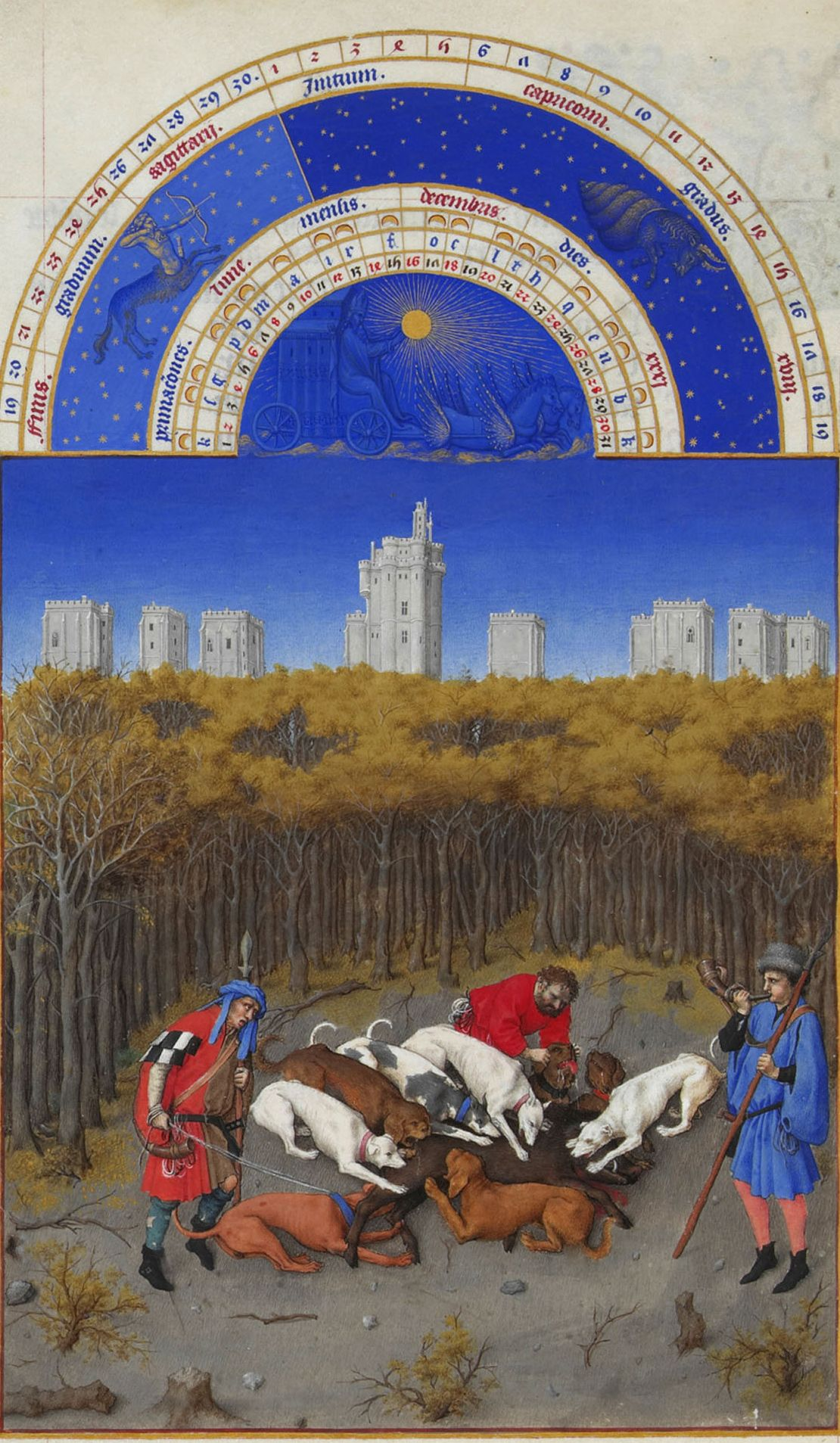
De gebroeders Van Limburg, kalenderblad van december – vergelijk met het schetsboek van Giovannino de Grassi
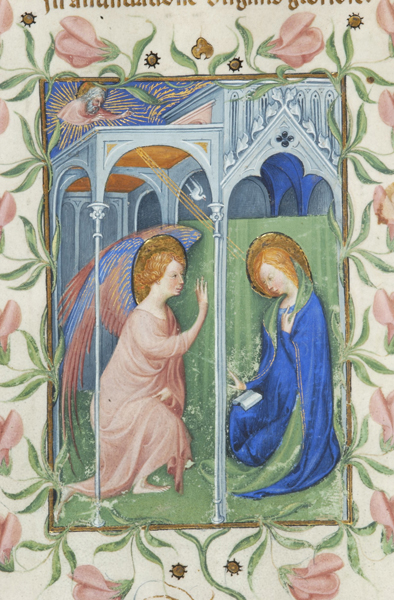
Michelino da Besozzo, Annunciatie
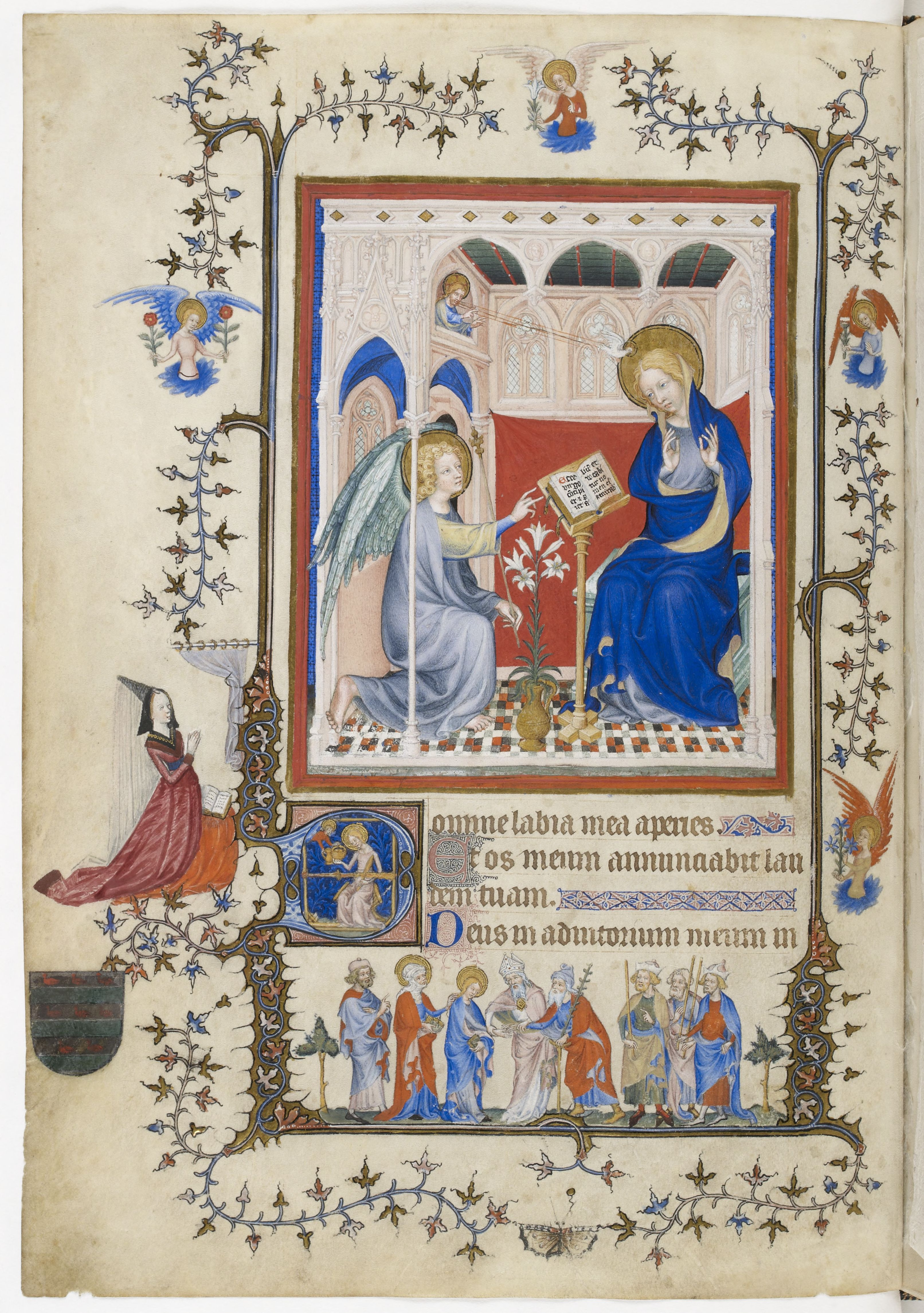
De meester van het parement van Narbonne, Annunciatie - vergelijk met de annunciatie van Besozzo
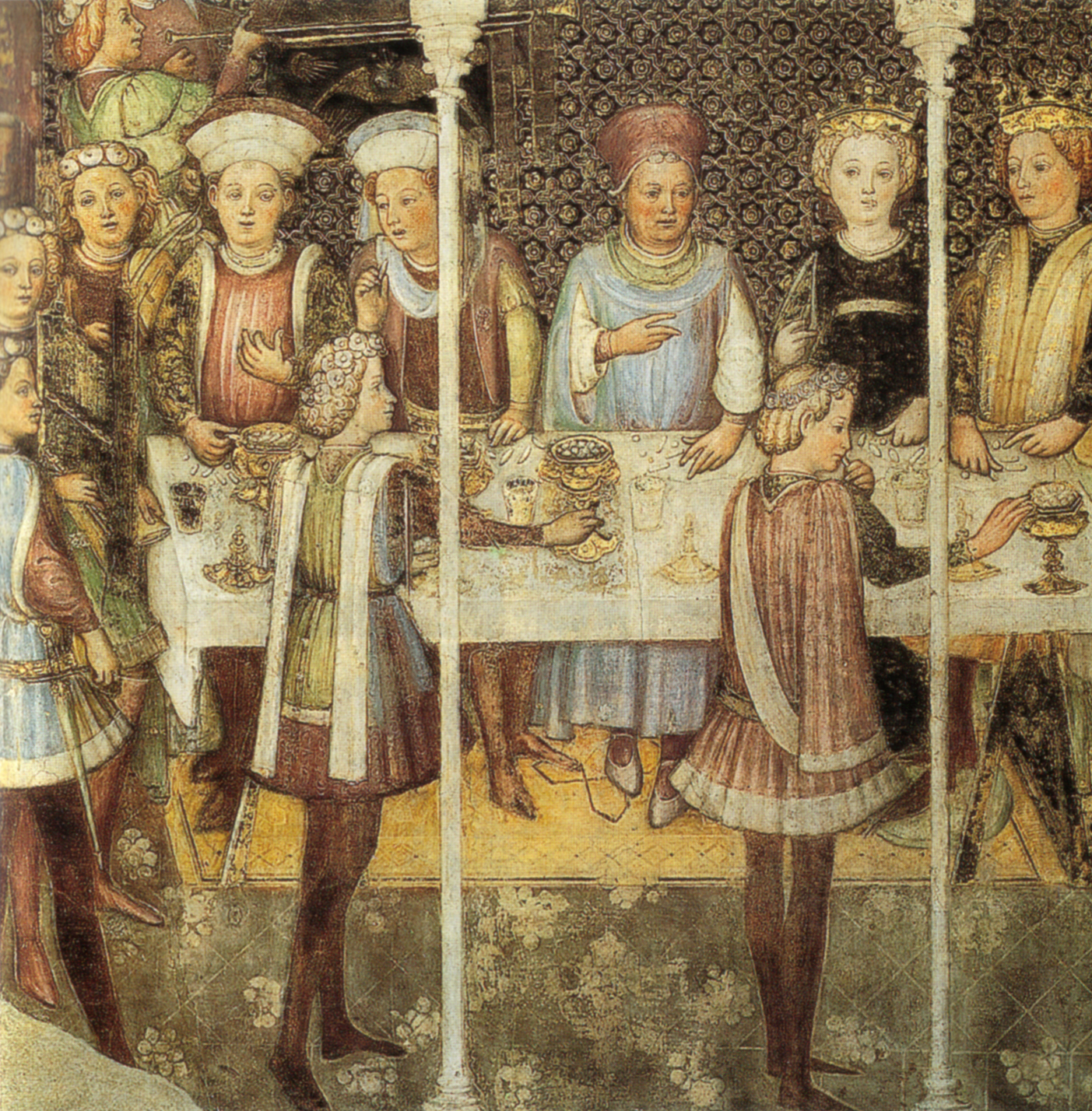
Gebroeders Zavatarri, Huwelijksfeest, Fresco in de Capella di Teodolino in de duomo van Monza

### Venetië

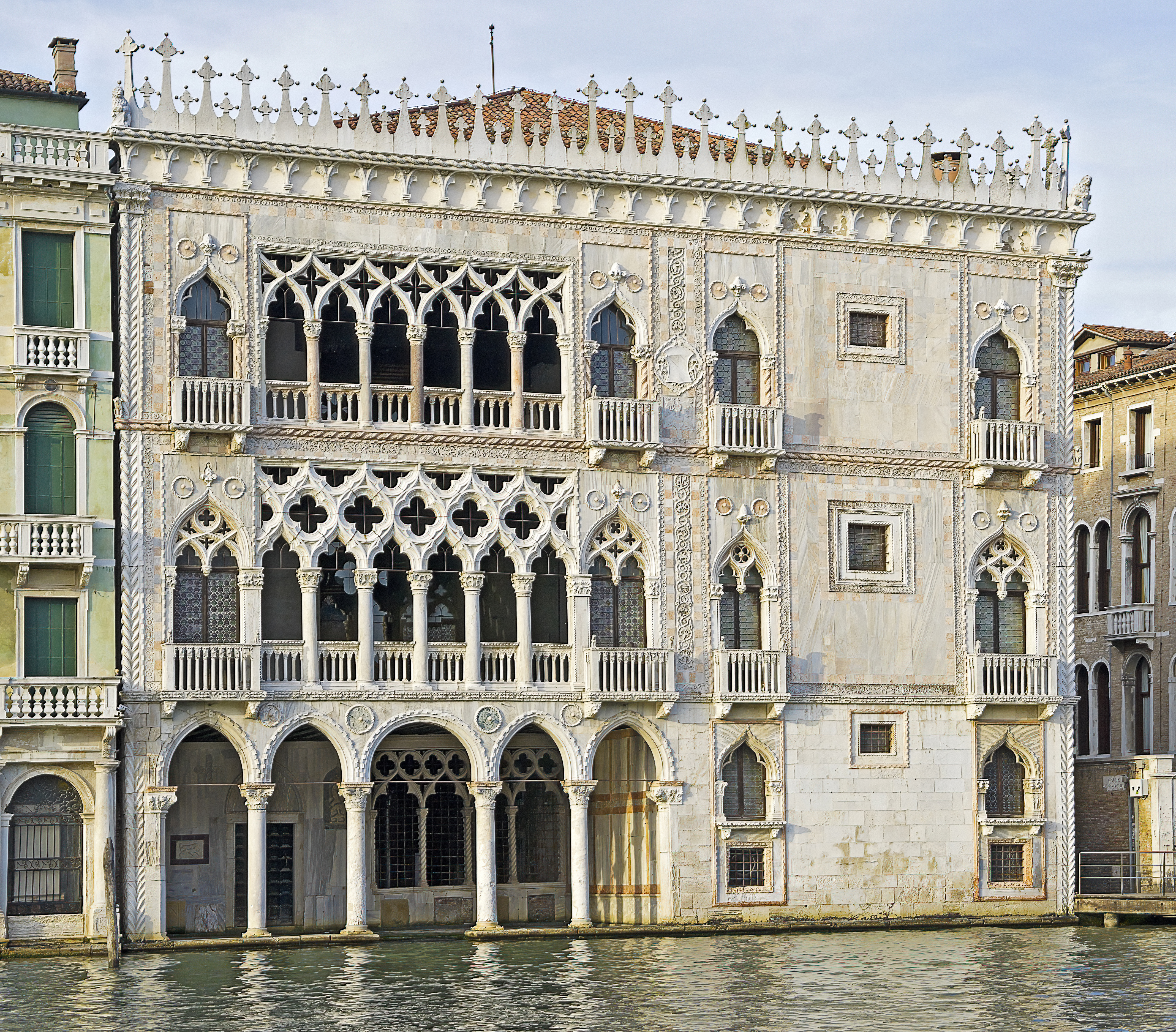
Ca' d'Oro (1421-1440), Venetië

In het begin van de 15e eeuw gaat Venetië zich stilaan onttrekken aan de Byzantijnse invloed en zich meer en meer richten op het omliggende vasteland. In de schilderkunst, zoals in de beeldhouwkunst en de architectuur, ontstaat een amalgaam van de Byzantijnse kunst en de internationale gotiek. Een exponent van deze stijl en een voorloper van de internationale gotiek is de Venetiaanse schilder Paolo Veneziano. Deze vernieuwing werd mede op gang gebracht door de instroom van buitenlandse kunstenaars werkzaam aan de San Marco en het Dogepaleis. Dit leidde tot de typisch Venetiaanse architectuur stijl die we kunnen bewonderen in de Ca’Foscari, het Palazzo Giustiani en het befaamde Ca' d'Oro, waarvan de gevel in de middeleeuwen gepolychromeerd was en versierd met vergulde ornamenten, vanwaar de naam. De San Marco werd versierd met fresco’s waaraan onder meer Pisanello, Michelino da Besozzo en Gentile da Fabriano meewerkten. Deze fresco’s zijn in de loop der tijden verloren gegaan maar de Venetiaanse invloed op Gentile da Fabriano is nog duidelijk te zien in zijn polyptiek van de Val di Sasso(of Valle Romita).
Galerij Venetië 

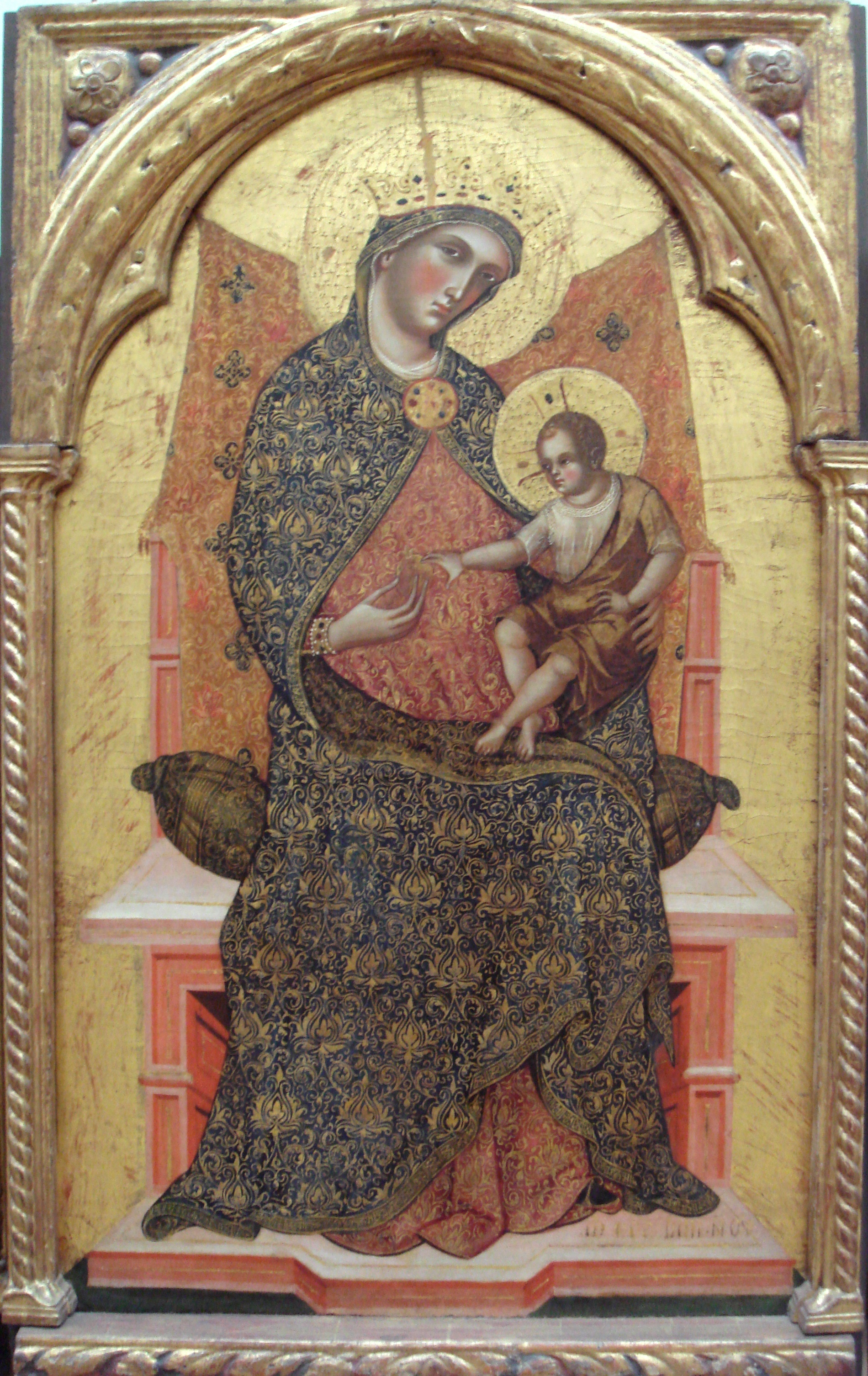
Paolo Veneziano, Madonna met kind, 1354
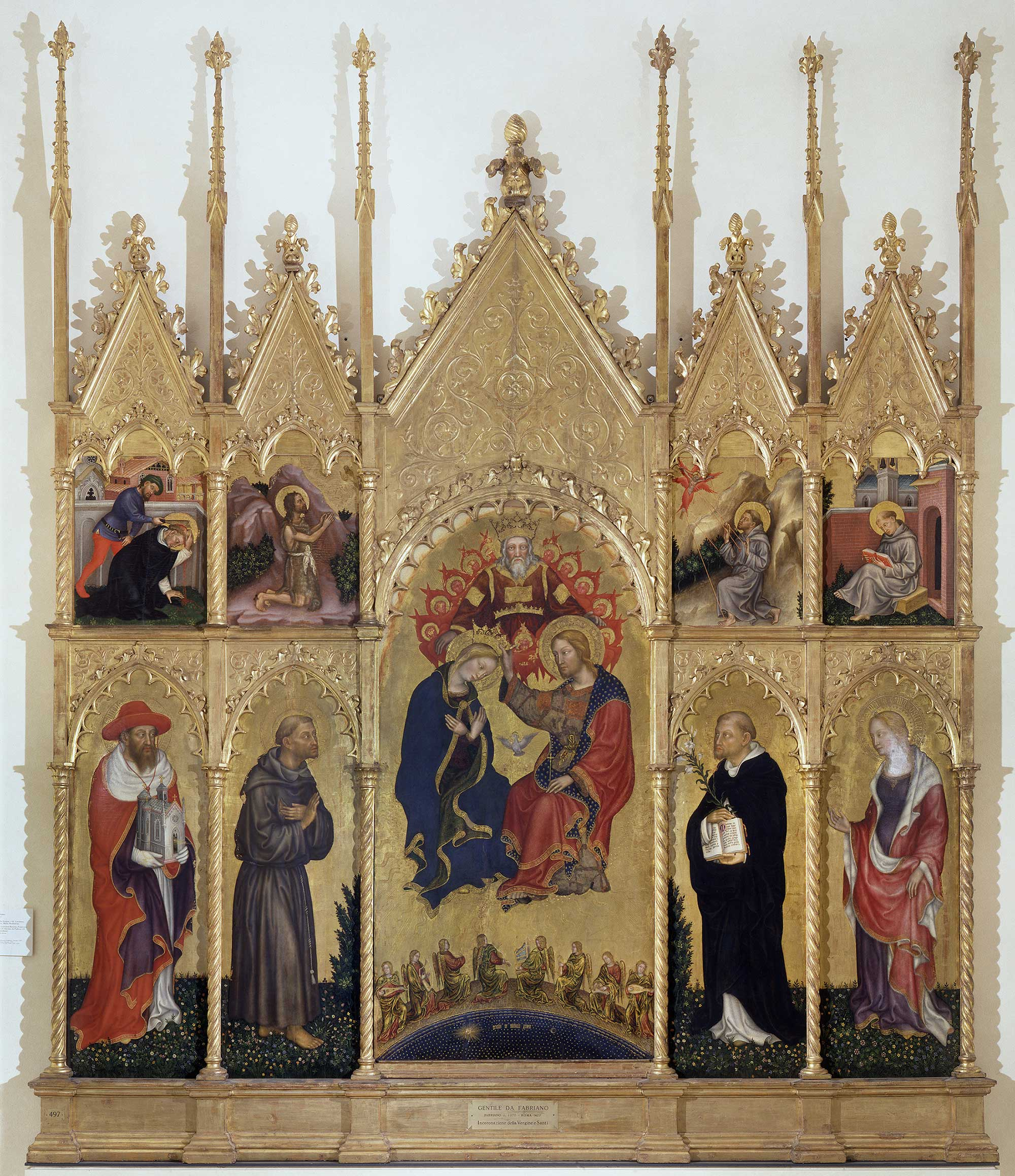
Gentile da Fabbriano, Retabel uit de priorij van Val di Sasso.
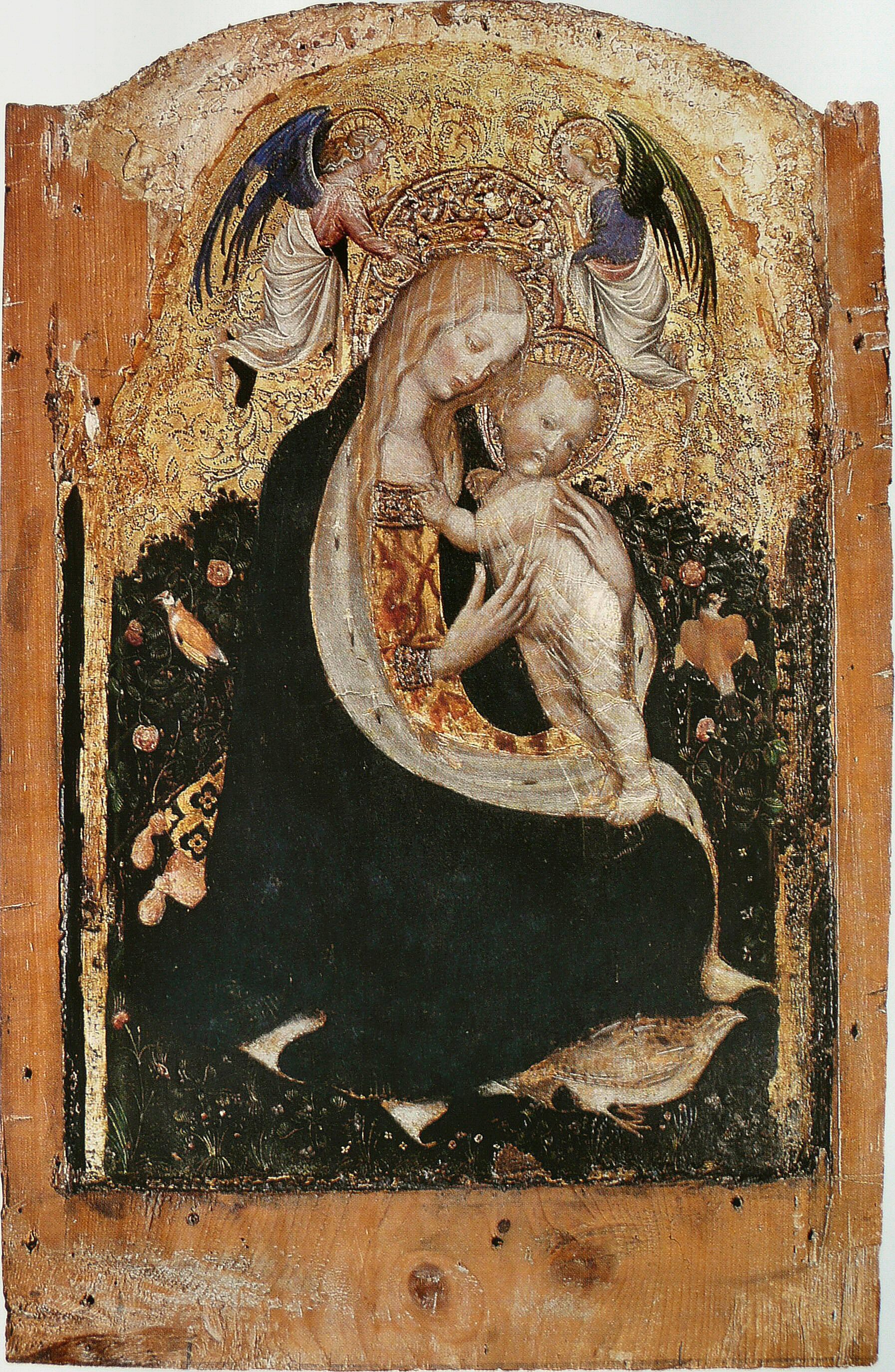
Pisanello, Madonna met de kwartel
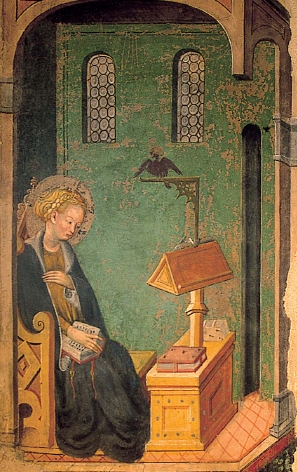
Pisanello, Annunciatie

### Verona

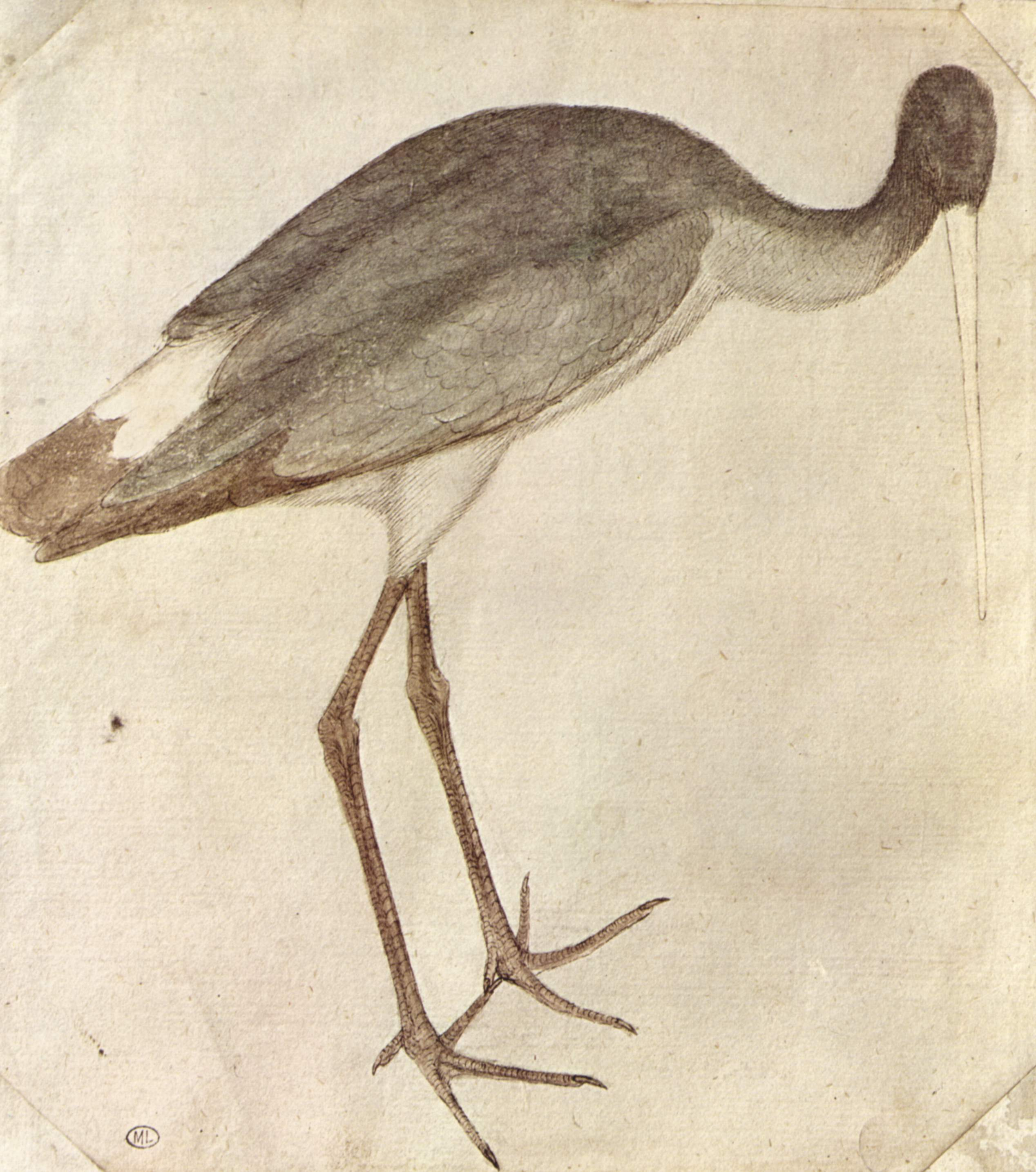
Pisanello, Aquarel, Louvre

Hoewel Verona sedert 1406 deel uitmaakte van de Venetiaanse republiek, behield het lang zijn eigen kunststijl die meer aanleunde bij de Lombardische. Een van de protagonisten van de internationale gotiek in Verona is Stefano da Verona. Stefano was de zoon van de Franse schilder Jean d’Arbois, het is dan ook niet verwonderlijk dat hij in de internationale stijl werkt. Sommigen menen dat ook Michelino da Besozzo een leerling was van Jean d’Arbois of van Giovanni degli Erbosi zijn Italiaanse alter ego. Het is alleszins zo dat kunsthistorici het werk De Madonna in de rozengaard (zie bij Lombardije) beurtelings toeschrijven aan Stefano da Verona en aan Michelino da Besozzo wat vooral duidelijk maakt dat beider stijl zeer gelijklopend is. Van Stefano kennen we verder nog een Aanbidding der wijzen. Maar de grootste meester van Verona is ongetwijfeld Pisanello of voluit Antonio di Puccio Pisano. Pisanello was vooral bekend door zijn prachtige fresco’s waarvan de voorstellingen zweefden tussen realiteit en fantasie, geschilderd in briljante kleuren. De meeste van zijn werken zijn spijtig genoeg vernield, heel dikwijls omdat ze niet meer in de smaak vielen in de renaissance en de barok.
Galerij Verona 

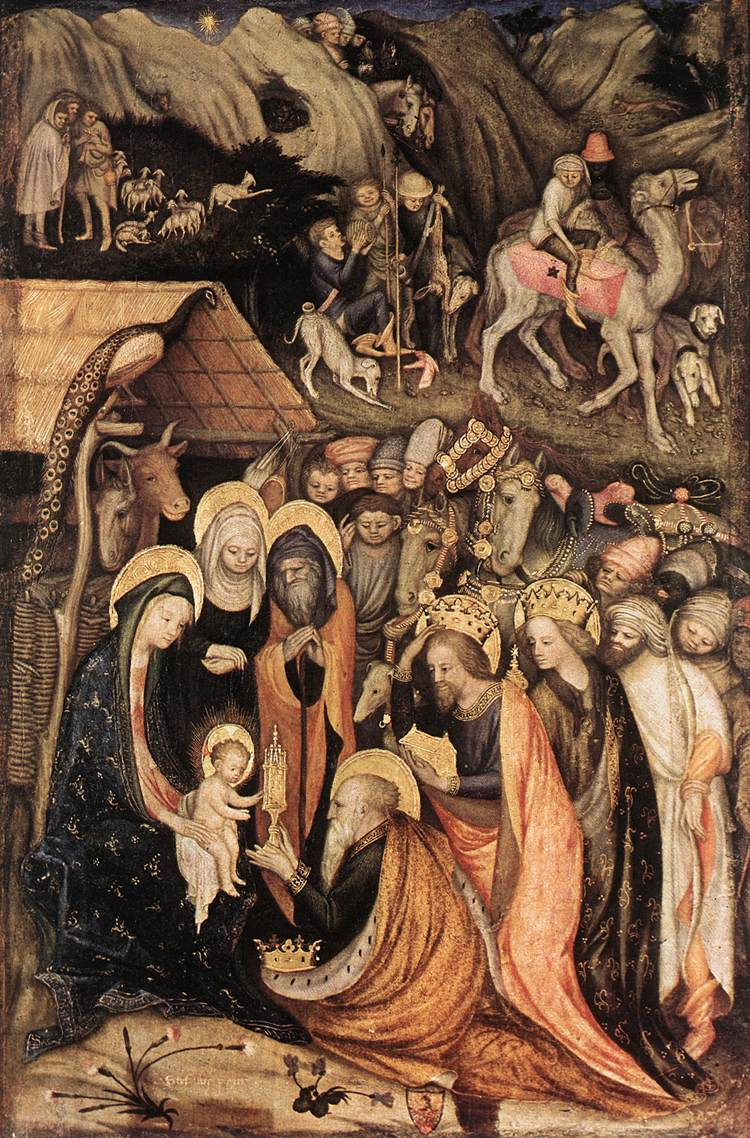
Stefano da Verona, Aanbidding der Koningen
Pisanello, St. Joris en de prinses in de kerk van Sant’Anastasia in Verona
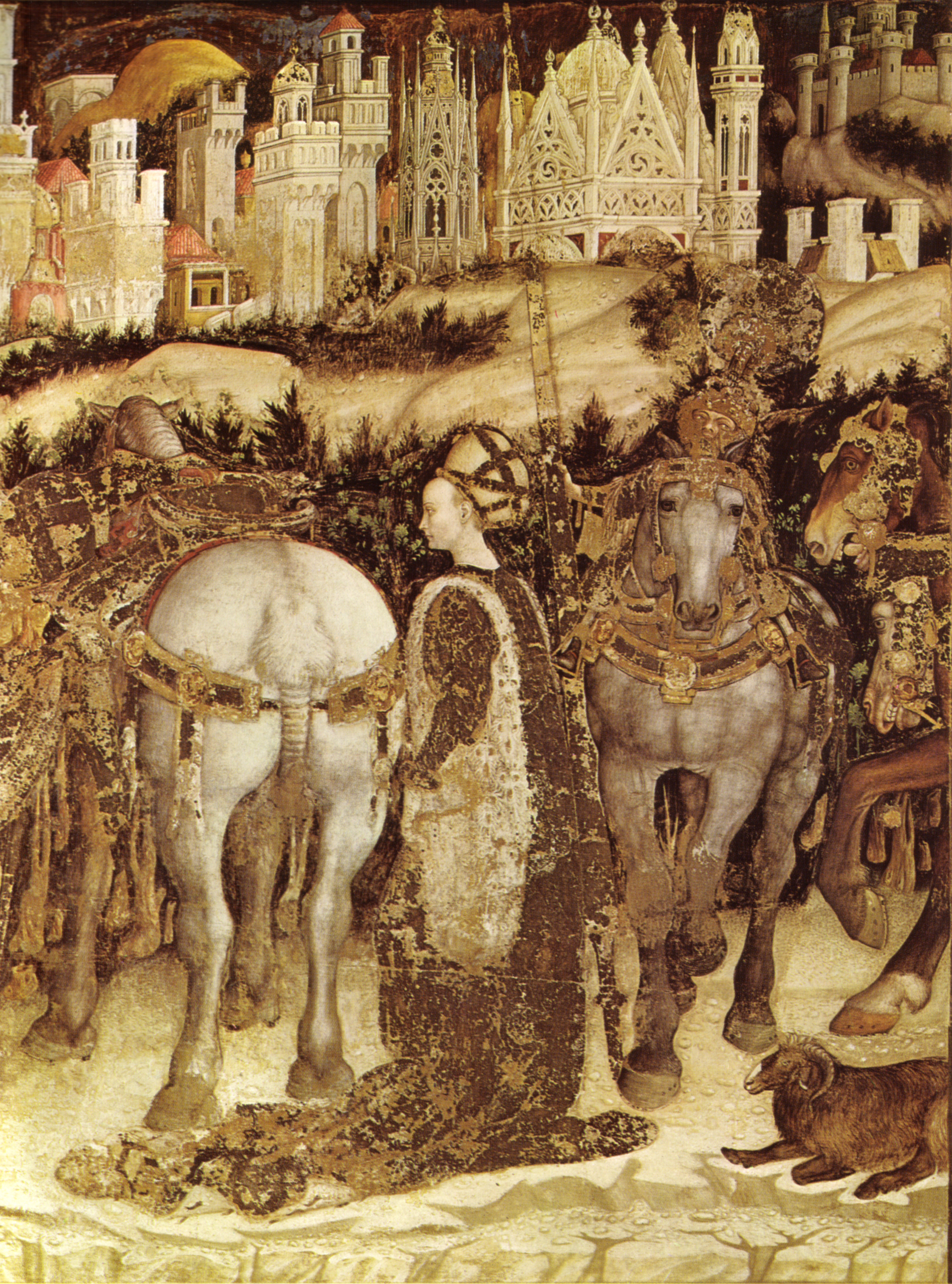
Pisanello, St. Joris en de prinses – detail
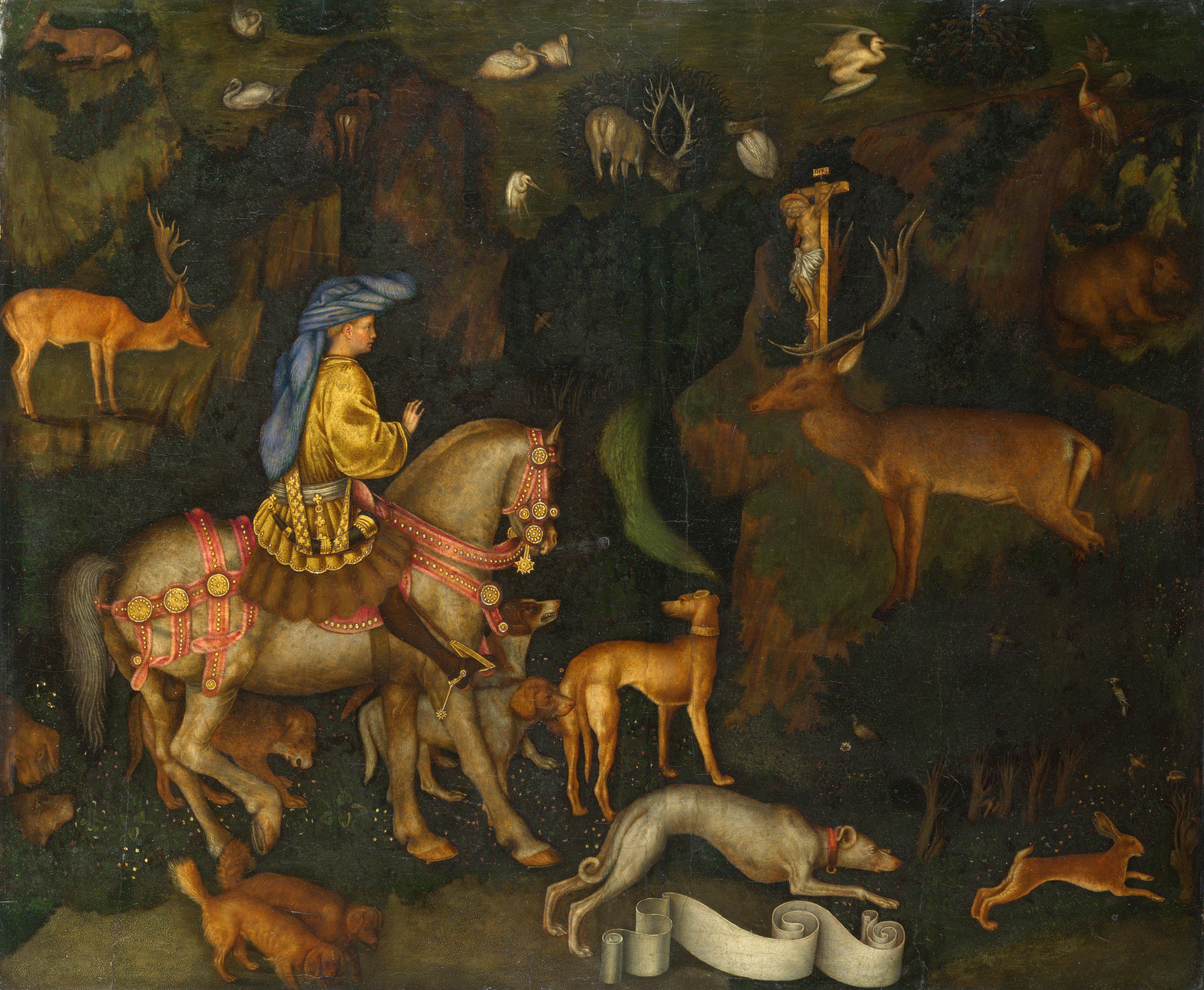
Pisanello, Visioen van St. Eustachius
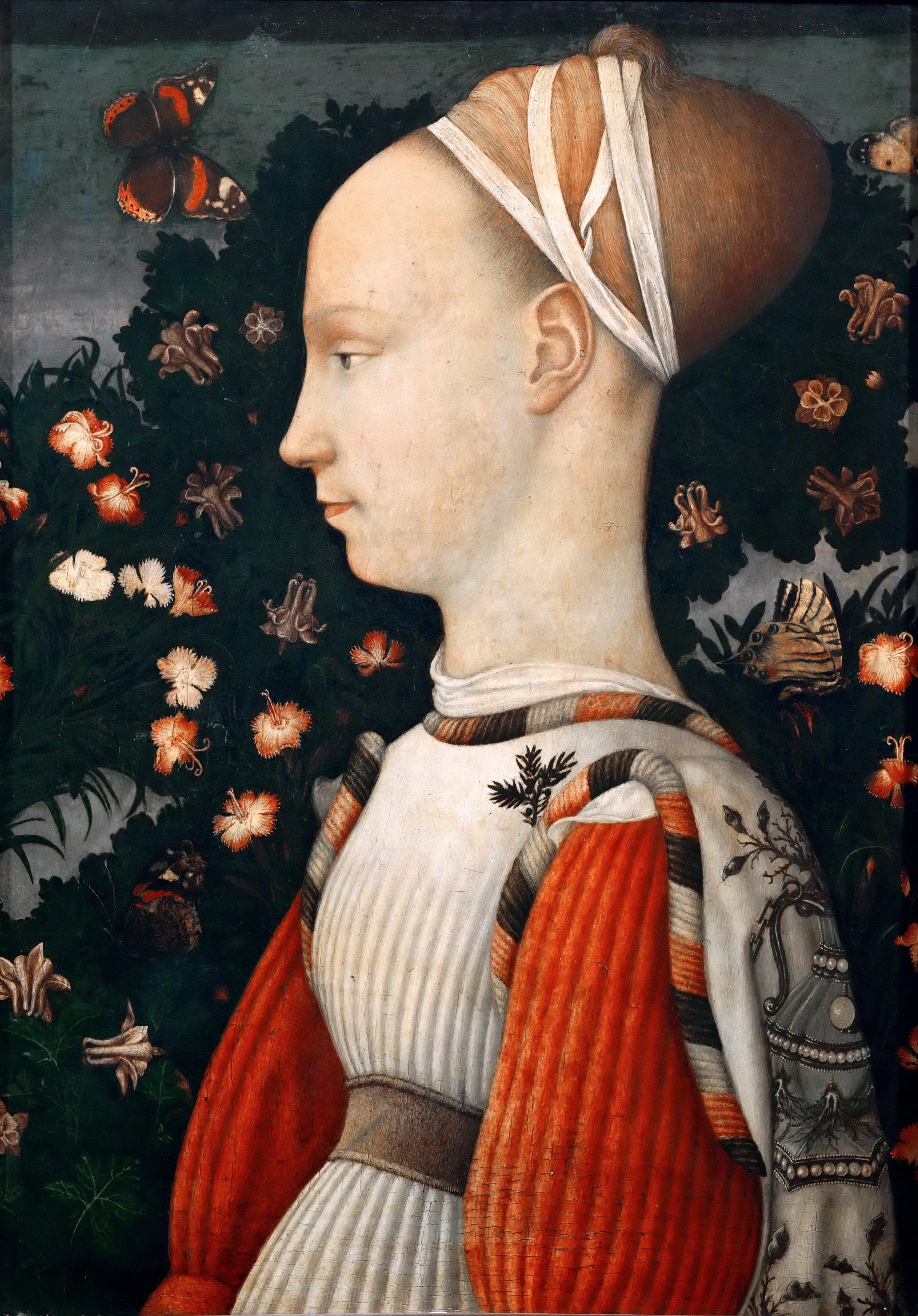
Pisanello, Portret van Ginevra d’Este
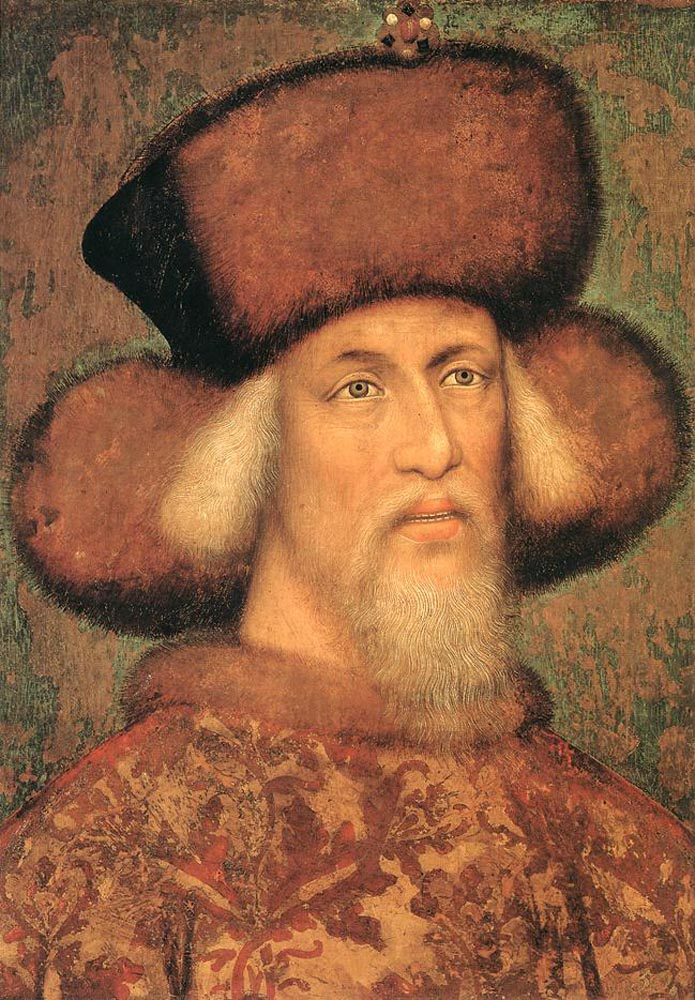
Pisanello, Portret van Keizer Sigismund(1369-1437)

### Andere regio’s
Uit de Marche komt Gentile de Fabriano (zie ook bij Venetië) die zijn opleiding ter plaatse kreeg maar daarna in Lombardije, Venetië en Brescia werkte waar hij ongetwijfeld met de nieuwe stijl in aanraking kwam. Zijn bijzonderste werken maakte hij in Florence. Eveneens in Florence werkt Lorenzo Monacco, hij is de bijzonderste vertegenwoordiger van de internationale stijl in Florence, naast zijn schilderijen op paneel is hij ook een verdienstelijk miniaturist. Uit Piëmont kennen we Giacomo Jaquerio uit Turijn die in de abdij van Ranverso een cyclus van fresco’s schildert.
In Urbino zijn het de broers Salimbeni da Sanseverino die in de internationaal gotische stijl werken. In Siena is het Sassetta ook bekend als Stefano di Giovanni die in deze traditie werkt hoewel zijn stijl balanceert tussen gotiek en renaissance.
Galerij Italië algemeen 

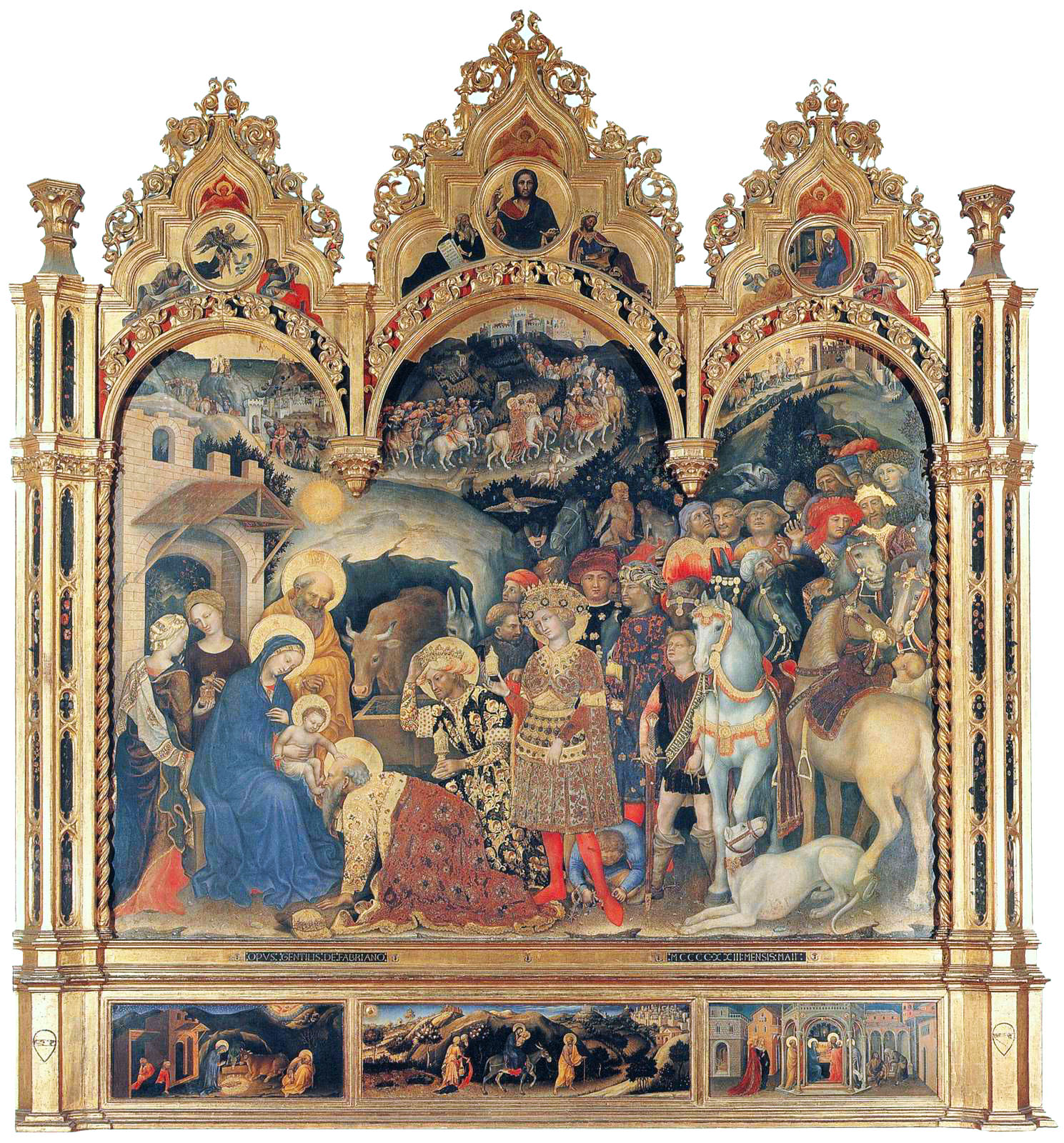
Gentile da Fabriano, Aanbidding der wijzen
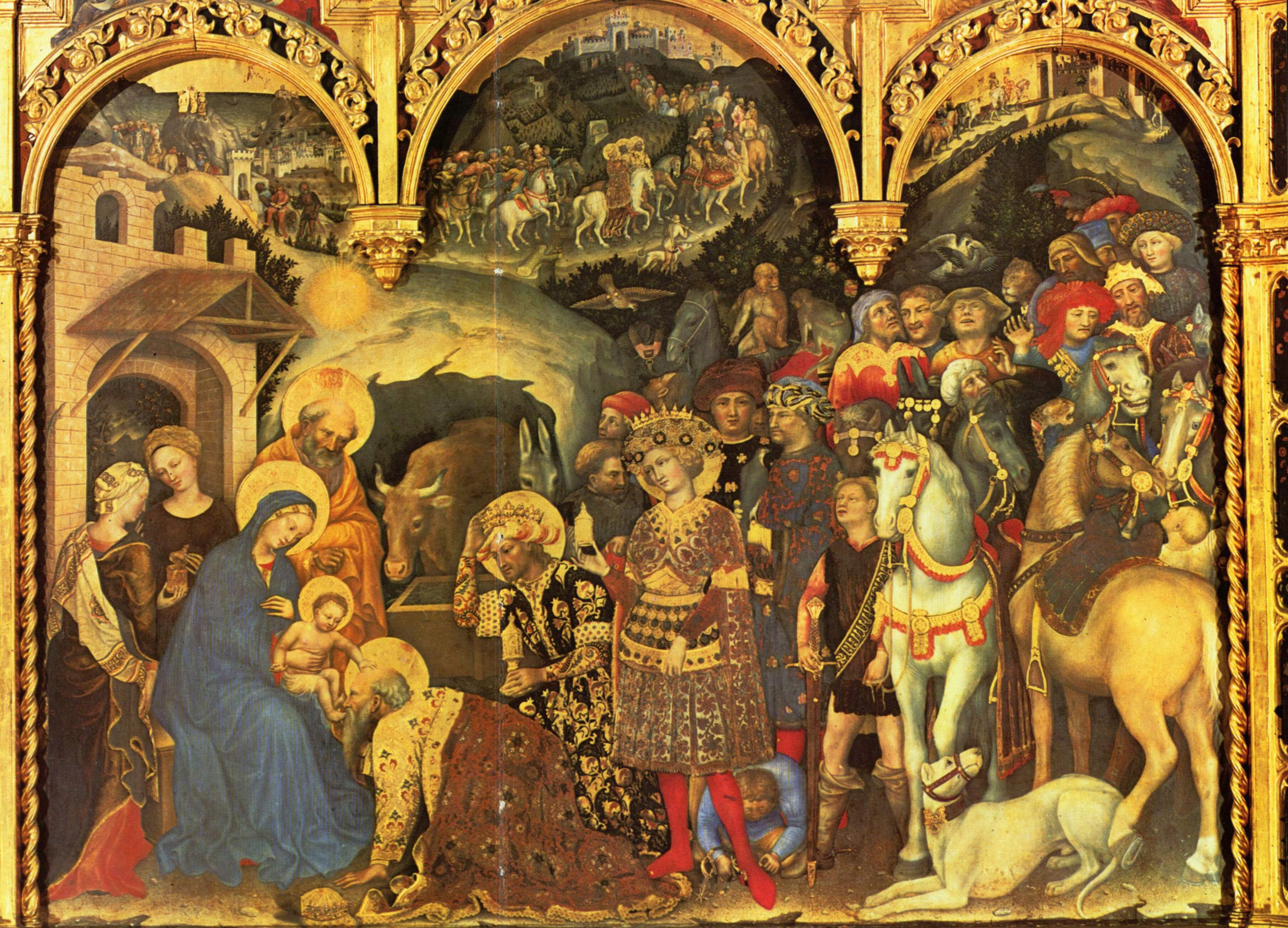
Gentile da Fabriano, Aanbidding der wijzen – detail
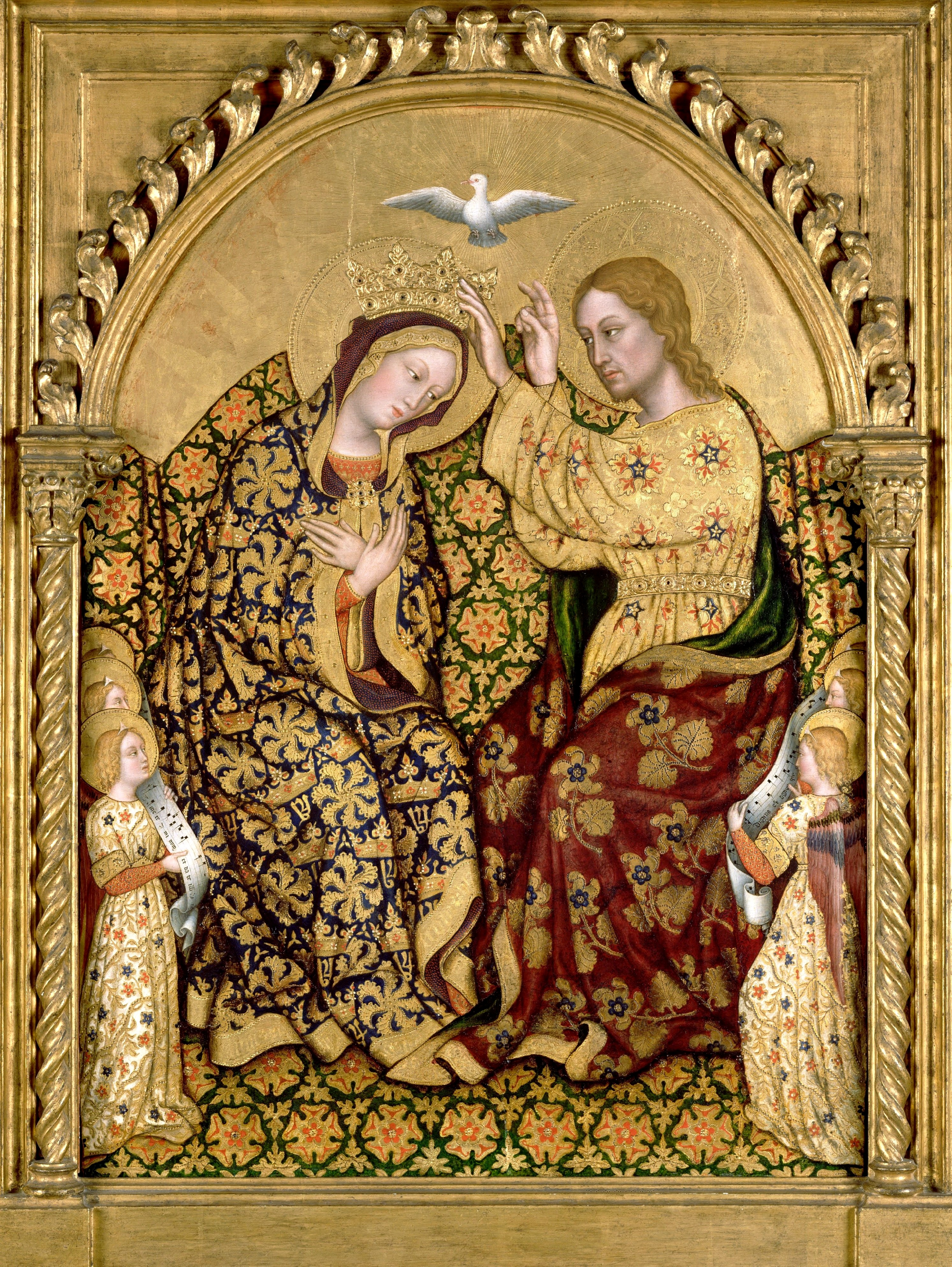
Gentile da Fabriano, Kroning van Maria
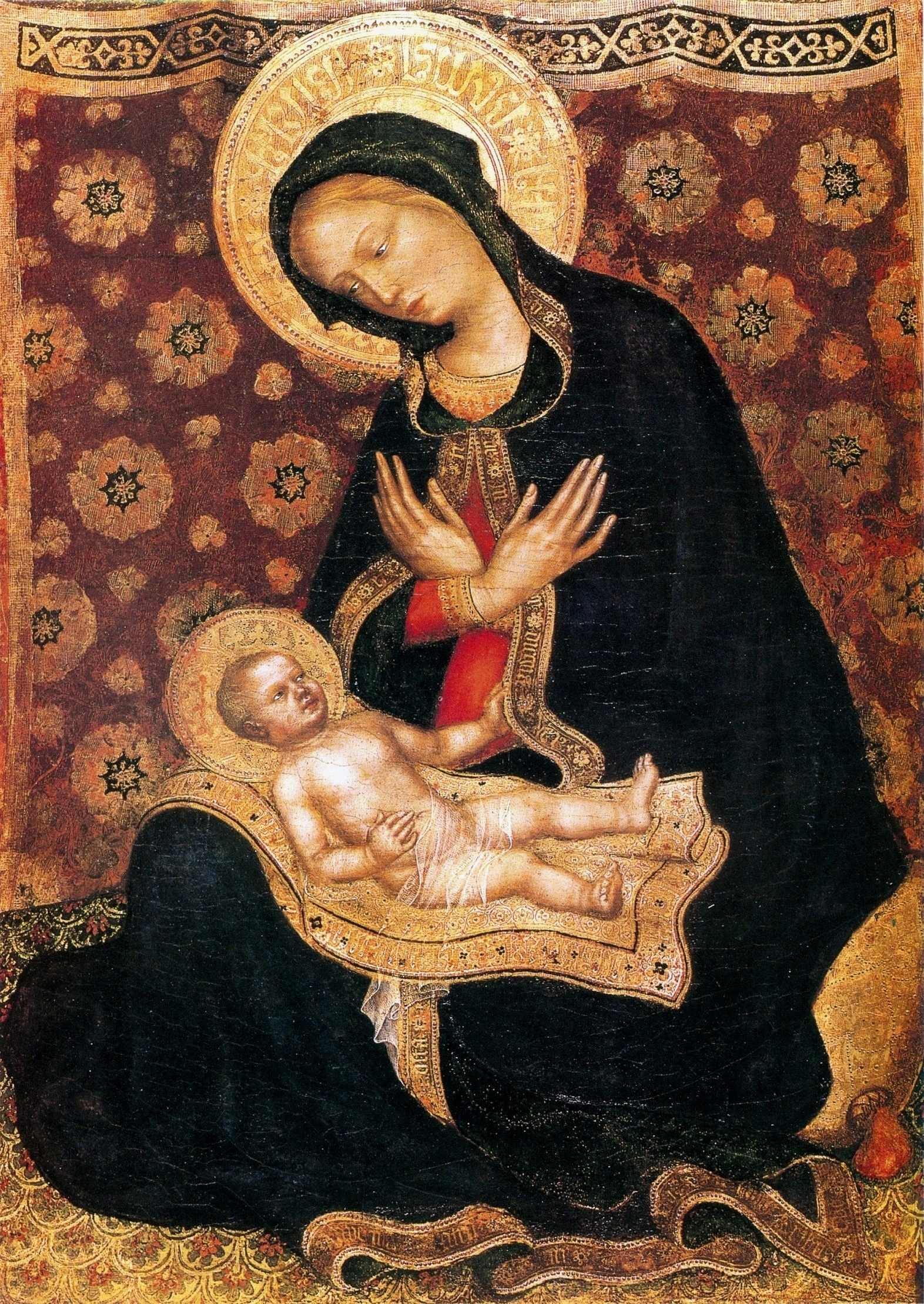
Gentile da Fabriano, Madonna
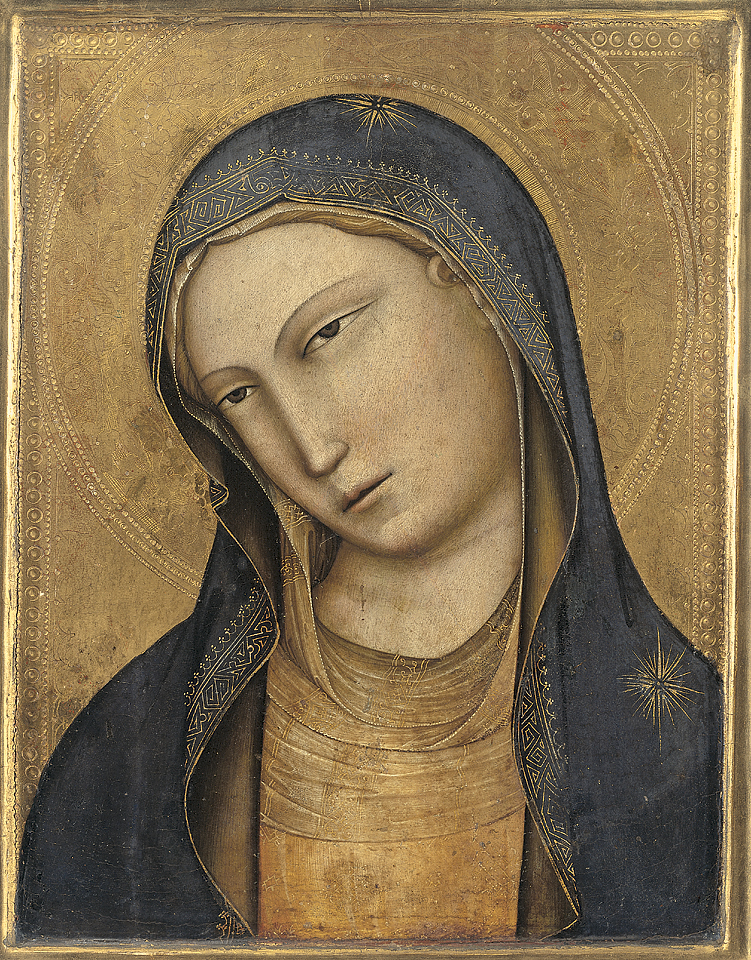
Lorenzo Monaco, Madonna
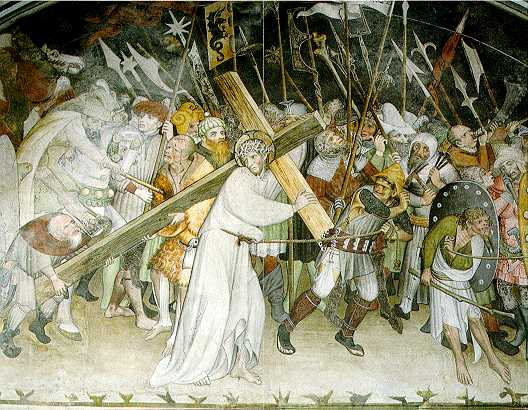
Giacomo Jaquerio, Kruisdraging
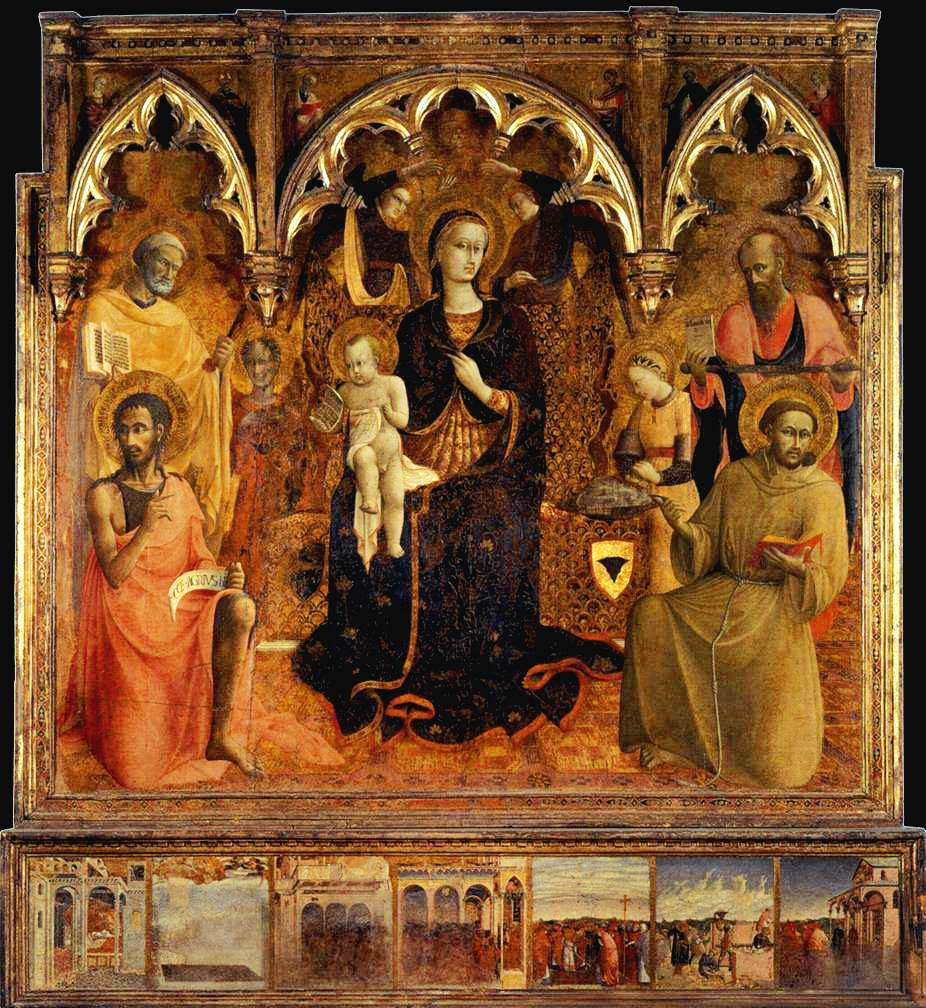
Sassetta, Retabel van de Madonna van de sneeuw
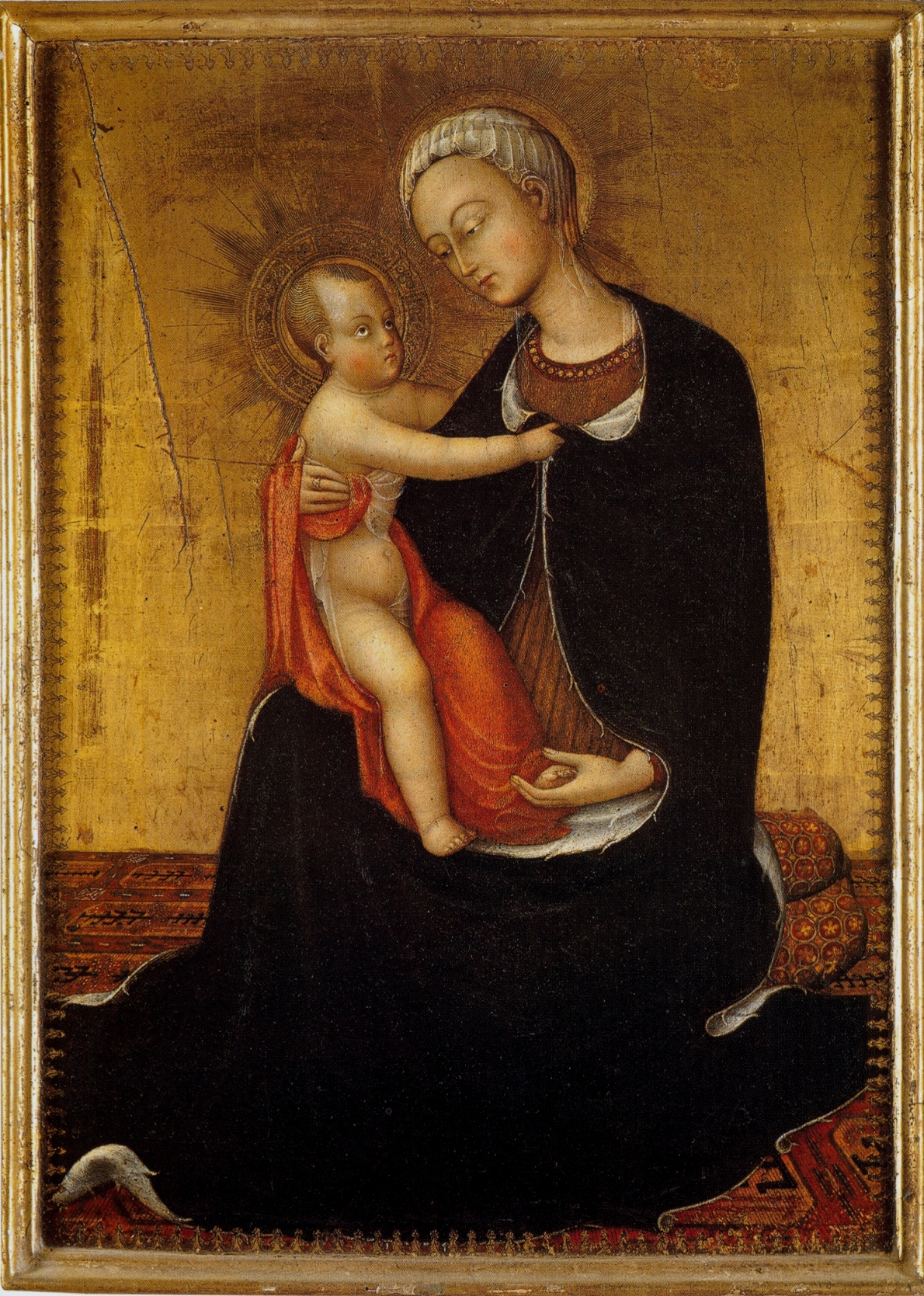
Sassetta, Madonna van de nederigheid

## Catalonië

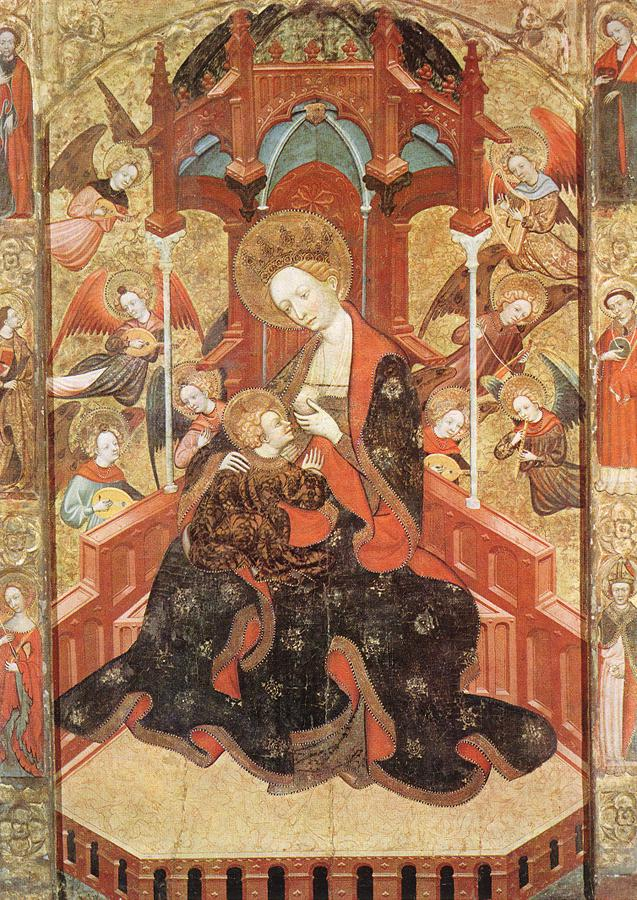
Pere Serra, Madonna met kind en musicerende engelen

De nieuwe stijl bereikt Catalonië tegen het einde van de 14e eeuw. Catalonië met zijn Koninklijke residentiestad Barcelona is een handelscentrum vooral gericht op het mediterrane gebied. Peter IV is een sterk vorst die zich met succes afzet tegen de adel die oppositie voerde tegen zijn regime. Peter bevorderde de kunsten en de wetenschappen en stichtte in 1354 de universiteit van Huesca. In het tweede kwart van de 14e eeuw is Ferrer Bassa een belangrijk schilder en miniaturist die werkt in de gotische stijl, zijn zoon Arnau zal de traditie voortzetten. Ferrer Bassa heeft vermoedelijk Italië bezocht en hij heeft alleszins de stijl van Giotto, van de gebroeders Lorenzetti en van Simone Martini geïmiteerd. Jaume Ferrer Bassa wordt opgevolgd door de gebroeders Serra, die hun opleiding kregen in het atelier van Ramón Destorrents, en de Sienese gotiek voortzetten. Zij brachten een volledige ommekeer teweeg bin de Catalaanse stijl. Hun werk kenschets de overgang van de Italiaanse gotiek, bijvoorbeeld de Madonna met musicerende engelen, naar de een schuchter aanzettende internationale gotiek zoals in het retabel van de Heilige Geest uit de kathedraal van Manresa. 
Maar de echte doorbraak van de internationale gotiek komt met Lluis Borrassà die actief is tussen 1380 en 1426. Hij is een telg uit een schildersfamilie in Gerona en opgeleid door zijn vader. In 1390 leidt hij een belangrijk atelier in Barcelona. Lluis Borrassà breekt door op het moment dat Yolande de Bar (Violante de Bar) de Franse cultuur introduceert aan het hof van Chuan I d'Aragón dat de vaste stek wordt van de Provençaalse troubadours en van een gecultiveerd gezelschap. Voor Lluis Borrassà, die voor het hof werkt, is dit een uitstekende gelegenheid om de pracht en de weelde van het hof te verwerken in zijn werken.
De laatste van de Catalaanse meesters die verwant zijn met de internationale gotiek is Bernat Martorell. In zijn werken vinden we elementen van de Lombardische schilderkunst terug, maar ook het naturalisme van de Vlaamse Primitieven kondigt zich bij hem al aan bijvoorbeeld in de weergave van de kledingsstoffen en brokaat. Vanaf het midden van de 14e eeuw gaan de contacten met Vlaanderen een overwegende rol spelen onder meer door de invoer van kunstwerken maar ook door Vlaamse kunstenaars die zich in Catalonië vestigen.
Galerij Catalonië 

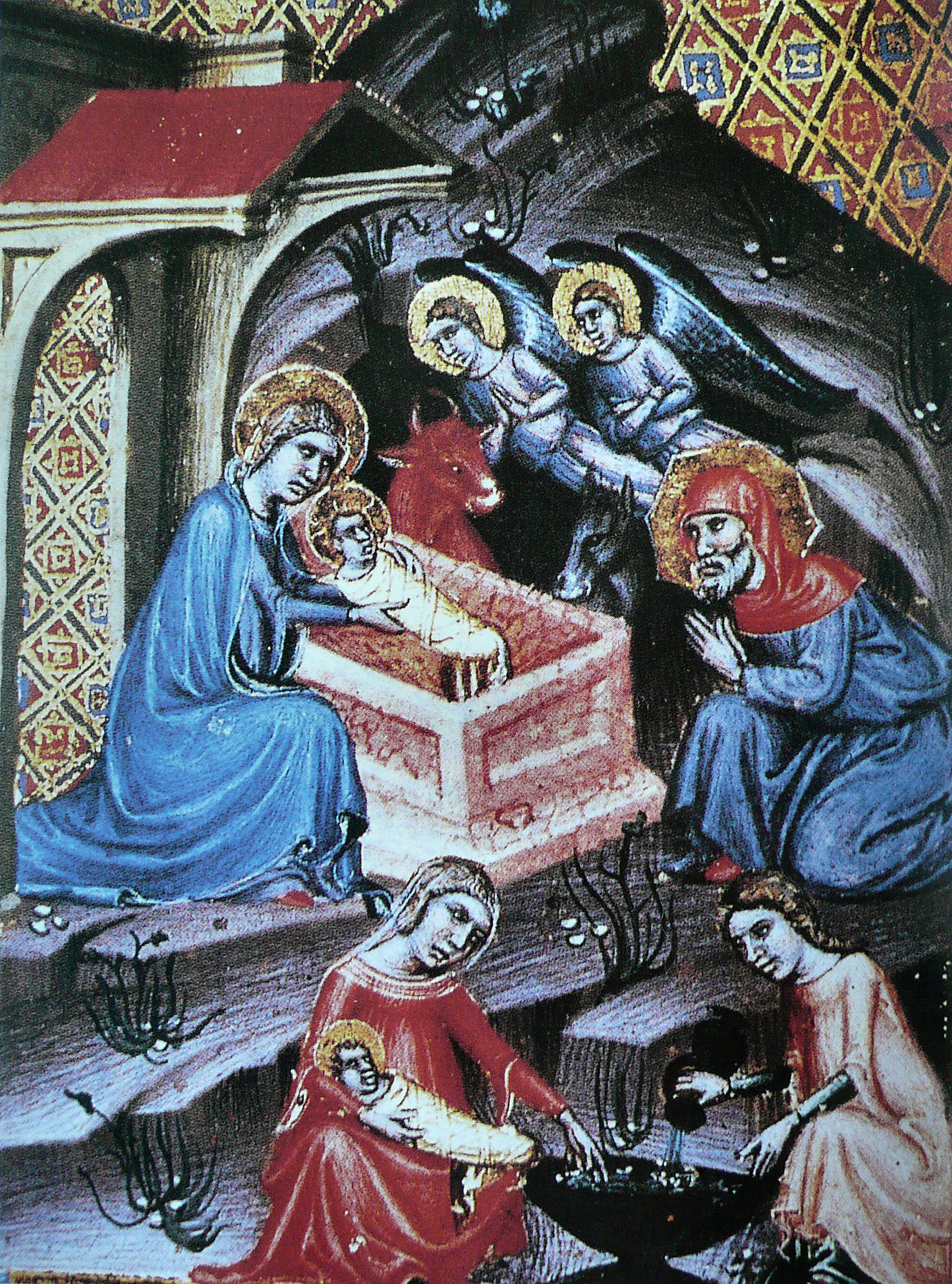
Jaume Ferrer Bassa, Getijdenboek van Maria van Navarra, Geboorte van Christus
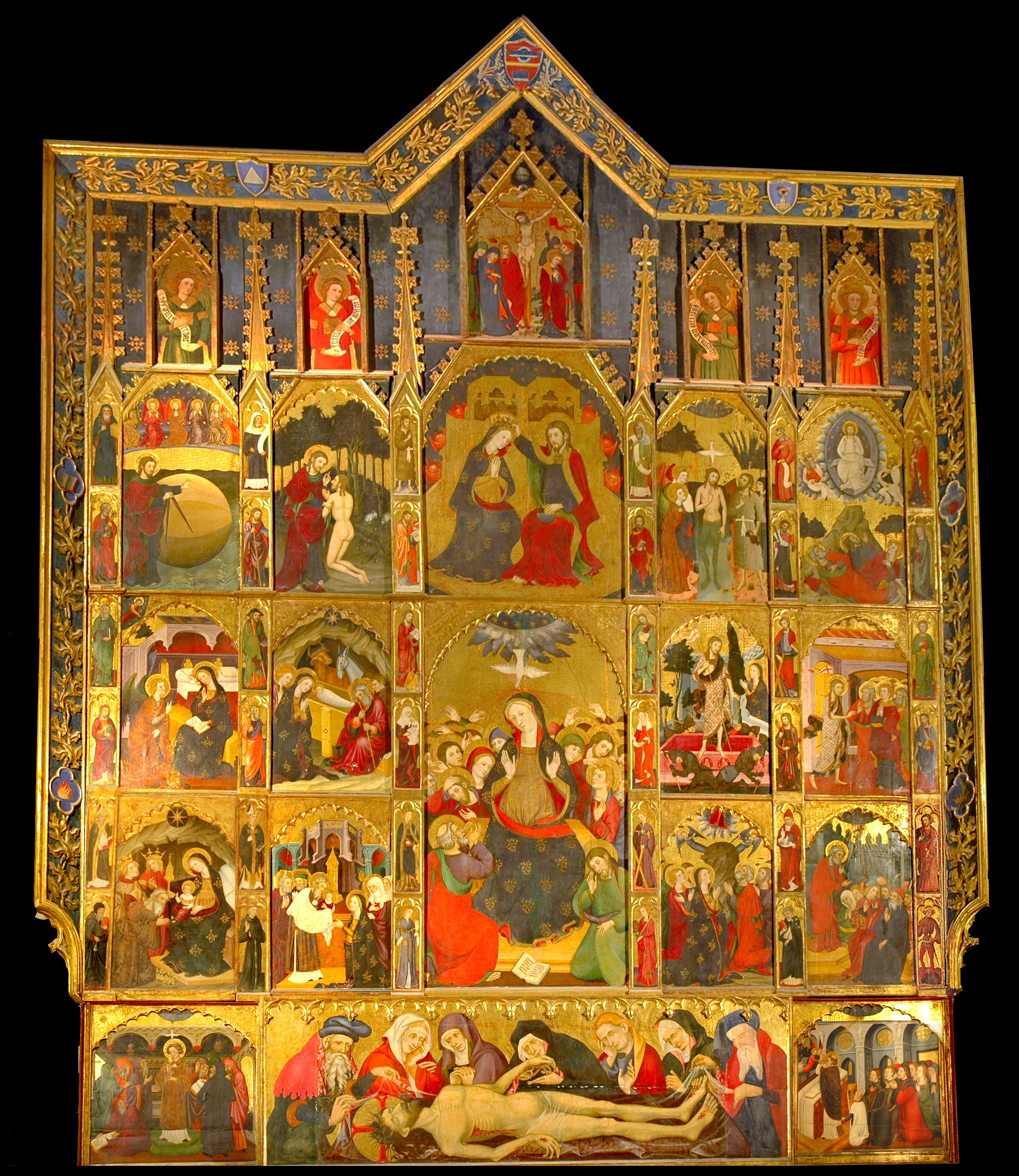
Pere Serra, retabel van de Heilige Geest uit de kathedraal van Manresa
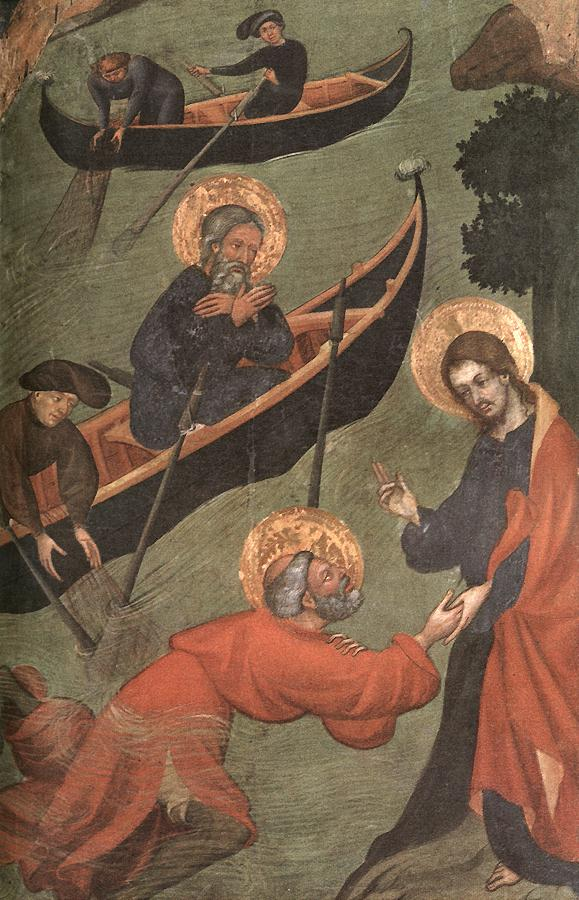
Lluis Borrassà, Petrus die op het water wandelt
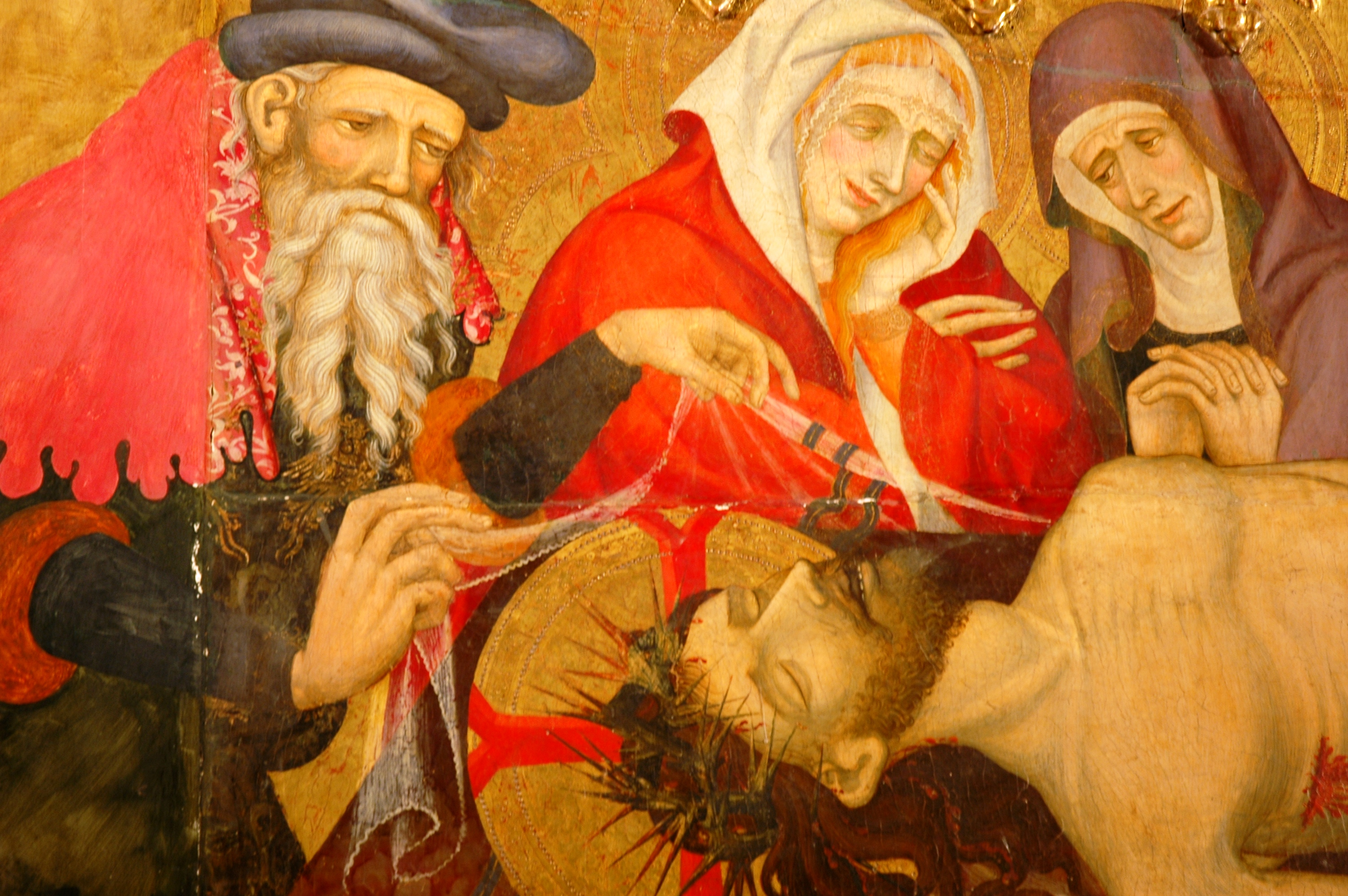
Lluis Borrassà, Detail van de predella van het retabel van de Heilige Geest in de collegiale kerk Santa Maria in Manresa.
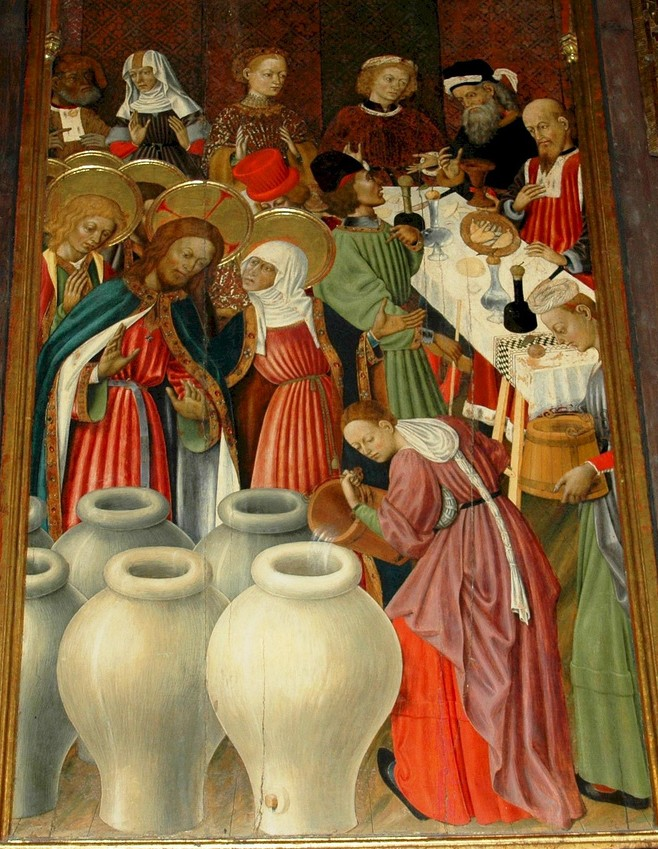
Bernat Martorell, Bruiloft te Kana
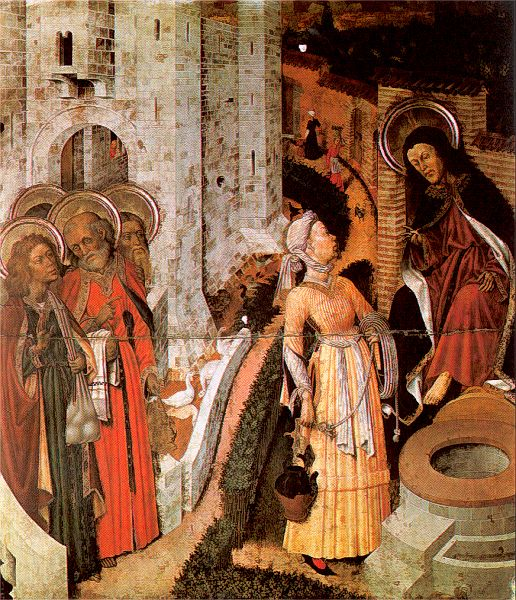
Bernat Martorell, Christus en de Samaritaanse vrouw, detail van het transfiguratieretabel in de kathedraal van Barcelona.

## Besluit
De internationale gotiek zal nog geruime tijd overleven, hij blijft aan beide zijden van de Alpen voortleven naast de nieuwe tendensen die stilaan vorm krijgen. In Vlaanderen kennen we een overgang via het pre-Eyckiaanse realisme en een nette breuk met de opkomst van de Vlaamse Primitieven of zeg maar de renaissance van de Nederlanden. In Italië en in Frankrijk zal de internationaal gotische stijl veel langer overleven en zich langzaam oplossen in de opkomende renaissance.
Byzantijnse kunst · Merovingische kunst · Insulaire kunst · Karolingische kunst · Ottoonse renaissance · Franco-Insulaire stijl · Preromaanse kunst · Romaanse kunst · Kanaalstijl · Scheldegotiek · Gotische kunst · Internationale gotiek · Pre-Eyckiaanse kunst · Vlaamse Primitieven